# Cina
La Repubblica Popolare Cinese (中华人民共和国S, Zhōnghuá Rénmín GònghéguóP ), chiamata anche semplicemente Cina (中国S, ZhōngguóP; ), è uno Stato dell'Asia orientale. La Repubblica Popolare Cinese è stata in passato indicata come Cina popolare, al fine di distinguerla dalla Repubblica di Cina, lo Stato che l'ha preceduta e della quale ha ereditato quasi l'intero territorio, indicata invece come Cina Nazionalista o, dal 1949, Taiwan (o Formosa). Entrambe le entità reclamano il controllo sul territorio complessivo cinese. La Repubblica Popolare Cinese con oltre 400 milioni di abitanti, è il secondo stato più popoloso del mondo, dopo l'India.
La Cina è una repubblica socialista in cui il potere è esercitato dal Partito Comunista Cinese (中国共产党 oppure 中共). Il governo ha sede nella capitale Pechino (北京) ed esercita la propria sovranità su ventidue province (省), cinque regioni autonome (自治区), quattro municipalità direttamente controllate (直辖市) (Pechino 北京, Tientsin 天津, Shanghai 上海 e Chongqing 重庆) e due regioni amministrative speciali 特别行政区 (Hong Kong 香港 e Macao 澳门) parzialmente autonome.
La Cina rivendica la propria sovranità anche su Taiwan, che a propria volta rivendica la propria sovranità sulla Cina continentale. L'isola è rimasta dal 1949 sotto il controllo del governo della Repubblica di Cina (o Taiwan), che precedentemente governava anche la Cina continentale, ed è rivendicata dalla Repubblica Popolare Cinese come provincia di Taiwan. La complessa condizione politica di Taiwan è una delle conseguenze della guerra civile cinese, che ha preceduto la fondazione della Repubblica Popolare Cinese.
Con la sua superficie di circa 9572900 km², la Cina è il quarto stato più grande del mondo per superficie. Il paesaggio della Cina è vasto e diversificato: va dalle steppe della foresta e i deserti dei Gobi e del Taklamakan nell'arido nord alle foreste subtropicali e umide del sud. L'Himalaya, il Karakorum, il Pamir e il Tian Shan sono le catene montuose che separano la Cina occidentale dall'Asia centrale. Il Fiume Azzurro (长江) e il Fiume Giallo (黄河), rispettivamente il terzo e il sesto più lunghi del mondo, scorrono dall'altopiano del Tibet verso la costa orientale, densamente popolata. La costa della Cina lungo l'oceano Pacifico è lunga circa 14 500 chilometri ed è delimitata dal mare di Bohai, dal mar Giallo, dal mar Cinese Orientale e dal mar Cinese Meridionale.
L'antica civiltà cinese, una delle più antiche al mondo, si sviluppò inizialmente nelle pianure comprese tra il Fiume Giallo e il Fiume Azzurro. A partire dall'età del bronzo, verso la fine del II millennio a.C., si ha evidenza di strutture feudali, in cui i nobili si raccoglievano intorno a monarchie ereditarie. Vi sono testimonianze di una casata regnante nella prima metà del I millennio a.C., nota come dinastia Zhou (周朝), il cui declino condusse alla nascita di un discreto numero di regni indipendenti in competizione per il predominio sulla regione (periodo delle Primavere e Autunni, 春秋), con stagioni di conflitto che si fecero particolarmente accese nel periodo che va dall'VIII al III secolo a.C. Nel 221 a.C. lo Stato di Qin sconfisse e conquistò i territori di tutti gli altri Stati combattenti, dando vita al primo impero della storia cinese sotto la guida del primo imperatore cinese Qín Shǐ Huángdì della dinastia Qin (秦朝). Da quel momento il titolo di imperatore della Cina divenne il sinonimo della raggiunta supremazia. La dinastia Qin non durò a lungo, infatti i popoli precedentemente conquistati vennero poco dopo riuniti sotto l'egida della dinastia Han (汉朝, III secolo a.C. - III secolo d.C.). I quattro secoli in cui regnarono i sovrani della dinastia Han sono considerati cruciali per la definizione e l'affermazione della identità culturale cinese, tanto da divenire il termine con cui i cinesi definirono se stessi (con il termine appunto di etnia o popolo han, 汉族). Da allora, la storia cinese ha visto l'alternarsi di periodi di divisione e fasi di unificazione, con conseguenti periodi di frammentazione, contrazione o espansione territoriale, sotto l'egida di diverse dinastie, talora di etnia straniera, come avvenuto nel caso dei mongoli o dei mancesi.
L'ultima dinastia fu quella dei Qing, il cui regno si concluse nel 1911 con la fondazione della Repubblica di Cina (中华民国). Dopo la sconfitta dell'Impero giapponese (大日本帝国) durante la seconda guerra mondiale, il Paese fu scosso dalla guerra civile, che vedeva contrapposte le forze nazionaliste del Kuomintang (国民党), il partito che allora deteneva il governo del paese, e le forze facenti capo al Partito Comunista Cinese. Nel 1949 la guerra si concluse con la sconfitta del Kuomintang e la conseguente fuga del governo nazionalista sull'isola di Formosa, nella cui capitale Taipei (台北) ha tuttora sede l'attuale Repubblica di Cina, altresì nota come Taiwan. In seguito alla vittoria conseguita sul continente, il 1º ottobre del 1949 a Pechino le forze comuniste guidate da Mao Zedong proclamarono ufficialmente la nascita della Repubblica Popolare Cinese.
Dopo l'introduzione di riforme economiche nel 1978, l'economia cinese è diventata quella dalla crescita più rapida al mondo. A partire dal 2013, è la seconda economia più grande al mondo sia come PIL totale nominale sia per parità di potere d'acquisto; per quanto riguarda solamente il PIL nominale, invece, la Cina ha sorpassato il Giappone, sino ad allora seconda potenza mondiale dal 1987, nel 2010. Nel 2022 il prodotto interno lordo cinese è sui ventimila miliardi di dollari. Essa è anche il più grande esportatore e importatore di merci al mondo. La Cina è ufficialmente uno Stato munito di armi nucleari e ha il più grande esercito permanente del mondo, con il secondo più grande bilancio della difesa. È, inoltre, membro dell'ONU dal 1971, quando ha preso il posto della Repubblica di Cina tra i seggi dei membri permanenti del Consiglio di sicurezza delle Nazioni Unite, e quindi gode del potere di veto. La Cina è anche membro di numerose organizzazioni multilaterali, tra cui l'OMC, l'APEC, il BRICS, l'Organizzazione per la Cooperazione di Shanghai, il BCIM e il G20. La Cina, unanimemente riconosciuta come grande potenza dal consenso internazionale, è una potenziale superpotenza secondo un certo numero di accademici e analisti che si occupano di questioni militari, politiche ed economiche.
Dissidenti politici e gruppi per i diritti umani hanno denunciato la dittatura del governo cinese per diffuse violazioni dei diritti umani, tra cui repressione politica, repressione delle minoranze religiose ed etniche, censura, sorveglianza di massa e la violenza utilizzata nel reprimere il dissenso, come quella esibita durante le proteste di piazza Tienanmen del 1989.

## Etimologia del nome
I cinesi si riferiscono comunemente al proprio Paese usando il termine Zhōngguó (中国, composto di Zhōng, "centrale" o "medio", e Guó, "regno", "Stato"). Questa parola antica (il termine si ritrova nello Shujing del VI secolo a.C.) ha una valenza religiosa e cosmologica, indicando la civiltà celestialmente centrata, ed era in origine un nome collettivo riferito all'insieme di regni presenti nelle pianure della Cina del Nord. Con l'avvento dell'impero esso divenne poi sinonimo di terra di insediamento dei cinesi Han, che si contrapponeva alle terre abitate dai "barbari" di etnie differenti (come le tribù dei Xiongnu 匈奴). Sotto la dinastia mancese dei Qing (清朝, XVII-XIX secolo) il termine perse questa connotazione strettamente legata all'appartenenza etnica al gruppo Han, per espandersi fino a comprendere l'intera compagine di gruppi etnici raccolti sotto l'egida del potere dei Qing, il cui impero aveva una forte connotazione multietnica e multiculturale.
Soltanto a partire dal XIX secolo il termine Zhōngguó divenne sinonimo di Stato o nazione cinese. Dal 1949 il nome ufficiale del Paese è Repubblica Popolare Cinese (中华人民共和国S, Zhōnghuá Rénmín GònghéguóP).
Vi sono diverse teorie che tentano di spiegare l'origine della parola "Cina". Essa potrebbe derivare dal persiano Chin (چین‎), che a sua volta deriva dalla parola sanscrita Cīna (चीन), parola che si ritrova nelle prime scritture indù, tra cui il Mahābhārata (V secolo a.C.) e Manusmṛti (II secolo a.C.). Una diversa teoria è stata proposta nel XVII secolo dal missionario gesuita Martino Martini, secondo il quale il nome Cina deriverebbe da "Qin" (秦, Ch'in), il più occidentale dei regni cinesi durante la dinastia Zhou; la teoria trova forte plausibilità nel fatto che è stato proprio il regno Qin a unificare la Cina nel 221 a.C.

## Storia

### Cosmologia mitologica

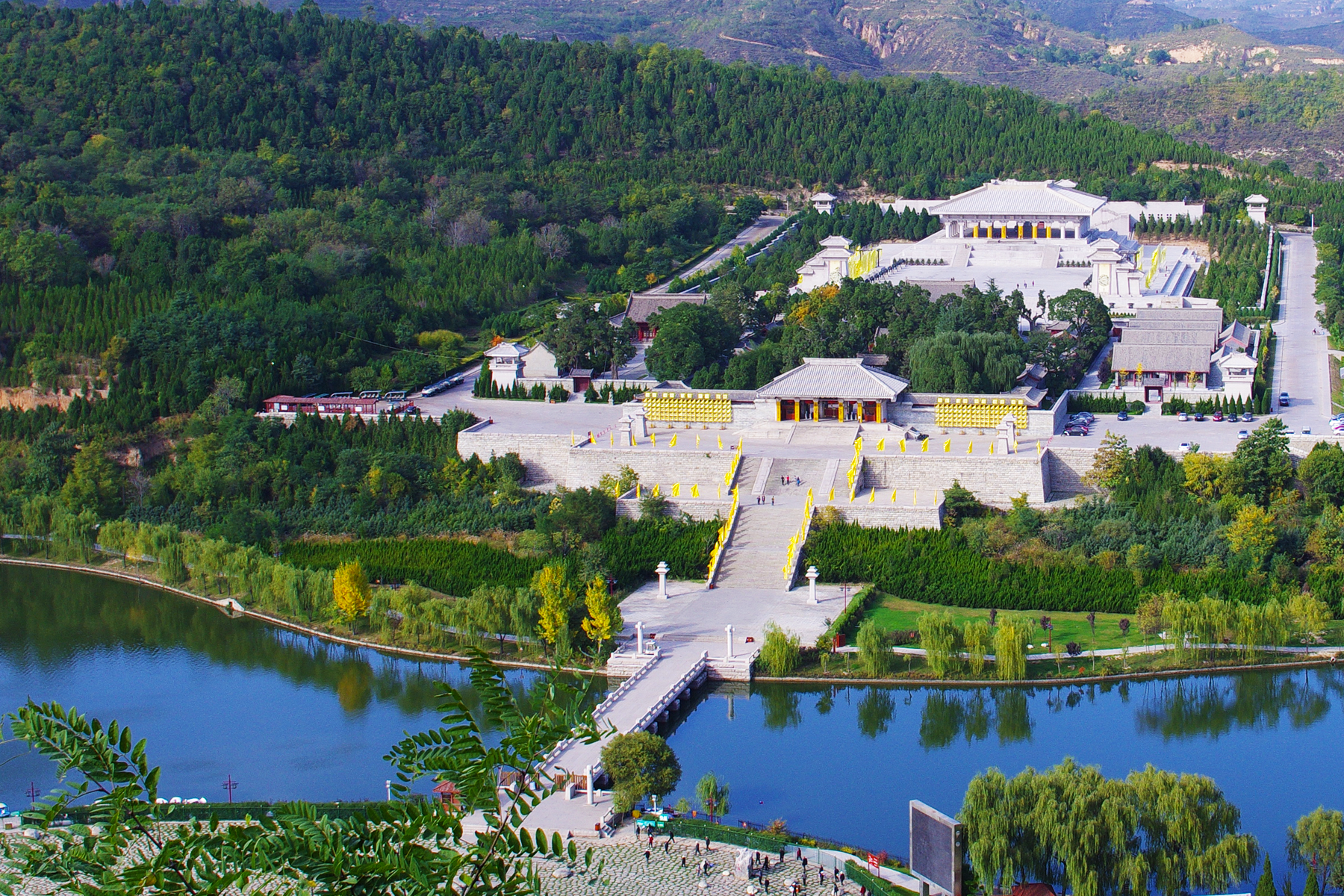
Grande Tempio di Xuanyuan Huangdi, a Huangling, Yan'an, Shaanxi. 黄帝 Huángdì è una figura storico-religiosa fondamentale per la civiltà cinese; simbolo del sovrano cosmico che, come axis mundi, congiunge il Cielo (del cui polo è personificazione) con la Terra. Huangling è il luogo dove, secondo i miti tradizionali, il Dio Giallo nella sua incarnazione mortale (軒轅 Xuānyuán) sarebbe stato sepolto.

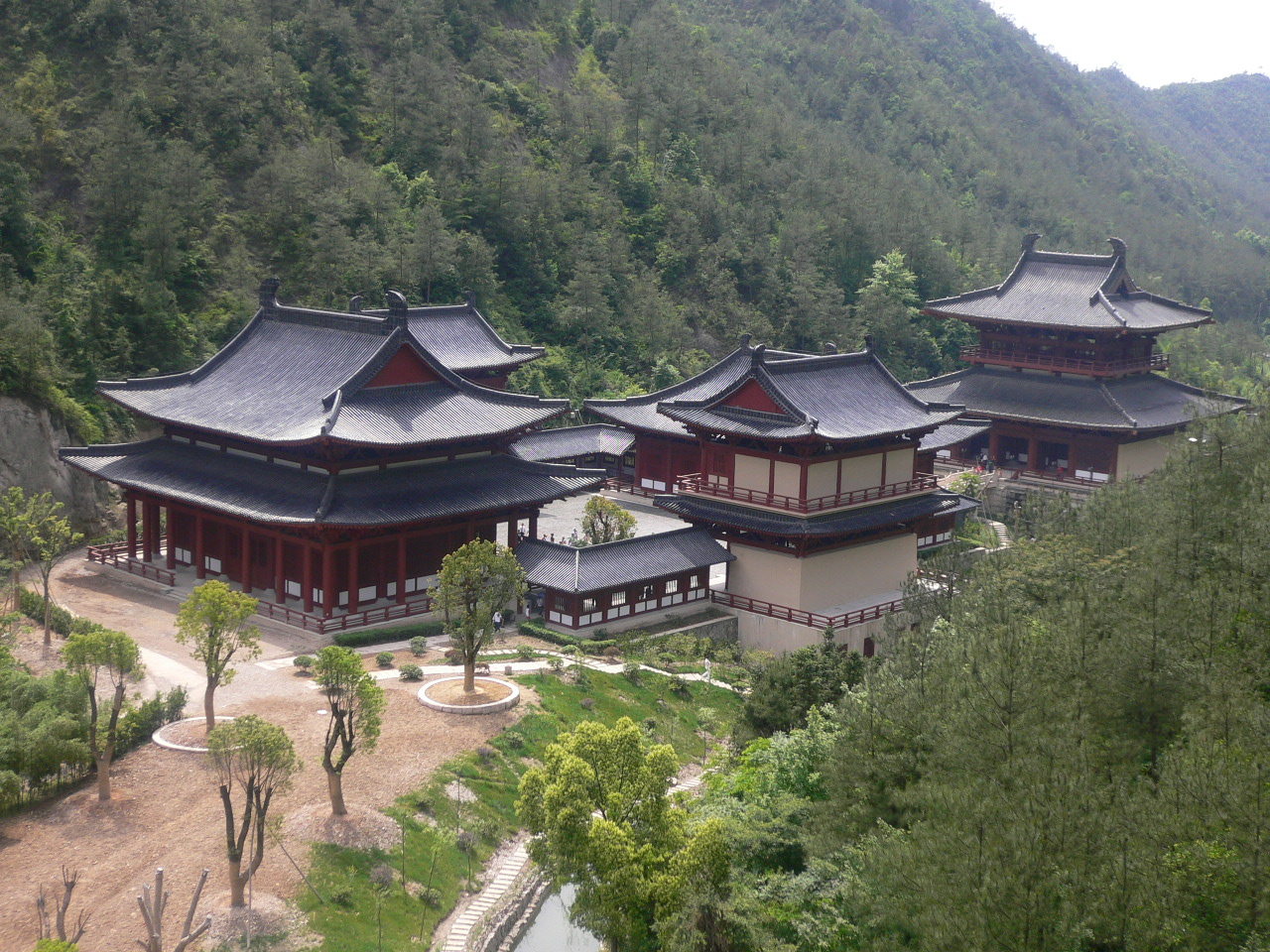
Altro Tempio del Dio Giallo a Jinyun, Lishui, Zhejiang. Templi di tal sorta sono molto diffusi nella Cina odierna, in virtù della grande importanza data dal governo del Paese al culto di Xuanyuan.

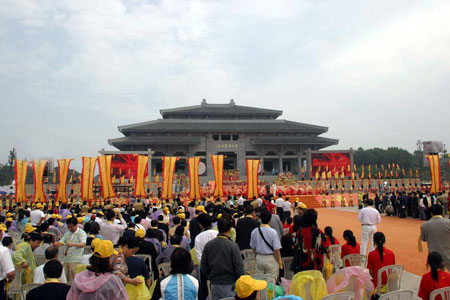
Cerimonia pubblica al Tempio di Shennong Yandi a Suizhou, in Hubei. Shennong Yandi è il dio dell'agricoltura, della tecnica, e antenato dei Cinesi del sud.

Più si risale indietro nella storia della Cina, più i fatti documentati si intrecciano con la mitologia di questa civiltà. I grandi antenati, progenitori delle etnie che popolano la Cina e istitutori della civiltà cinese, sono considerati il riflettersi nel piano della materia di divinità cosmiche (ordinatrici del mondo). Tra di essi sono di precipua importanza Fuxi, Nüwa e Shennong, rispettivamente personificazioni delle potenze numinose del Cielo (Tian), della Terra (Di) e della razionalità umana (ren); e i Cinque Dèi (Wufang Shangdi) — il Dio Giallo, il Dio Nero, il Dio Blu/Verde, il Dio Rosso e il Dio Bianco —, manifestazioni nello spazio (le quattro direzioni più il centro) e nel ciclo del tempo dell'anno (le quattro stagioni), ognuna caratterizzata da uno dei cinque elementi e da uno dei cinque pianeti/stelle del sistema del Sole, della potenza del supremo Dio del Cielo (Tian o Shangdi), identificata come operante nel polo nord della volta celeste.
Tra le figure degli dèi-antenati fondatori hanno primaria importanza Huangdi (黃帝, il "Dio Giallo" o "Imperatore Giallo", omofono del titolo poi usato dagli imperatori, scritto però con i grafemi 皇帝, che significano "divo imperatore" o "divo re") — che rappresenta il centro e asse della cosmologia del Dio del Cielo, da cui il suo nome come essere terreno, 軒轅 Xuānyuán, che significa "Asse del Carro" del polo nord celeste — e sua moglie Leizu: l'uno sarebbe l'ideatore dell'intera tradizione culturale-statuale cinese e sarebbe il progenitore di tutti i Cinesi Han, l'altra avrebbe introdotto nella Valle del Fiume Giallo l'uso del baco da seta. Altri poi gli dèi-antenati o eroi culturali di grande importanza, tra cui Yu il Grande, vissuto alla fine del III millennio a.e.v., identificato come colui che introdusse l'uso delle armi di bronzo.

### Prime dinastie
La tradizione cinese tramanda l'esistenza di tre antiche dinastie nel periodo che precede il III secolo a.C (nel 221 a.C. ci fu l'avvento dell'impero Qin, il primo impero della storia cinese). Secondo il mito, la più antica dinastia sarebbe quella degli Xia (夏朝) intorno al 2100 a.C., che venne soppiantata dalla dinastia Shang (商朝), la quale cedette infine il posto a quella dei Zhou.
Se si includono le dinastie riportate dalla tradizione, la storia complessiva delle dinastie cinesi coprirebbe perciò un arco di quattro millenni.

### Dalla preistoria all'età del bronzo
Le tracce più antiche di Homo erectus ritrovate in Cina sono quelle dell'uomo di Yuanmou (袁某直立人). Nel 1965 nel distretto di Yuanmou vennero ritrovati due denti incisivi appartenenti ad un ominide maschio adulto rinominato Homo erectus Yuanmouensis. Gli incisivi sono stati fatti risalire, attraverso la datazione archeomagnetica a 1 700 000 anni fa. Esso costituisce l'ominide più antico ritrovato non solo in Cina ma nell'intera Asia. L'Homo erectus meglio studiato è invece l'uomo di Pechino (北京人), risalente a 780000-680000 anni fa. I fossili di Homo sapiens più antichi risalgono invece a 18000-11000 anni fa. Grazie ai cambiamenti climatici che seguirono il ritiro dei ghiacci, tra il VIII e il IV millennio a.C. si assistette alla transizione da comunità di cacciatori-raccoglitori a gruppi dediti all'agricoltura e all'allevamento del bestiame.
I reperti archeologici testimoniano l'esistenza di un gran numero di comunità umane insediatesi su un vasto territorio che comprende le valli del Fiume Azzurro e del Fiume Giallo. La caratteristica principale di questi insediamenti risiede nell'altissimo grado di differenziazione culturale che si riscontra nei manufatti, nella struttura delle abitazioni e in generale nelle testimonianze della vita collettiva di ciascuna comunità. Secondo gran parte degli storici e archeologi moderni il modello più credibile per le origini della civiltà cinese si basa quindi su una molteplicità di culture regionali sviluppatesi in maniera autonoma, caratterizzate da sfere di influenza che talvolta entravano in contatto tra loro. L'adozione di questo modello policentrico segna un netto punto di svolta rispetto alla tesi tradizionale (frutto dei miti fondativi e delle tradizionali cronache imperiali), fondata sull'idea di un'origine unitaria della civiltà cinese, e rappresenta uno dei più importanti risultati scientifici raggiunti grazie all'introduzione della storia e dell'archeologia moderne in Cina agli inizi del XX secolo.
A partire dal III millennio a.C. gli scavi archeologici testimoniano l'esistenza di diverse comunità urbane, sparse su insediamenti di epoca neolitica: molti dei quali si trovano nelle pianure circostanti il fiume Giallo. I più antichi manufatti di bronzo mai ritrovati in Cina risalgono invece al 3100-2700 a.C., nel sito archeologico della cosiddetta cultura di Majiayao (马家窑). Esistono reperti riconducibili a diverse culture dell'età del bronzo, ma l'utilizzo di questo materiale rimase molto diffuso fino al V secolo a.C.

### L'epoca pre-imperiale

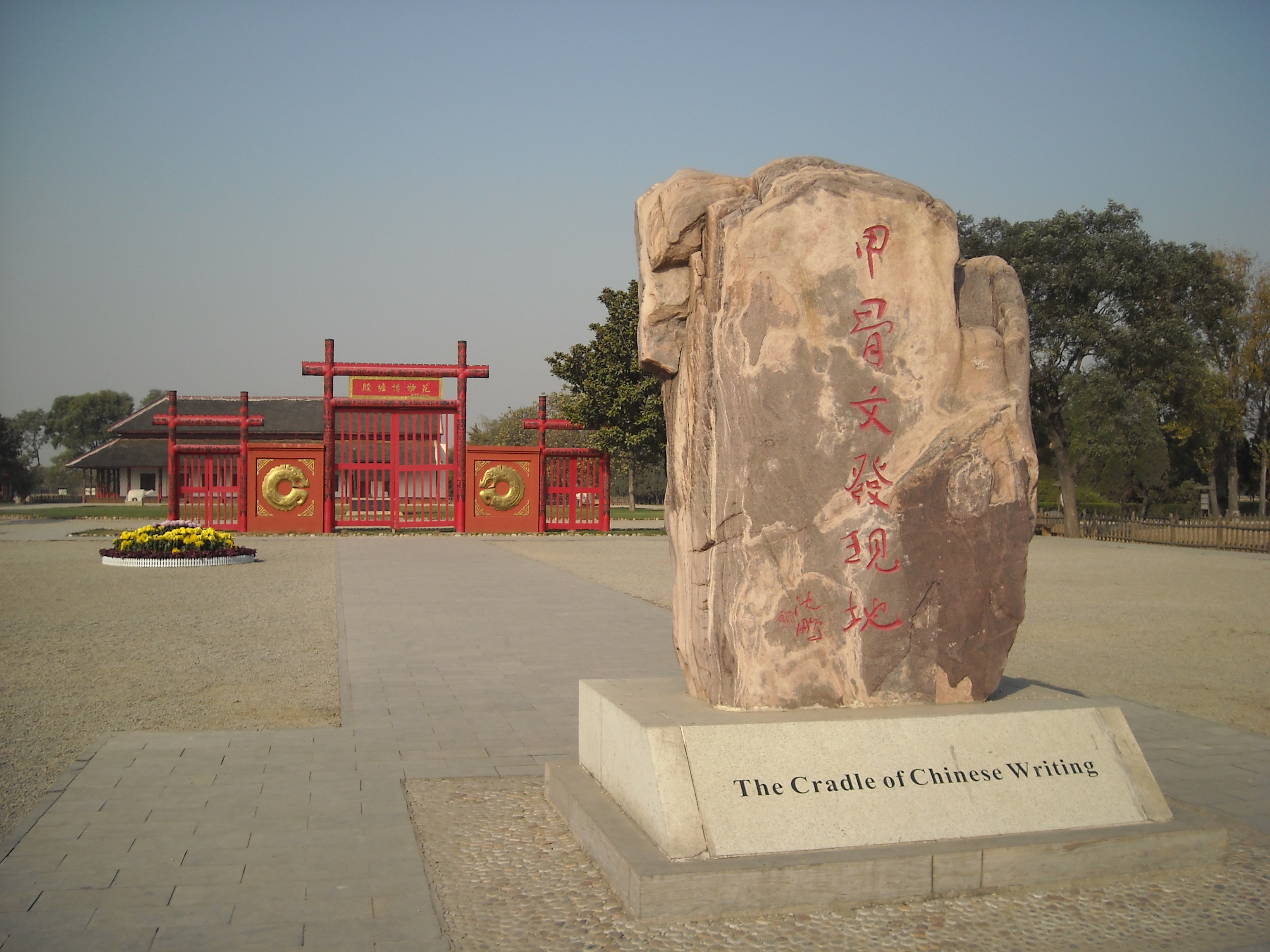
Yinxu, le rovine della capitale degli Shang posteriori (XIV secolo a.C.).

Secondo la tradizione cinese, la prima dinastia fu quella degli Xia, emersa intorno al 2100 a.C. La dinastia Xia segnò l'inizio del sistema politico cinese basato su monarchie ereditarie, o dinastie, che sarebbe durato per un millennio. La dinastia Xia venne a lungo ritenuta mitica dagli storici fino a quando, nel 1959, non furono effettuati scavi scientifici nei siti della prima età del bronzo di Erlitou, nell'Henan. Non è chiaro, comunque, se questi siti siano resti della dinastia Xia o di un'altra cultura emersa nello stesso periodo. La successiva dinastia Shang è la prima ad essere confermata da testimonianze contemporanee. Gli Shang governarono la pianura del Fiume Giallo, nella Cina orientale, dal XVII all'XI secolo a.C. Le loro iscrizioni sulle ossa oracolari (dal 1500 a.C. circa) rappresentano la più antica forma di scrittura cinese mai trovata e sono le dirette antenate dei caratteri cinesi moderni.
Gli Shang vennero sottomessi dagli Zhou, che governarono tra l'XI e il V secolo a.C., anche se l'autorità centralizzata fu lentamente erosa dai signori della guerra feudali. Alla fine, dall'indebolito dominio zhou emersero alcuni principati che smisero di obbedire al legittimo sovrano e continuarono a dichiararsi guerra tra loro durante i 300 anni del cosiddetto periodo delle primavere e degli autunni. All'epoca del periodo degli Stati Combattenti, tra il V e il III secolo a.C., erano rimasti sette grandi stati potenti.

### La Cina imperiale

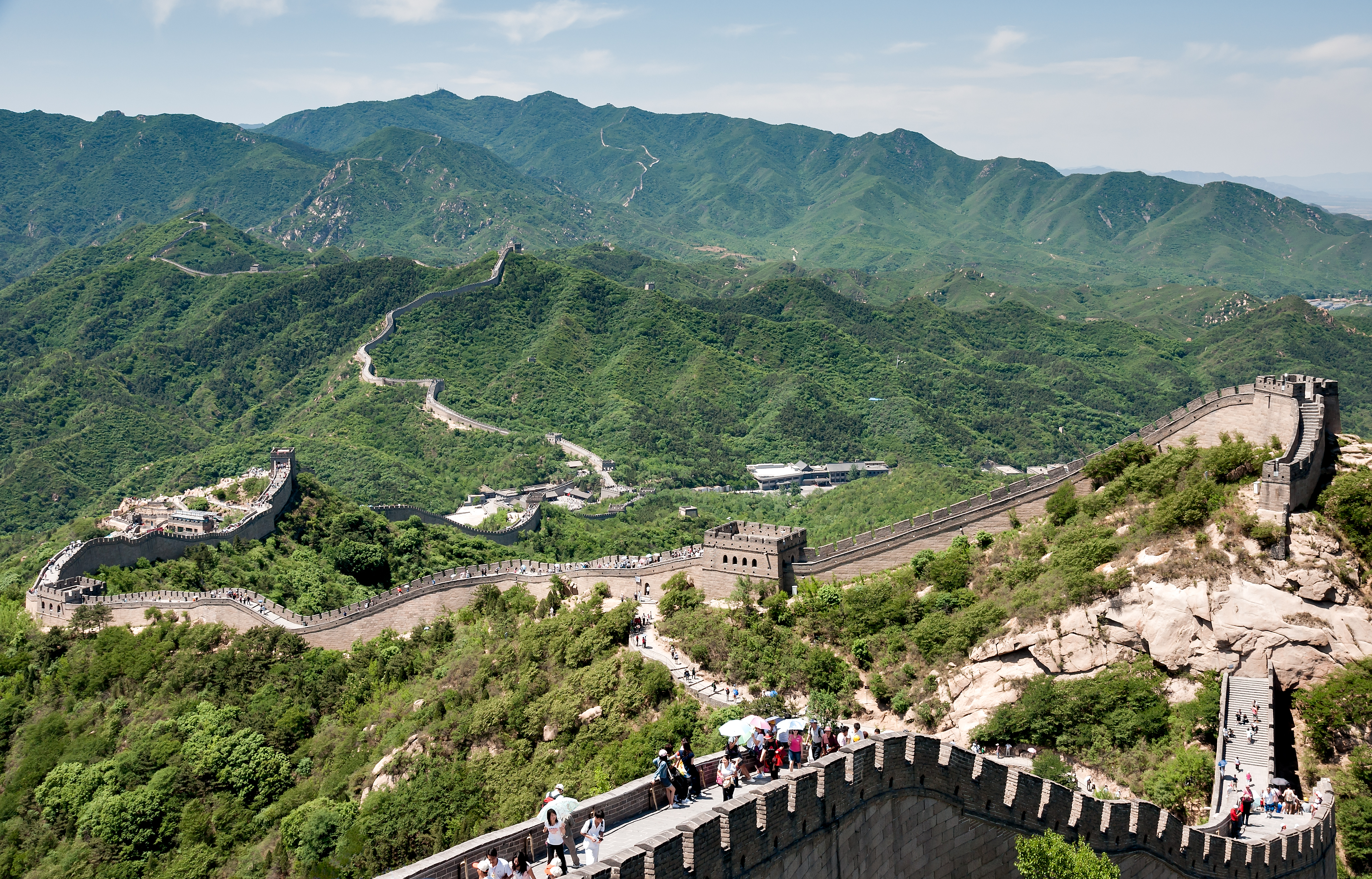
Il primo imperatore della Cina, Qin Shi Huang, è famoso per aver unito le muraglie a difesa degli Stati Combattenti a formare la Grande Muraglia. La maggior parte della struttura attuale, tuttavia, risale alla dinastia Ming.

Il periodo degli Stati Combattenti terminò nel 221 a.C., dopo che lo stato di Qin ebbe conquistato gli altri sei regni, riunificato la Cina e stabilito l'ordine dominante di autocrazia. Il re Zheng di Qin, autoproclamatosi Primo Imperatore della dinastia Qin, promulgò le riforme legaliste di Qin in tutta la Cina, in particolare la standardizzazione forzata dei caratteri cinesi, delle unità di misura, della larghezza delle strade (vale a dire la lunghezza degli assi dei carri) e della valuta. La sua dinastia sottomise e annetté i territori delle tribù yue in Guangxi, Guangdong e Vietnam. La dinastia Qin durò solo quindici anni, cadendo subito dopo la morte del Primo Imperatore, in quanto le sue dure politiche autoritarie avevano portato a una diffusa ribellione.
A seguito di una diffusa guerra civile durante la quale fu data alle fiamme la biblioteca imperiale di Xianyang, prese il sopravvento la dinastia Han, che governò la Cina tra il 206 a.C. e il 220 d.C.: essa creò un forte senso di identità culturale tra la popolazione, tanto che ancora oggi i cinesi vengono indicati con l'etnonimo «han». Gli Han espansero considerevolmente il territorio dell'impero, con campagne militari che raggiunsero l'Asia centrale, la Mongolia, la Corea del Sud e lo Yunnan e strapparono il Guangdong e il Vietnam settentrionale ai Nanyue. Il coinvolgimento degli Han nell'Asia centrale e in Sogdiana contribuì a stabilire la rotta commerciale terrestre della via della seta, che sostituì il precedente percorso attraverso l'Himalaya fino all'India. La Cina Han divenne gradualmente la più grande economia del mondo antico. Nonostante l'iniziale decentralizzazione degli Han e l'abbandono ufficiale della filosofia del legismo dei Qin a favore del confucianesimo, il governo Han e le dinastie successive ne preservarono le istituzioni e le strutture politiche.

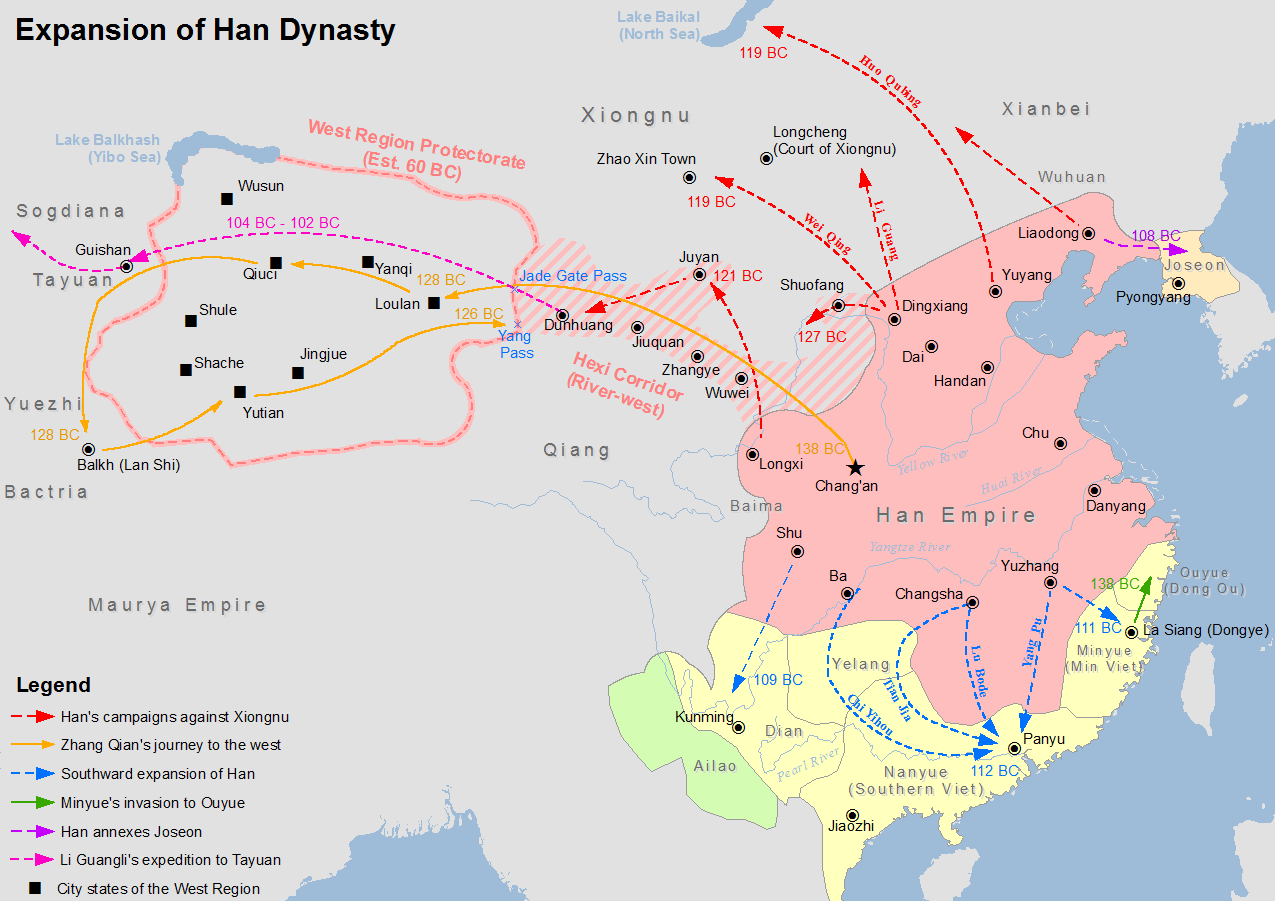
Mappa che mostra l'espansione della dinastia Han nel II secolo a.C.

Dopo la fine della dinastia Han seguì un periodo di conflitti noto come «Tre Regni», le cui figure centrali furono successivamente immortalate in uno dei quattro classici della letteratura cinese. Alla fine, gli Wei vennero rapidamente rovesciati dalla dinastia Jin. Tra i Jin scoppiò in seguito una guerra civile dopo l'acesa al trono di un imperatore mentalmente instabile e incapace di governare; i «Cinque Barbari» in seguito invasero e governarono la Cina settentrionale, suddivisa nei «Sedici Stati». Gli Xianbei poi li unificarono, creando il regno degli Wei del nord, il cui imperatore Xiaowen invertì le politiche di apartheid dei suoi precedessori e impose una drastica sinificazione sui suoi sudditi, integrandoli in gran parte nella cultura cinese. Nel sud, il generale Liu Yu fece sì che i Jin abdicassero in favore dei Liu Song. I vari successori di questi stati divennero noti come dinastie del Nord e del Sud, che vennero infine riunite dai Sui nel 581. I Sui riportarono i cinesi han al potere in tutta la Cina, riformarono l'agricoltura, l'economia e il sistema degli esami imperiali, costruirono il Gran Canale e patrocinarono il buddhismo. Tuttavia, il loro dominio cadde rapidamente quando la coscrizione per i lavori pubblici e il fallimento di una guerra nella Corea settentrionale provocarono disordini diffusi.
Sotto le successive dinastie Tang e Song, l'economia, la tecnologia e la cultura cinese entrarono nell'età dell'oro. I Tang mantennero il controllo sulle regioni occidentali e sulla via della seta: grazie a loro i mercanti cinesi raggiunsero la Mesopotamia e il Corno d'Africa e la capitale Chang'an divenne un centro urbano cosmopolita. Tuttavia, il regno dei Tang venne devastato e indebolito dalla ribellione di An Lushan nell'VIII secolo. Nel 907, la dinastia Tang si disintegrò completamente quando i signori della guerra locali divennero ingovernabili. La dinastia Song pose fine alla fase di frammentazione nel 960, grazie ad un equilibrio di potere tra Song e Khitan Liao. I Song furono il primo governo della storia a emettere carta moneta e il primo soggetto politico cinese a istituire una flotta da guerra permanente grazie allo sviluppo dell'industria cantieristica, che crebbe di pari passo con il commercio marittimo.

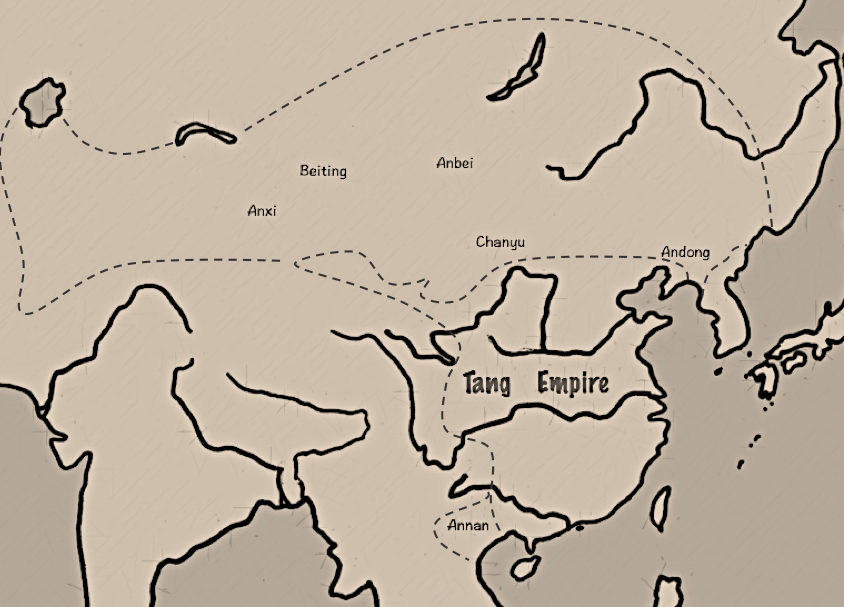
La dinastia Tang e i suoi protettori al momento della sua massima estensione.

Tra il X e l'XI secolo d.C., la popolazione della Cina raddoppiò fino a raggiungere i 100 milioni circa, principalmente a causa dell'espansione della coltivazione del riso nella Cina centrale e meridionale e della produzione di abbondanti eccedenze alimentari. La dinastia Song vide anche una rinascita del confucianesimo, in risposta alla crescita del buddhismo durante il periodo Tang, e un fioritura della filosofia e delle arti: la pittura paesaggistica e la porcellana raggiunsero nuovi livelli di maturità e complessità. Tuttavia, la debolezza militare dell'esercito Song non passò inosservata alla dinastia Jin degli jurchen, e nel 1127 l'imperatore Song Huizong e la sua capitale Bianjing caddero nelle mani dei Jin dopo una guerra che vide contrapposte le due dinastie. I Song rimasti si ritirarono nella Cina meridionale.. Nel corso del XII secolo spicca, inoltre, la figura di Yue Fei, considerato spesso eroe nazionale.
La conquista mongola della Cina ebbe inizio nel 1205 con la graduale conquista degli Xia occidentali da parte di Gengis Khan, che successivamente invase anche i territori Jin. Nel 1271 il leader mongolo Kublai Khan fondò la dinastia Yuan, che conquistò gli ultimi domini della dinastia Song nel 1279. Prima dell'invasione mongola, la popolazione della Cina Song era di 120 milioni, scesi a 60 all'epoca del censimento del 1300. Un contadino di nome Zhu Yuanzhang guidò una ribellione che rovesciò gli Yuan nel 1368 e fondò la dinastia Ming come imperatore Hongwu. Sotto la dinastia Ming, la Cina visse un'altra età dell'oro, sviluppando una delle flotte da guerra più forti del mondo e un'economia ricca e prospera in un contesto di fioritura di arte e cultura. Fu durante questo periodo che l'ammiraglio Zheng He condusse l'armata del tesoro dei Ming attraverso l'oceano Indiano, raggiungendo l'Africa orientale.

La conquista dei Ming ad opera dei Qing e l'espansione dell'impero.

Nei primi anni della dinastia Ming, la capitale della Cina fu spostata da Nanchino a Pechino. Con il germogliare del capitalismo, filosofi come Wang Yangming criticarono e ampliarono ulteriormente il neoconfucianesimo con concetti di individualismo e di uguaglianza delle «quattro occupazioni». La categoria dei funzionari-letterati divenne una forza a sostegno dell'industria e del commercio nei movimenti di boicottaggio fiscale, che, insieme alle carestie e alla difesa contro le invasioni giapponesi della Corea (1592-1598) e le invasioni manciù, portò al prosciugamento delle casse dello stato. Nel 1644 Pechino fu conquistata da una coalizione di forze contadine ribelli guidate da Li Zicheng. Alla caduta della città, l'imperatore Chongzhen si suicidò. La dinastia manciù dei Qing, all'epoca alleata del generale ming Wu Sangui, rovesciò la breve dinastia Shun di Li e successivamente prese il controllo di Pechino, che divenne la nuova capitale della dinastia Qing.
La dinastia Qing, che durò dal 1644 al 1912, fu l'ultima dinastia imperiale della Cina. La conquista dell'impero Ming (1618-1683) costò 25 milioni di vite e l'economia cinese crollò drasticamente. Dopo la caduta dei Ming meridionali, con l'ulteriore conquista del khanato degli Zungari l'impero annetté la Mongolia, il Tibet e lo Xinjiang. L'autocrazia centralizzata venne rafforzata per sopprimere il sentimento anti-Qing e venne portata avanti una politica di valorizzazione dell'agricoltura, limitazione del commercio, Haijin («interdizione marittima») e controllo ideologico attraverso l'inquisizione letteraria: questo portò a una stagnazione sociale e tecnologica.

### Caduta della dinastia Qing

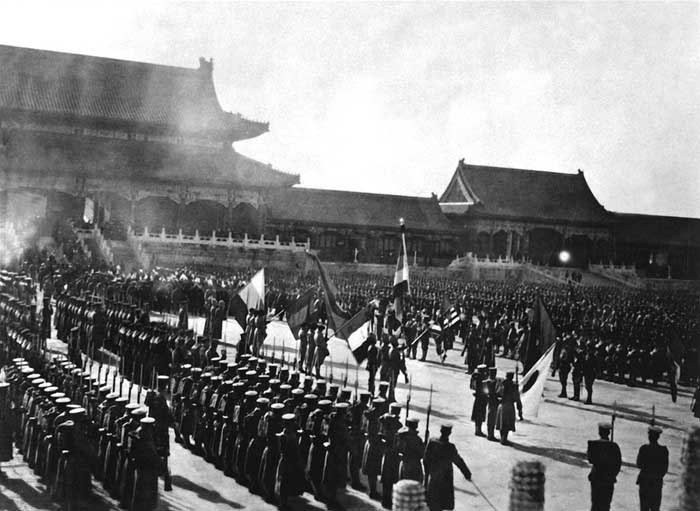
L'Alleanza delle otto nazioni invase la Cina per debellare il movimento xenofobo dei Boxer e i suoi sostenitori Qing. La foto mostra una cerimonia all'interno del palazzo imperiale cinese, la Città Proibita, dopo la firma del protocollo dei Boxer nel 1901.

A metà del XIX secolo, la dinastia Qing sperimentò l'imperialismo occidentale nelle guerre dell'oppio contro Gran Bretagna e Francia. La Cina fu costretta a pagare un risarcimento, ad aprire i porti previsti dal trattato, a consentire l'extraterritorialità per i cittadini stranieri e a cedere Hong Kong ai britannici ai sensi del trattato di Nanchino del 1842, il primo dei cosiddetti «trattati ineguali». Con la prima guerra sino-giapponese (1894-1895) la Cina Qing perse ogni tipo di influenza sulla penisola coreana e dovette inoltre cedere Taiwan al Giappone.
La dinastia Qing venne anche scossa da disordini interni in cui morirono decine di milioni di persone, specialmente durante la ribellione del Loto Bianco, la fallita rivolta dei Taiping che devastò la Cina meridionale negli anni '50 e '60 e la rivolta dei Dungani (1862-1877) nel nord-ovest. Il successo iniziale del Movimento di autorafforzamento degli anni '60 venne reso vano da una serie di sconfitte militari negli anni '80 e '90.
Nel XIX secolo ebbe inizio la grande diaspora cinese. Alle perdite dovute all'emigrazione si aggiunsero quelle provocate da conflitti e catastrofi come la carestia che colpì la Cina settentrionale nel 1876-1879, in cui morirono tra 9 e 13 milioni di persone. Nel 1898 l'imperatore Guangxu elaborò un piano di riforma per stabilire una moderna monarchia costituzionale, ma i suoi piani furono contrastati dall'imperatrice vedova Cixi. La sfortunata ribellione anticolonialista dei Boxer del 1899-1901 indebolì ulteriormente la dinastia. Sebbene Cixi sponsorizzasse un programma di riforme, la rivoluzione Xinhai del 1911-1912 pose fine alla dinastia Qing e istituì la Repubblica di Cina. Puyi, l'ultimo imperatore della Cina, abdicò nel 1912.

### La Repubblica di Cina

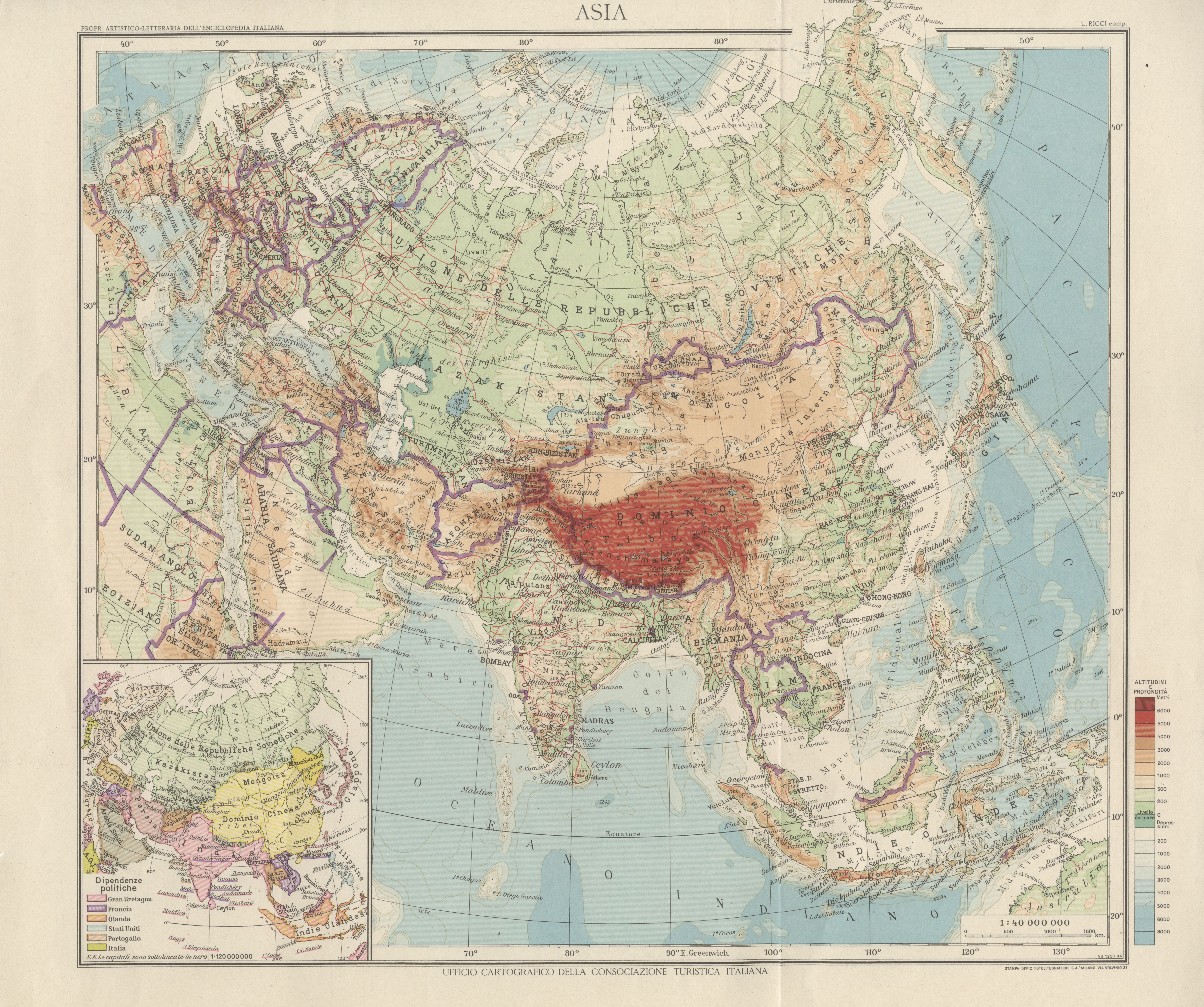
Dominio cinese nel continente asiatico nel 1937

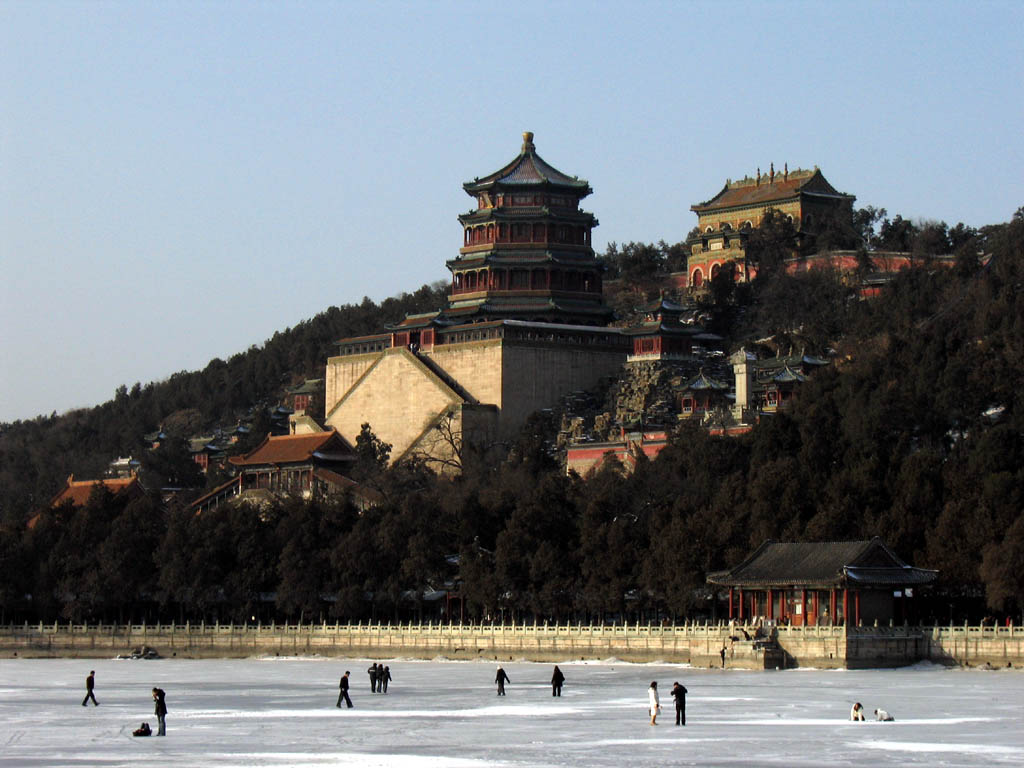
Il Palazzo d'Estate a Pechino, con il lago Kunming utilizzato come pista da pattinaggio; il complesso fa parte di un parco, uno dei più belli della capitale cinese

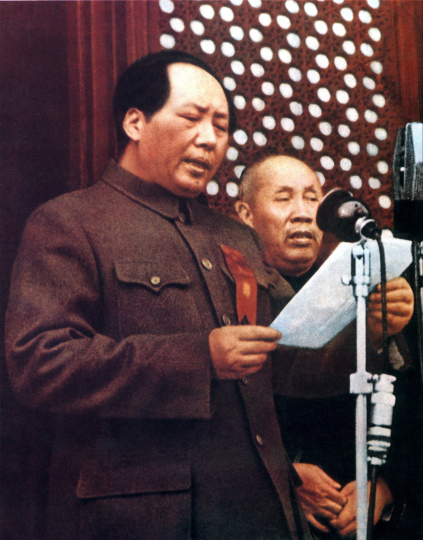
Mao Zedong proclama la nascita della Repubblica Popolare Cinese il 1º ottobre 1949

La Repubblica di Cina partecipò alla prima guerra mondiale schierandosi con le potenze alleate. Il contributo militare cinese al conflitto fu limitato a causa della relativa arretratezza dell'apparato bellico, mentre dal punto di vista economico la Cina fornì supporto alle industrie degli Alleati grazie all'invio di manodopera cinese. Partecipò anche alla seconda guerra mondiale, schierandosi contro l'Asse.
Due guerre civili fra i nazionalisti filoamericani di Chiang Kai-shek (o, in cinese standard, Jiang Jie-Shi 蒋介石) e i comunisti di Mao Zedong (o, nella vecchia trascrizione, Mao Tse-Tung 毛泽东) (1927-1937 e 1945-1949), intervallate dall'invasione giapponese (1937-1945), determinarono la divisione del territorio cinese in due stati distinti, la proclamazione della Repubblica Popolare Cinese di Mao, il 1º ottobre 1949 nella Cina continentale, e della Repubblica Di Cina, detta comunemente Taiwan, sull'isola di Formosa e altre isole (Penghu, Kinmen e Matsu), ancora oggi sotto il controllo della Repubblica di Cina.

### La Repubblica Popolare Cinese
Il nuovo governo riunificò il territorio e diede una struttura economica di tipo socialista al Paese, con la nazionalizzazione delle industrie, la creazione delle comuni e la redistribuzione delle terre dei latifondisti ai contadini attraverso iniziative politiche ed economiche che costarono la vita a milioni di persone.
Nella seconda metà del Novecento si afferma una linea economica che inizialmente segue il modello sovietico e poi tenta un percorso alternativo che porterà al disastro del grande balzo in avanti (大跃进). La terribile carestia, la repressione, i lavori forzati e la Rivoluzione Culturale (文化大革命), in cui furono protagoniste le Guardie rosse (红卫兵), provocheranno decine di milioni di morti.

#### L'apertura alla proprietà privata
Dopo le molteplici carestie nel Paese, negli scontri politici interni del partito si afferma Deng Xiaoping (邓小平), che riorganizza l'economia cinese, favorendo il riconoscimento costituzionale della proprietà privata e l'apertura del mercato a investimenti esteri. La repressione violenta delle proteste di Tiananmen e le conseguenti sanzioni da diversi Stati non fermano la politica del Partito Comunista che, dopo il ritorno di Hong Kong e Macao, porta l'economia cinese ai primi posti del globo.
Anche l'occidentalizzazione della Cina, tentata più volte dagli europei a partire dal XVII secolo e culminata con l'irruzione coloniale dalla seconda metà del XIX secolo, è stata assorbita e trasformata nel corso del XX secolo in una singolare forma di comunismo nazionale, uno dei fattori dominanti nella scena internazionale del secondo dopoguerra, facendo dell'antico "regno di mezzo" uno dei poli della politica mondiale anche nell'era post-Mao.

#### La Cina come potenza emergente

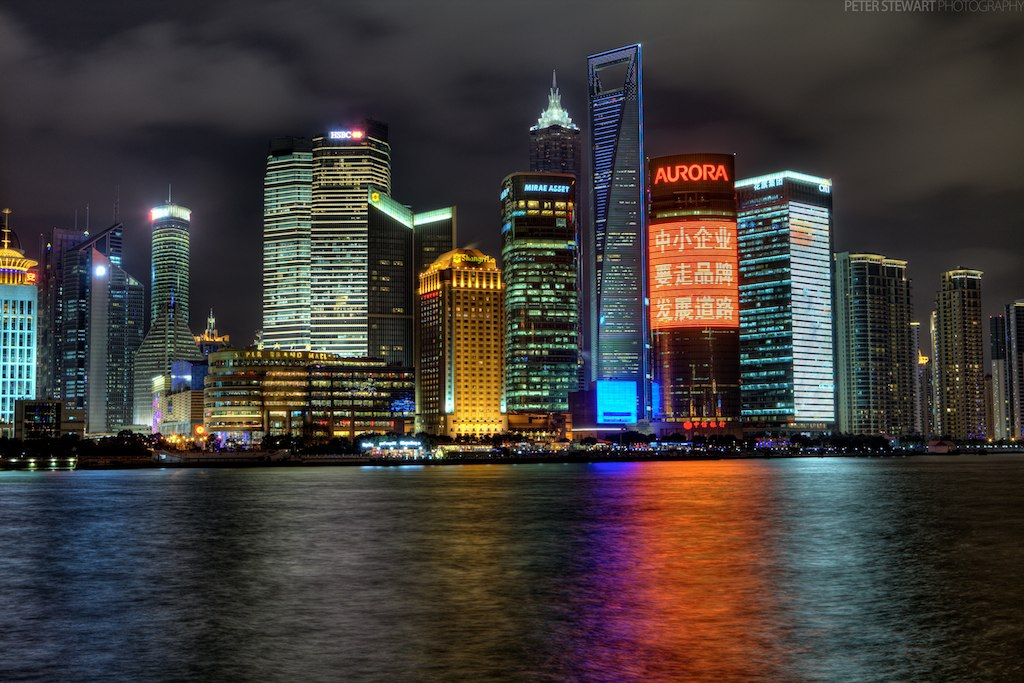
Shanghai è la capitale economica della Cina e il maggior porto per merci del mondo

L'importanza della Cina nel ventunesimo secolo si riflette in virtù del suo ruolo come prima potenza economica per prodotto interno lordo; è inoltre membro fondatore dell'Organizzazione delle Nazioni Unite (è uno dei cinque membri permanenti con il diritto di veto), aderisce al Organizzazione per la Cooperazione di Shanghai (SCO) e fa parte del OMC, dell'APEC, dell'ASEAN, del G2 e del G20. Con l'introduzione della riforma economica basata sul capitalismo nel 1978 la Cina è diventata il Paese con lo sviluppo economico più veloce al mondo, primo maggiore esportatore (2008) e il primo più grande importatore di merci (2010).
Molti studiosi hanno definito la Cina come la nuova superpotenza militare emergente; già nel 1964 riesce a sviluppare i suoi armamenti nucleari e mantiene dalla fine della seconda guerra mondiale l'esercito di terra numericamente più grande al mondo (Esercito di Liberazione Popolare), il suo budget per la difesa (con un aumento annuale più 10%) è secondo solo a quello degli Stati Uniti. La rapida industrializzazione e le riforme di mercato hanno ridotto il suo tasso di povertà dal 53% nel 1981 all'8% nel 2001. Tuttavia la Repubblica Popolare Cinese è ora di fronte a una serie di altri problemi, tra cui il rapido invecchiamento della popolazione a causa della politica del figlio unico (一孩政策), le tensioni con Hong Kong, Taiwan e la minoranza uigura in Xinjiang (vedi il genocidio culturale degli uiguri e i campi di rieducazione dello Xinjiang), un ampliamento urbano-rurale, uno squilibrio economico tra regioni costiere e interne e il degrado ambientale.

## Geografia
La superficie della Cina è di 9706961 km², di poco inferiore all'intera Europa, il che ne fa lo Stato più esteso dell'Asia orientale; la popolazione è d'oltre 1401586000 persone, pari a circa il 19,5% della popolazione mondiale: ciò rende la Cina il secondo Paese più popolato del mondo.
La forma di Stato della Cina è una repubblica socialista guidata da un unico partito, il Partito Comunista Cinese; la sua amministrazione è articolata in ventidue province, cinque regioni autonome, quattro comuni e due regioni amministrative speciali.
La Cina confina con quattordici Paesi: a nord con Russia e Mongolia; a est con la Corea del Nord; a sud con Vietnam, Myanmar, Laos, Bhutan e Nepal; a ovest con India, Pakistan, Tagikistan, Kazakistan, Afghanistan e Kirghizistan. Si affaccia inoltre a est sul mar Giallo e sul mar Cinese Orientale e a sud-est sul mar Cinese Meridionale.

### Territorio

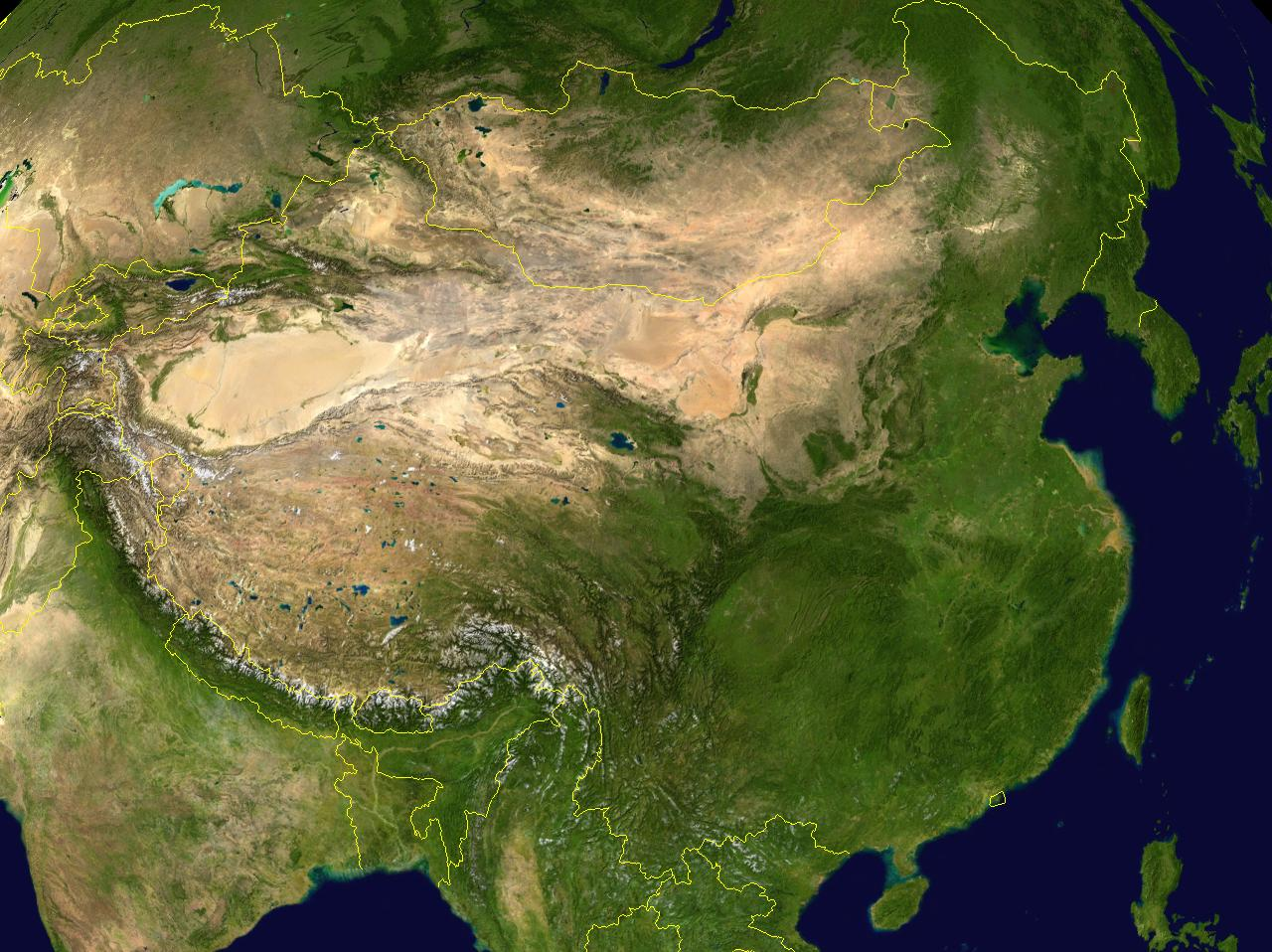
Questa foto dal satellite mette bene in evidenza l'aridità della Cina occidentale e, al contrario, l'umidità della zona sudorientale

Con 9,71 milioni di km² la Cina è il quarto Paese del mondo per estensione (dopo la Russia, il Canada e gli Stati Uniti d'America) e di conseguenza offre una grande varietà di climi e paesaggi. Il punto sul globo terrestre più lontano dal mare (circa 2600 km) si trova in Cina, nell'area desertica nella regione Sinkiang-Uygur. Il sud è diviso tra l'altopiano dello Yunnan-Guizhou, con un'altitudine che parte dai 550 m per arrivare ai 2000 m, e i bacini dei grandi fiumi che lo attraversano.
Idealmente si potrebbe dividere la Cina in sei grandi regioni: il nord-ovest, la Mongolia interna, il nord-est, la Cina settentrionale, la Cina meridionale e l'estrema regione sud-occidentale.

#### Il nord-ovest
Si divide in tre fasce climatiche: la parte settentrionale fredda, la centrale più temperata e la meridionale umida. Questa regione comprende a nord un bacino chiamato "il bacino di Zungaria" che, nonostante sia caratterizzato da zone rocciose e sabbiose, è una zona piuttosto fertile dove l'agricoltura viene praticata grazie a vasti sistemi di irrigazione; a sud si trova il bacino del Tarim situato tra gli elevati rilievi del Kunlun. Esso comprende il deserto più arido di tutta l'Asia: il Taklamakan.

#### La Mongolia interna
Questa regione possiede un clima molto secco e si trova nella parte centro-settentrionale della Cina. La Mongolia interna è un altopiano caratterizzato da deserti di sabbia, roccia e ghiaia che a est degradano in fertili steppe. Questa regione, delimitata a est dalla boscosa catena del Grande Khingan, comprende pianure ondulate divise da aridi piani rocciosi. Il capoluogo è Hohhot (呼和浩特).

#### Il nord-est
Comprende tutta la Manciuria a est della catena del grande Khingan: si tratta di una vasta e fertile pianura circondata da monti e colline tagliate da moltissime valli e piccoli pendii. A sud si trova la penisola di Liaodong, le cui coste sono ricche di porti naturali. Nella parte occidentale del nord est si trovano ampie zone desertiche.

#### La Cina settentrionale
Questa regione si trova nella zona delimitata a nord dalla Mongolia interna e a sud dal bacino del Fiume Giallo; qui si trova l'altopiano del Loess, caratterizzato da profonde vallate, gole e terrazze coltivate, il bassopiano cinese, i monti dello Shandong e gli aspri e inaccessibili rilievi del sud ovest.

#### La Cina meridionale
Questa regione abbraccia la valle del Fiume Azzurro e numerose regioni del sud. La valle del Fiume Azzurro consiste in una serie di bacini i cui fertili terreni alluvionali sono solcati da canali navigabili e da molti laghi. A ovest si estende il bacino dello Sichuan, un fertile territorio collinare, circondato dagli irregolari altopiani centrali. Gli altopiani meridionali sono compresi tra i monti tibetani e il mare. A est si estendono zone collinari disboscate e soggette ad erosione; lungo la costa si trovano gli irregolari altopiani sud orientali.

#### L'estrema regione sud-occidentale
È occupata dall'altopiano del Tibet (青藏高原), conosciuto anche come il "tetto del mondo" che, posto a un'altitudine media di 4512 m sul livello del mare, è la regione in cui si trovano le montagne più alte del mondo, con quattordici cime che si elevano al di sopra degli 8000 m, tra cui il K2 e il monte Everest (珠穆朗玛峰). Morfologicamente vario, costituito da vasti affioramenti rocciosi, alternati da pianure alluvionali, laghi salati e paludi, l'altopiano è attraversato da numerose catene montuose e orlato dall'Himalaya a sud, dal Pamir e dal Karakorum a ovest e dal Quiliam sham a nord. Qui si trova la sorgente del Gange. In estate la catena dell'Himalaya fa da scudo protettivo alle più basse nuvole monsoni, provenienti dal versanti indiano e nepalese. Le piogge sono dunque limitate, presenti soprattutto nei mesi di luglio e agosto.

### Idrografia

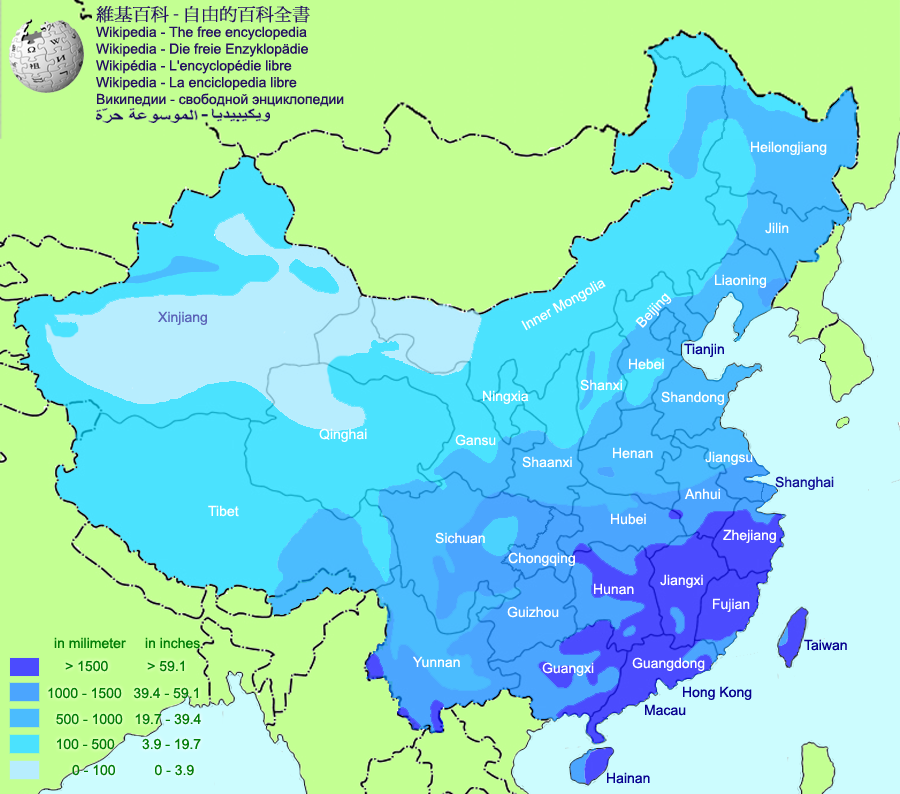
Le precipitazioni in Cina

La Cina è sede di un gran numero di fiumi e i tre maggiori sono: lo Huang He 黄河 (in italiano "Fiume Giallo"), il Chang Jiang 长江 (o "Fiume Azzurro") e lo Xi Jiang 西江 (o "fiume dell'ovest"), che nella parte media e bassa del loro corso dividono tre grandi assi orografici della Cina orientale e hanno la loro origine sull'altopiano tibetano.
Il Fiume Giallo nasce nelle montagne del Qinghai (青海), percorre il territorio cinese per circa 4855 km, prima di sfociare nell'oceano Pacifico presso la penisola dello Shandong (山东). Il Fiume Azzurro è il maggiore fiume cinese e il terzo per lunghezza al mondo. Anch'esso nasce dalle montagne del Qinghai, ma procede verso sud-est attraversando così zone di montagne ricche di acqua che gli garantiscono una notevole portata. Lo Xi Jiang nasce sull'altopiano dello Yunnan e ha notevole importanza dal punto di vista agricolo, dato il clima subtropicale delle regioni irrigate. Nel Guangdong confluisce nello Zhu Jiang (珠江) o fiume delle Perle, che è un'altra importante arteria di trasporto fluviale con il suo delta che arriva fino alla città di Canton e oltre verso un territorio pieno di canali e dighe.
Circa la metà dei fiumi della Cina, compresi i tre più lunghi (Fiume Azzurro, Fiume Giallo e Xi Jiang), scorre da ovest a est e sfocia nei mari cinesi aperti all'oceano Pacifico; in minore quantità sfociano nel mar del Giappone, mentre altri sono privi di sbocco sul mare e quindi si gettano negli aridi bacini occidentali e settentrionali, dove le acque filtrano nel sottosuolo formando profonde e importanti riserve d'acqua. Le piene dei grandi fiumi portano inondazioni che hanno sovente conseguenze disastrose sugli insediamenti umani e sulle coltivazioni.

## Società

### Evoluzione demografica

Carta della densità della popolazione al 2009, che vede le province della costa orientale molto più densamente popolate rispetto alle zone occidentali interne

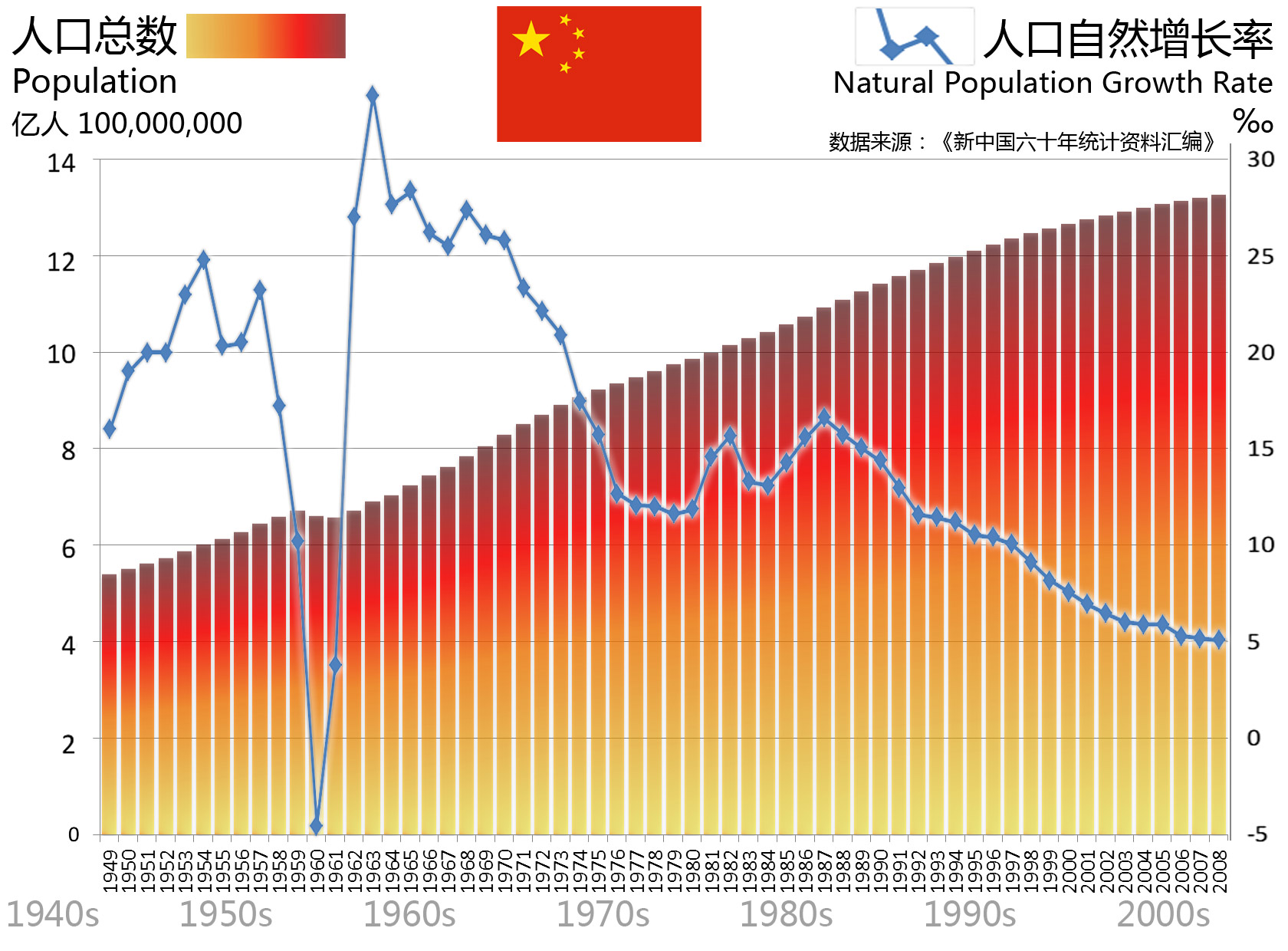
Popolazione della Cina dal 1949 al 2008

Il censimento nazionale del 2015 ha permesso di stimare la popolazione della Repubblica Popolare Cinese in 1408000000 persone; il 16,5% di essi aveva un'età di 14 anni o inferiore, il 68% era tra i 15 e i 59 anni e il 15,5% aveva più di 60 anni. Il tasso di crescita della popolazione per il 2013 è stato stimato di essere dello 0,46%. Sempre secondo il censimento, la densità della popolazione era di 139,6 ab./km² e un ISU di 0,777; classificandosi all'81º posto. La popolazione è sparsa in modo molto irregolare; è infatti concentrata prevalentemente nelle province orientali e nelle grandi pianure, mentre a ovest, zona più aspra e arida, vi è una densità bassissima. La Cina annovera una dozzina di grandi città con uno o più milioni di residenti di lungo periodo, tra cui 7 megalopoli come Chongqing, Shanghai, Pechino, Tientsin, Shenzhen, Canton e Hong Kong i cui abitanti, sommati, formano una popolazione di oltre 130 milioni di abitanti. Le principali città della Cina svolgono ruoli chiave a livello nazionale e per quanto riguarda l'identità regionale, la cultura e l'economia. L'aspettativa di vita è salita a 73 anni.
Anche se per gli standard occidentali il Paese può essere considerato a reddito medio, a partire dal 1978 la sua rapida crescita ha permesso a centinaia di milioni di suoi cittadini di uscire dalla povertà. Nel 2009 circa il 10% della popolazione cinese vive al di sotto della soglia di povertà di 1 dollaro al giorno, rispetto al 64% del 1978. La disoccupazione in ambito urbano, al 2014, era di circa il 4,1%. La disoccupazione media si attesta attorno al 10%. Sono cresciuti notevolmente sia la fetta di popolazione appartenente al ceto, sia i "super ricchi" (individui con un patrimonio superiore a 10 milioni di yuan). Con oltre 1,4 miliardi di persone e una costante diminuzione delle risorse naturali, il governo cinese si è dimostrato molto preoccupato per l'elevato tasso di crescita della popolazione e, fin dal 1979 e con risultati alterni, ha tentato di attuare una politica severa di pianificazione familiare, nota come "politica del figlio unico". Con questa dottrina, fino al 2013, si è cercato di limitare le famiglie ad avere un unico figlio, con eccezioni per le minoranze etniche e un certo grado di flessibilità nelle zone rurali. Un importante allentamento di questa politica è stato promosso nel dicembre 2013, consentendo alle famiglie di avere due figli se uno dei genitori è figlio unico. I dati del censimento del 2010 hanno svelato che il tasso di fertilità totale era di circa 1,4.
Le indicazioni politiche, insieme alla tradizionale preferenza per i figli di sesso maschile, può aver contribuito a uno squilibrio nel rapporto tra i sessi. Secondo il censimento del 2010 il rapporto nelle nascite era di 118,06 maschi per 100 femmine, un valore che si discosta dalla media, che è di circa 105 maschi per 100 femmine. Il censimento del 2010 ha rilevato che i maschi rappresentavano il 51,27% della popolazione totale. Tuttavia il rapporto tra i sessi della Cina è più equilibrata di quanto non fosse nel 1953, quando i maschi erano il 51,82%.

#### Alfabetizzazione
ll tasso di alfabetizzazione è passato dal 20% nel 1949 ad oltre il 65% trenta anni dopo.
Il tasso di alfabetizzazione sopra i 15 anni è del 98%, mentre per gli uomini è del 99,2% e per le donne del 96,7% (stime 2001); nel 1950 esso era del 20%.
Studenti universitari: 2,8%; 30 milioni (2010), con aumento di 5 milioni per anno.

### Etnie

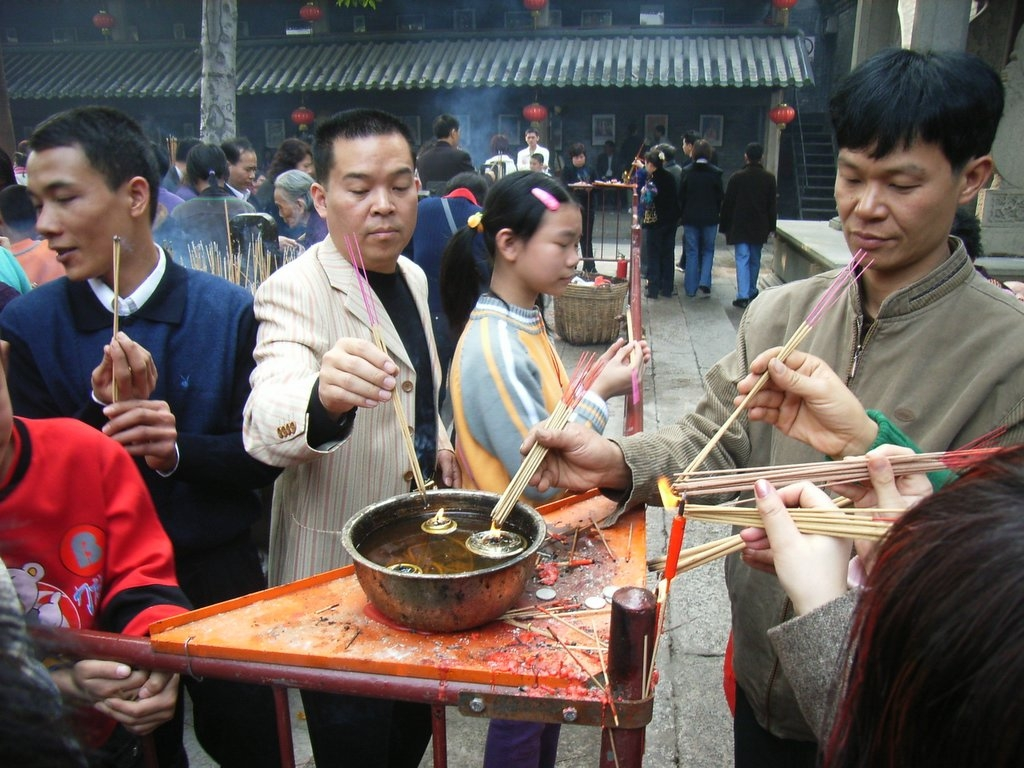
Cinesi han

La Cina riconosce ufficialmente 56 gruppi etnici distinti (民族), il più grande dei quali è quello dei i cinesi han (汉族), che costituiscono circa il 91,9% della popolazione totale, ma la distribuzione è molto irregolare; esistono infatti vaste zone della Cina occidentale in cui l'etnia han è una minoranza. Inoltre la riunione di molti cinesi nella maggioranza han oscura alcune delle grandi differenze linguistiche, culturali e etniche che sussistono tra persone all'interno di questo stesso gruppo. Le grandi minoranze etniche comprendono gli zhuang 壮族 (16 milioni), i manciù 满族 (10 milioni), i cinesi hui 回族 (9 milioni), i miao/Hmong 苗族 (8 milioni), gli uiguri 维吾尔 (7 milioni), gli yi 彝族 (7 milioni), i tujia 土家族 (5,75 milioni), i mongoli 蒙古族 (5 milioni), i tibetani 藏族 (5 milioni), i buyei 布依族 (3 milioni) e i coreani 朝鲜族 (2 milioni). La natura multietnica della Cina è il risultato in parte dei territori incorporati dalla dinastia Qing, i cui imperatori erano essi stessi di etnia manciù e non membri della maggioranza han. Le teorie etniche cinesi sono state pesantemente influenzate da quelle dell'Unione Sovietica. La politica ufficiale afferma di essere contro l'assimilazione e sostiene che ogni gruppo etnico dovrebbe avere il diritto di sviluppare il proprio linguaggio e la propria cultura. Il grado di integrazione dei gruppi etnici di minoranza con la comunità nazionale varia largamente da gruppo a gruppo. Alcuni di essi, come i tibetani e gli uiguri, provano un forte sentimento di ostilità verso la maggioranza. Invece altri gruppi come gli zhuang, gli hui e i manciù, sono ben integrati.

### Religione
|                                                               |                                                               |  |        |        |
| ------------------------------------------------------------- | ------------------------------------------------------------- |  | ------ | ------ |
| Religione tradizionale cinese e non affiliati                 | Religione tradizionale cinese e non affiliati                 |  | 73,56% | 73,56% |
| Buddhismo                                                     | Buddhismo                                                     |  | 15,87% | 15,87% |
| Altri gruppi, movimenti popolari di salvazione, clero taoista | Altri gruppi, movimenti popolari di salvazione, clero taoista |  | 7,60%  | 7,60%  |
| Cristianesimo                                                 | Cristianesimo                                                 |  | 2,53%  | 2,53%  |
| Islam                                                         | Islam                                                         |  | 0,45%  | 0,45%  |

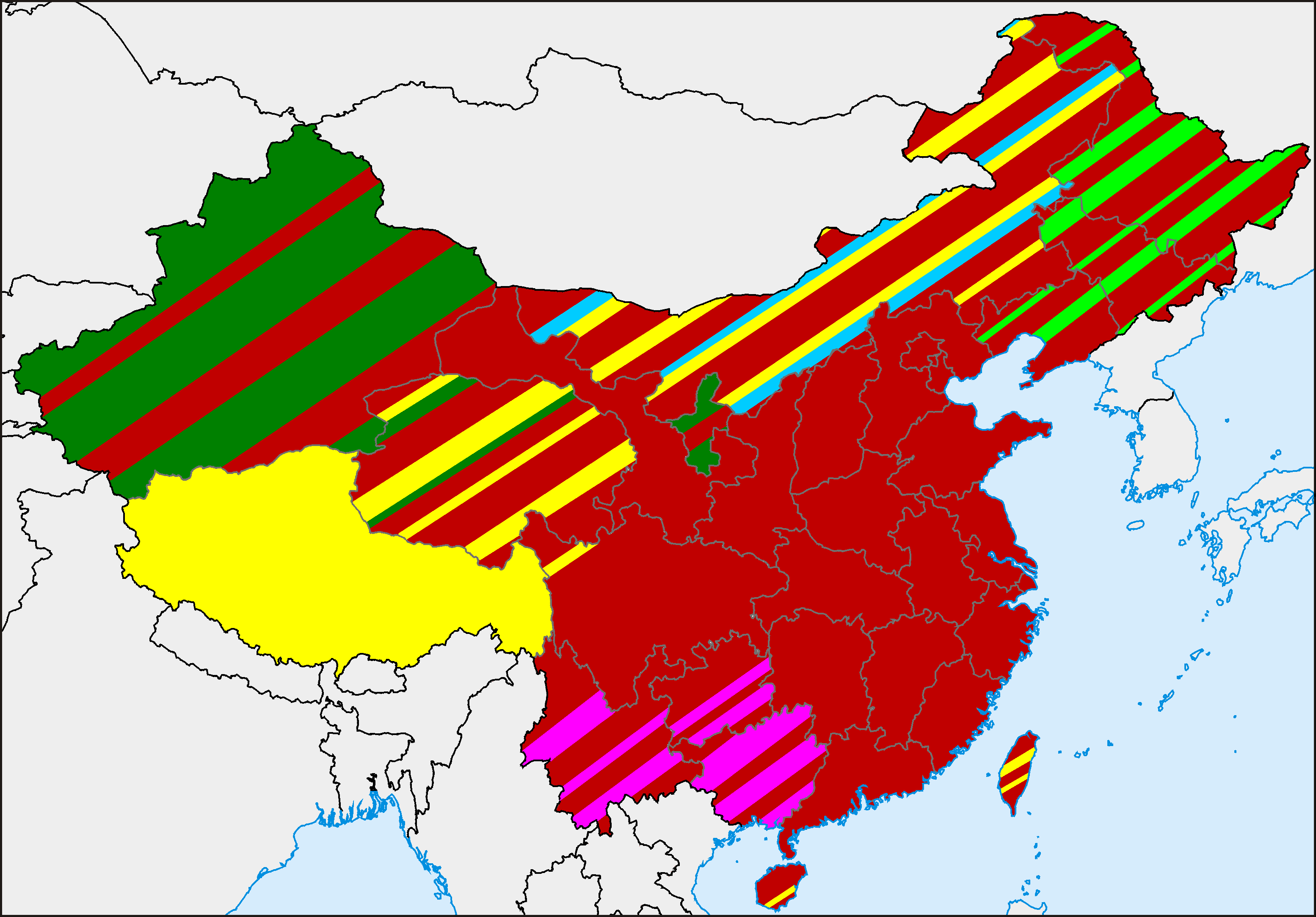
Distribuzione geografica delle religioni in Cina.
religione tradizionale cinese (e confucianesimo, taoismo, e buddhismo cinese)
buddhismo tout court (non mescolato con la religione cinese)
islam
religioni indigene delle minoranze etniche
religione popolare mongola (sciamanesimo o tengrianesimo mongolo)
religione popolare del nordest influenzata dallo sciamanesimo tunguso e mancese

Il governo cinese si dichiara formalmente "laico" e in quanto tale non riconosce alcuna religione "di Stato". L'articolo 36 della Costituzione cinese stabilisce la libertà di credo religioso, bandendo e proibendo qualsiasi forma di intolleranza e coercizione. L'idea cinese di "religione" non corrisponde pienamente a quanto con questo termine si intende in Occidente; il termine cinese tradotto come "religione" — zōngjiào 宗教 — è un'introduzione recente (dal giapponese nel XX secolo) e definisce quelle "dottrine" dotate di un corpo istituzionale e scritturale ben definito. Gran parte della tradizione spirituale cinese, tuttavia, si svolge al di fuori delle forme dottrinali ed ecclesiastiche, costituendo quella che è definita dagli studiosi "religione tradizionale cinese", e in cinese "credi nativi" o "popolari" — 民間信仰 mínjiān xìnyǎng, riconosciuta come tale anche sul piano giuridico e pertanto come una categoria distinta rispetto alle "religioni" dottrinali.
Le dottrine (zongjiao) riconosciute e in quanto tali gestite a livello statale, sono cinque: il buddhismo, il taoismo, il protestantesimo, il cattolicesimo e l'islam. Il taoismo si sviluppò in Cina a partire dal I-II secolo. Il buddismo si diffuse nel Paese, introdotto dall'India, con il VI secolo. Il cristianesimo e l'islam sono presenti in Cina come religioni minoritarie, il secondo predominante tra alcune etnie non-han (i più numerosi sono gli hui e gli uiguri). Il quadro religioso del Paese è tuttavia più complesso, una volta che si guardi alla situazione al di fuori dei riconoscimenti ufficiali, infatti non c'è una netta linea di demarcazione tra buddhismo, taoismo e pratiche religiose locali (minjian xinyang), e sono in particolare queste ultime a costituire un oggetto di difficile indagine e quantificazione. Esse sono infatti un insieme eterogeneo di atteggiamenti rituali che possono comprendere l'omaggio a divinità locali della natura, della nazione cinese (fondatori culturali e inventori, eroi, patriarchi di lignaggi), oppure agli antenati della propria famiglia. Ciò significa che ogni lignaggio (宗族 zongzu o 家族 jiazu, l'equivalente della gens romana, ovvero tutte le famiglie che condividono lo stesso cognome, per esempio i Wu o i Lin di una determinata regione, più o meno estesa) spesso fa riferimento a specifici templi, titolati ai capostipiti del lignaggio stesso; ogni famiglia in tal modo ricorda e onora le proprie origini. Il taoismo in certe sue scuole funge da cornice rituale per alcune espressioni della religione tradizionale nativa. Esistono anche forme dottrinali della religione tradizionale (民間宗教 mínjiān zōngjiào, "dottrine native" o "popolari") che tuttavia non sono riconosciute a livello nazionale oppure godono di riconoscimenti solo a livello provinciale (un esempio tra i tanti, la dottrina del sanyiismo riconosciuta ufficialmente in Fujian dal 2011).
Il culto degli antenati è una delle espressioni più evidenti del confucianesimo, la scuola di pensiero che più di ogni altro ha condizionato e condiziona tuttora la morale e il comportamento dei cinesi. Sebbene non sia tra le dottrine riconosciute, la sua influenza sulla morale cinese è tangibile (rispetto dei genitori, rapporti tra uomo e donna, educazione dei figli e modelli di comportamento virtuoso). Negli ultimi anni è in atto un processo di riscoperta e reinvenzione del confucianesimo che prende forma in una grande varietà di iniziative e gruppi di studio, di culto e di politica.
Per quanto riguarda il buddismo tibetano e il cattolicesimo va ricordato che se da un lato il riconoscimento ufficiale consente la pratica religiosa ai credenti di queste religioni, dall'altro comporta l'obbligo di giurare fedeltà allo Stato da parte delle gerarchie religiose. Esse sono gestite da istituzioni inquadrate a livello statale, i cui membri sono tenuti a giurare fedeltà alla repubblica. Il XIV Dalai Lama Tenzin Gyatso e il suo Panchen Lama (l'autorità incaricata della scelta del successore del Dalai Lama) non sono riconosciuti come autorità religiosa dallo Stato cinese, il quale ha scelto un proprio Panchen Lama. Per quanto riguarda il cattolicesimo lo Stato cinese non riconosce i vescovi nominati dalla Santa Sede, che sono spesso di fatto soggetti a provvedimenti restrittivi, e reclama invece per sé il diritto alla nomina di questi ultimi. I cattolici cinesi fedeli alla Chiesa cattolica sono pertanto costretti celebrare i propri riti in clandestinità.
In aggiunta alle religioni già menzionate sono presenti varie religioni delle minoranze etniche che abitano alcune regioni della Cina e un numero non quantificato di aderenti a una varietà di nuove religioni sorte principalmente nell'alveo della religione tradizionale cinese.
I rilevamenti statistici parte del Chinese General Social Survey condotti dal 2008 al 2012 su ampi campioni della popolazione hanno restituito una media del 6,2% di persone dichiarantesi buddisti, 2,3% cristiani, 2,2% membri di sette religiose di matrice popolare, 1,7% musulmani e 0,2% seguaci di altre religioni. Del resto della popolazione solo il 6,3% sono le persone dichiarantesi "atee", mentre la maggioranza assoluta rimanente sono persone "non religiose" nel senso di non appartenenti alle associazioni religiose di stato, ma impegnate in culti tradizionali di dèi e antenati. Secondo rilevamenti statistici del 2014 circa il 70% dei cinesi pratica la religione tradizionale che comprende confucianesimo, taoismo e buddismo (buddismo cinese). Gli aderenti al buddismo sono circa il 16%. I cristiani sono circa il 2,5%. I musulmani sono circa lo 0,5%.
Un sondaggio effettuato alla fine del 2014 ha rilevato che il 61% della popolazione si considera "atea".

Esempi di luoghi di culto delle religioni cinesi
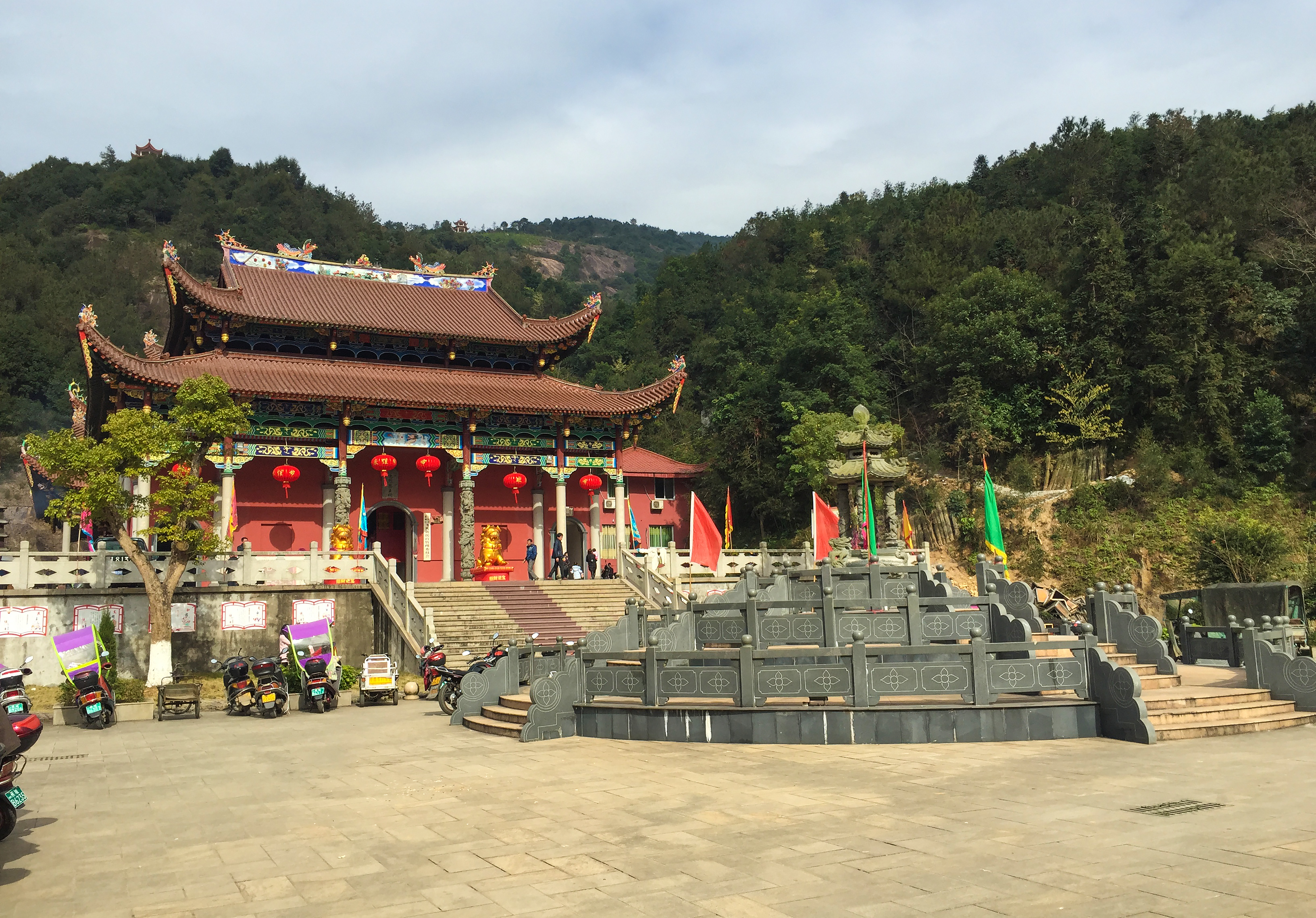
RELIGIONE TRADIZIONALE CIVILE: Tempio della Montagna Gialla (黄岳宫 Huángyuè gōng), dedicato a Huangdi, a Feiluan, in Fujian.
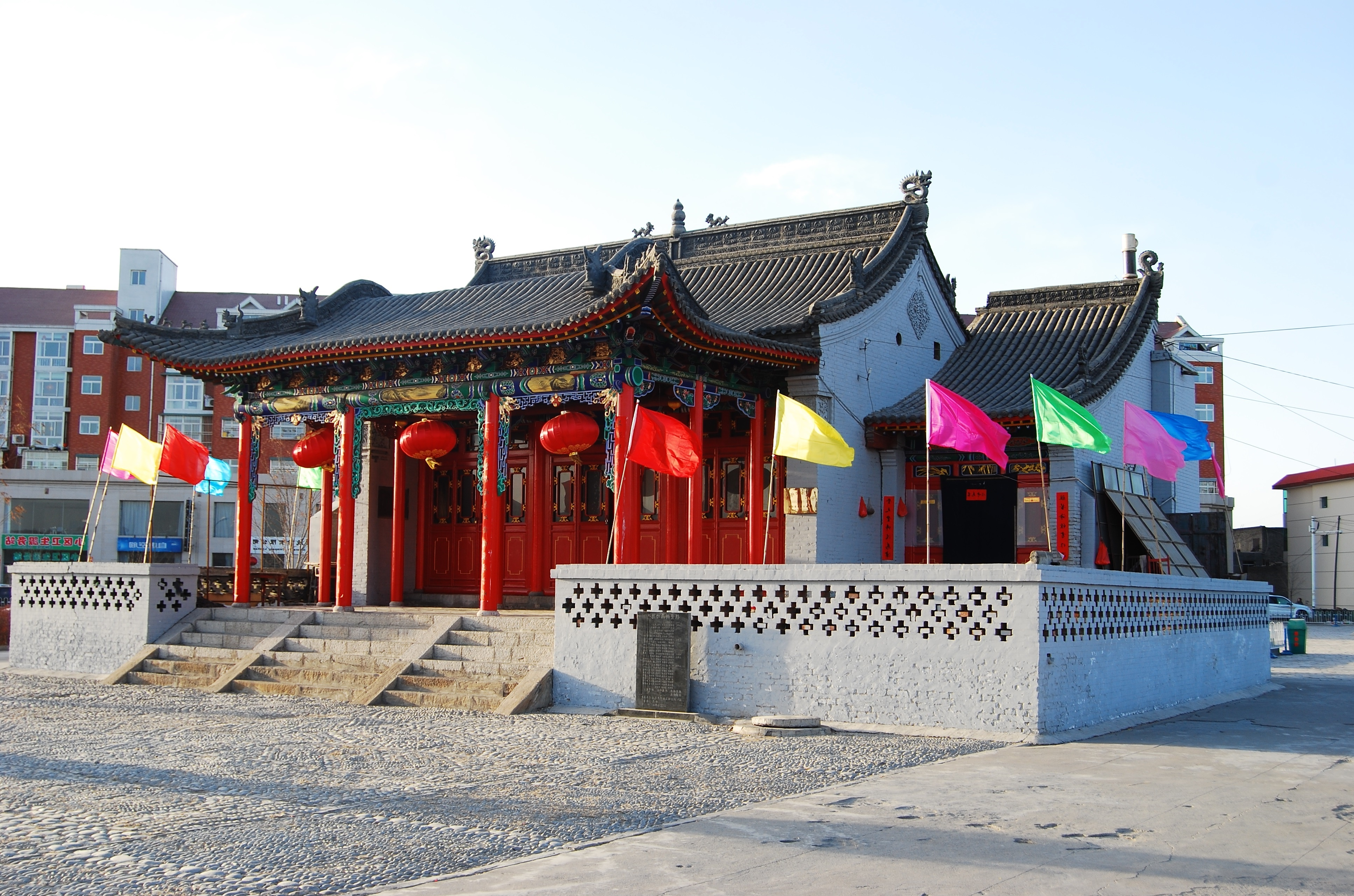
RELIGIONE TRADIZIONALE CIVILE: Tempio del Dio del Fiume (河神庙 Héshén miào), dedicato a Hebo a Hequ, Xinzhou, in Shanxi. Hebo, letteralmente il "Signore del Fiume", è il dio dello Huang He, il fiume sacro della Cina.
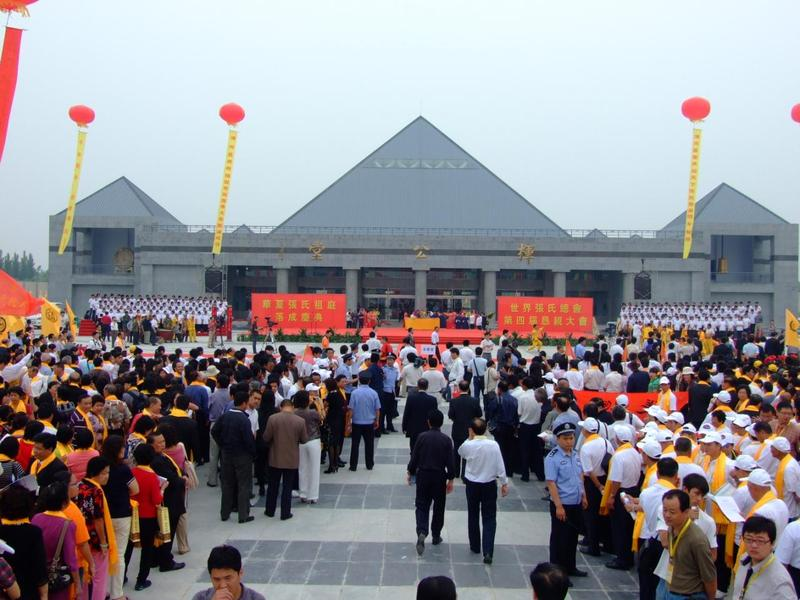
RELIGIONE TRADIZIONALE DEGLI AVI: Grande Tempio del Signore Zhang Hui (张挥公大殿 Zhānghuīgōng dàdiàn), il tempio cattedrale del lignaggio gentilizio Zhang, a Qinghe, Xingtai, in Hebei.
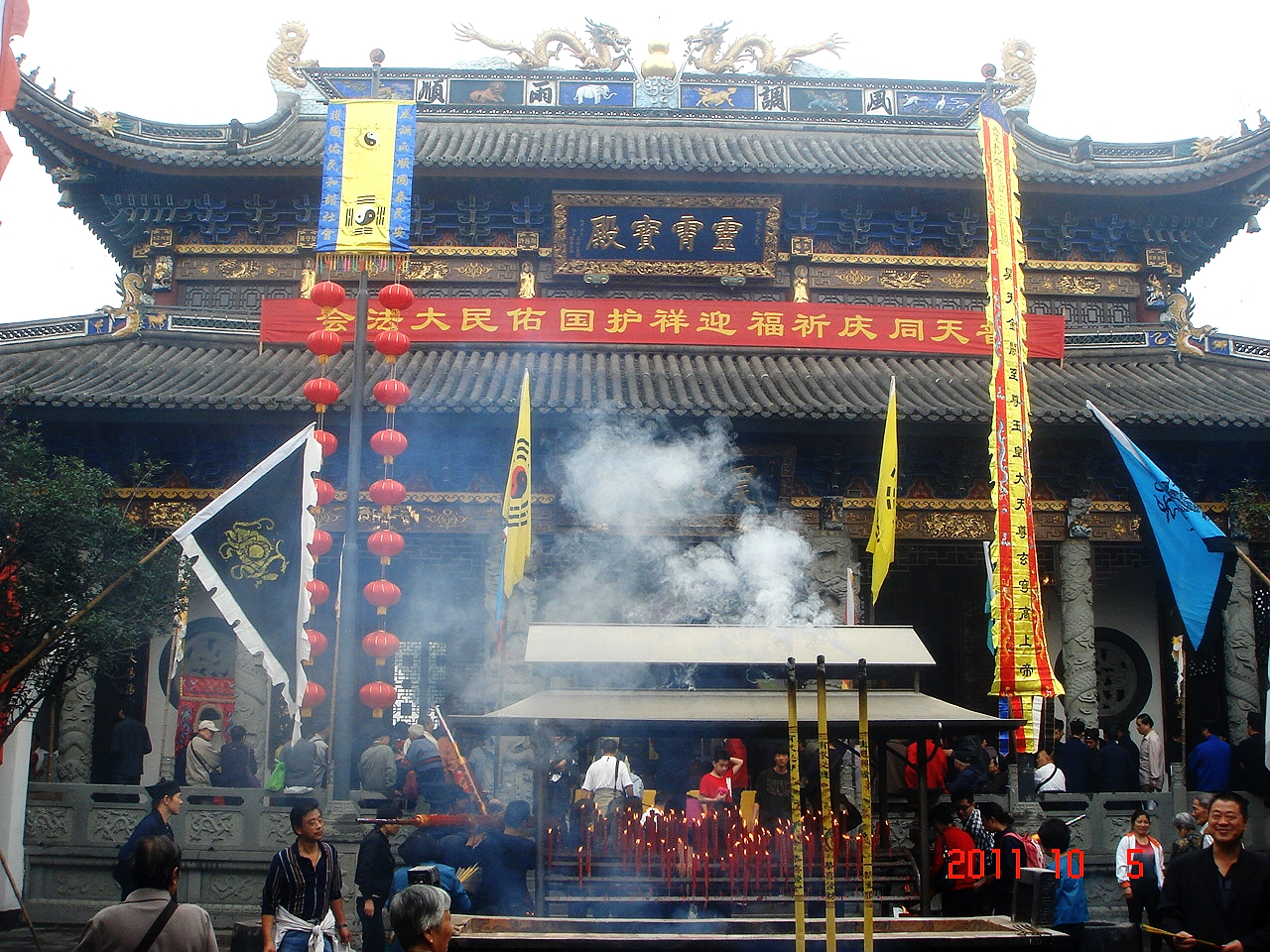
TAOISMO: Tempio del Drago di Giada (玉龙殿 Yùlóng diàn), parte del Tempio Taoista della Stella della Fortuna (福星观 Fúxīng guān) a Hangzhou, in Zhejiang.
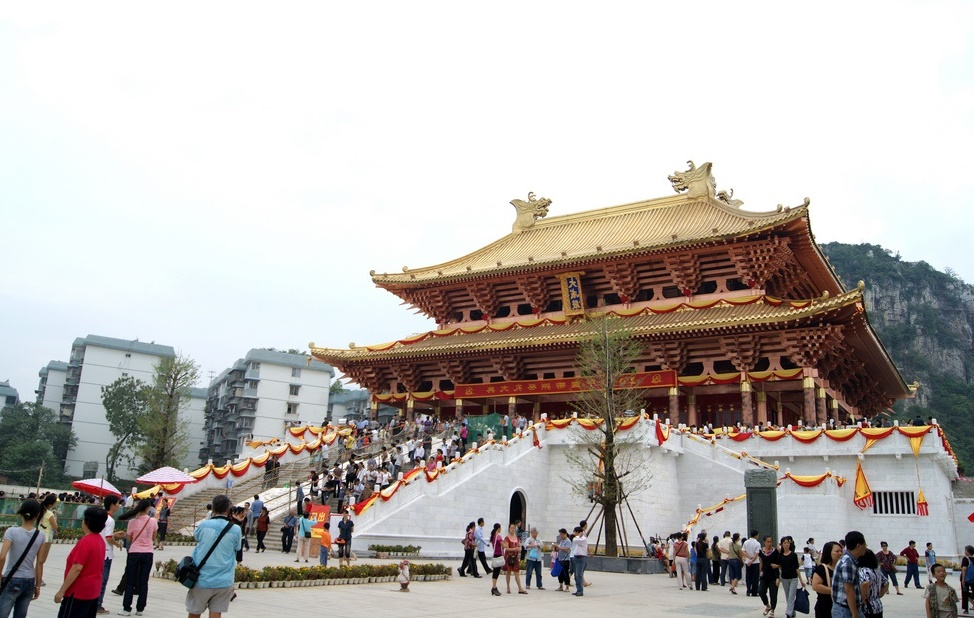
CONFUCIANESIMO: Tempio di Confucio a Liuzhou, in Guangxi. Un wénmiào (文庙), vale a dire un tempio dove Confucio è venerato in qualità di wéndì (文帝), "divinità della cultura".
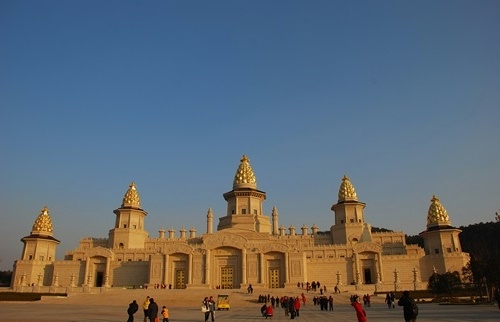
BUDDHISMO: Palazzo di Brahma (梵宫 Fàn gōng) del "Vaticano buddista" edificato dal 2008 a Wuxi, in Jiangsu, come fuoco d'incontro di tutte le confessioni buddiste dell'Asia orientale.
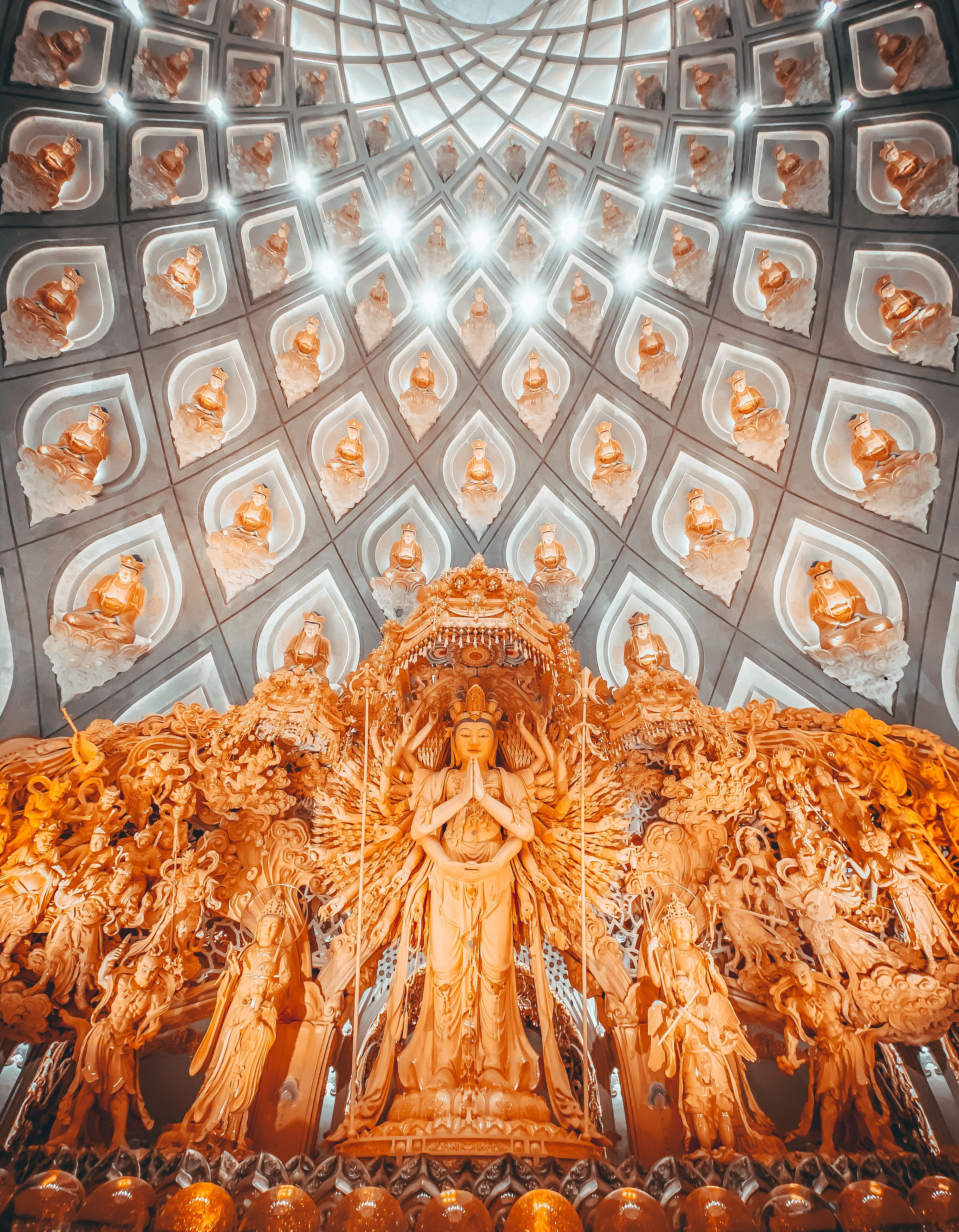
BUDDHISMO CINESE HAN: Guanyin dalle Mille Mani e dalle Undici Teste al grande Tempio di Guanyin inaugurato nel 2021 a Zhujiajian, Zhoushan, in Zhejiang.
BUDDHISMO TIBETANO: L'accademia buddhista Larung Gar a Sêrtar, Garzê, in Sichuan. Fondata negli anni 1980, è oggi la città-monastero più grande al mondo, con circa 40.000 residenti di cui un decimo cinesi di etnia Han.

### Lingue

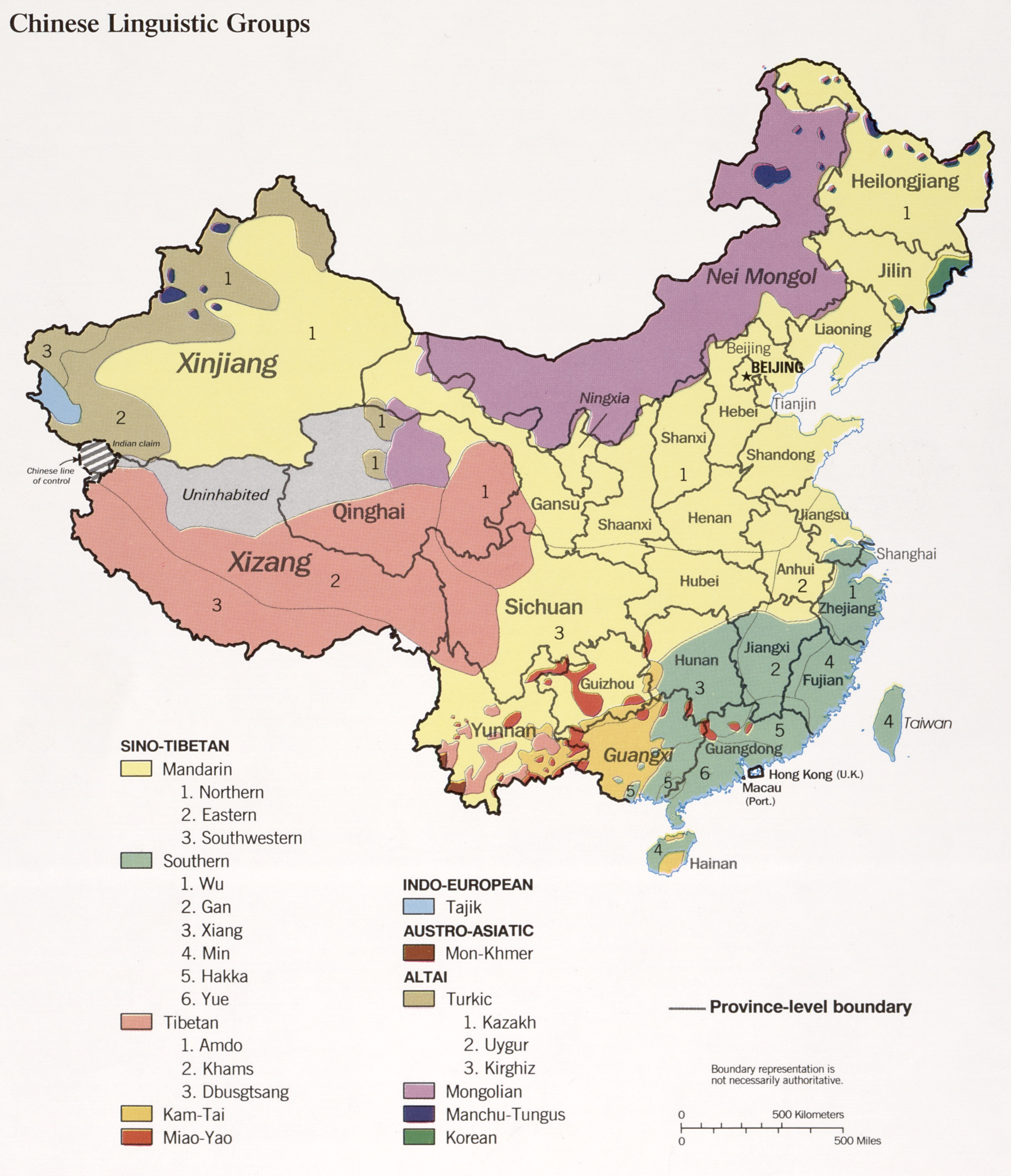
Carta delle varie lingue in Cina

La tradizione ha tramandato l'immagine del cinese come un'unica lingua dotata di pochi dialetti principali, ma con l'avvento della linguistica comparativa si è affermata l'interpretazione che vede invece il cinese come una vasta famiglia di "parlate affini", le cosiddette lingue sinitiche (汉语族). Esse costituiscono una branca importante delle lingue sinotibetane (汉藏语系) e sono accomunate da caratteristiche importanti come la tonalità e l'ordine soggetto-verbo-oggetto, così come dal fatto di servirsi tutte quante di un unico sistema di scrittura basato sui caratteri cinesi (汉字, usati anche in Corea, Giappone e Vietnam e noti anche come hanja, kanji e chu nom). Tutte queste parlate locali si possono classificare in base alla loro appartenenza a pochi "gruppi dialettali" noti come lingua mandarina, lingua Wu, lingua Hakka, la lingua Yue (la denominazione di "lingua" è dovuta al fatto che anticamente venivano semplicemente considerati "dialetti" del cinese, mentre in realtà costituiscono vere e proprie famiglie di lingue affini e distinte) e altre ancora.
A fronte di questa situazione la Cina offre oggi un panorama linguistico assai variegato, caratterizzato da centinaia di parlate locali, ciascuna contraddistinta dai suoi dialetti. Molte di queste lingue non sono mutuamente intelligibili.
La lingua maggiormente diffusa nella Cina continentale è il cinese mandarino, che viene parlato (in una qualche varietà locale) dal 70% della popolazione di madrelingua cinese. Grazie alla sua diffusione in tutto il Paese il mandarino è stato scelto agli inizi del XX secolo come base per la codifica di una pronuncia standard della lingua cinese, allo scopo di facilitare l'integrazione territoriale e culturale del paese.
Nel 1932 è stato così adottato ufficialmente il cosiddetto mandarino standard (普通话 o "lingua comune"), una pronuncia codificata a partire da una variante locale del cinese mandarino parlata nei pressi di Pechino (北京话). Il mandarino standard è divenuto successivamente lingua ufficiale della Repubblica Popolare Cinese, di Taiwan, riconosciuto a Singapore e in Malesia; è soprattutto una delle sei lingue ufficiali dell'ONU.
La scrittura del cinese si basa su un sistema di caratteri la cui origine risale a incisioni su ossa oracolari 甲骨文 (gusci di tartaruga e scapole di bue messi sul fuoco durante le divinazioni) risalenti a prima dell'età del bronzo. Il sistema di scrittura fu standardizzato per la prima volta nel III secolo a.C., ai tempi del primo imperatore della dinastia Qin, ed è stato riordinato nei dizionari con un sistema di 214 radicali detti radicali Kangxi (康熙部首), usati anche per riordinare gli hanja, kanji e chu nom. Pur avendo subito una naturale evoluzione nel corso dei secoli, il sistema di scrittura basato su caratteri è rimasto sostanzialmente integro negli anni. Negli anni cinquanta la Cina ha introdotto una riforma del sistema di scrittura con l'adozione dei cosiddetti caratteri semplificati (简体字). Questo sistema di scrittura è usato nella Repubblica Popolare Cinese e a Singapore, mentre a Taiwan e Hong Kong si usano ancora i caratteri tradizionali (繁体字). Ciascun carattere cinese può avere diverse pronunce a seconda della lingua del parlante, ma il suo significato non cambia. Spesso ciò avviene anche nel caso dei kanji e hanja e in svariati casi anche nei chu nom.
Il cinese standard è anche dotato di un sistema di romanizzazione ufficiale chiamato Hanyu Pinyin (汉语拼音), che permette di trascrivere la pronuncia standard dei caratteri cinesi servendosi dell'alfabeto latino e di alcuni diacritici eventuali. Il padre dello Pinyin, adottato ufficialmente in Cina l'11 febbraio 1958, viene spesso ritenuto Zhou Youguang (周有光). Il mandarino prevede in tutto 415 sillabe che possono essere pronunciate applicando quattro toni diversi, segnalati sopra le vocali come diacritici o accanto ad esse come numeri.
Oltre al cinese standard e alle varianti regionali e dialetti locali, vi sono altre lingue, diffuse specialmente nelle regioni più esterne, alcune delle quali sono riconosciute dallo Stato come seconde lingue minoritarie ufficiali, in particolare nelle regioni amministrative speciali: il mongolo nella Mongolia interna, il tibetano in Tibet, l'uiguro nello Sinkiang; e poi il coreano e il kazaco.

## Ordinamento dello Stato

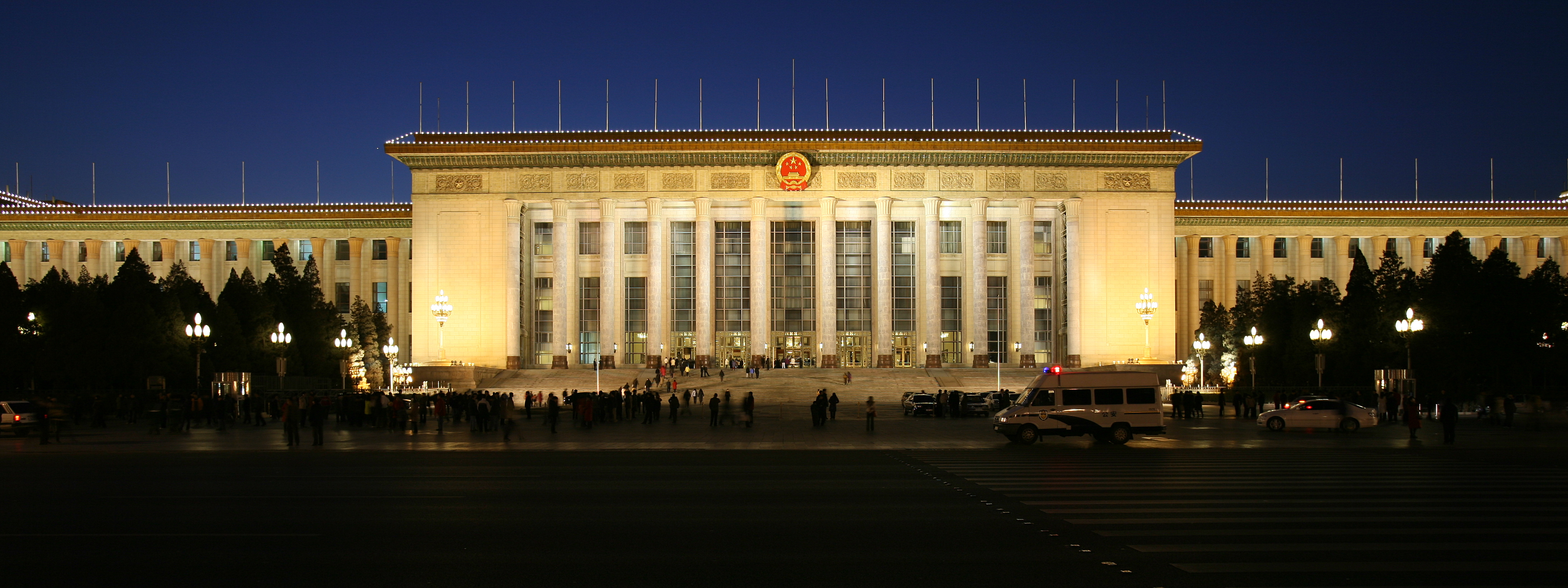
La Grande Sala del Popolo dove si riunisce il Congresso nazionale del popolo

La Cina è una repubblica popolare e il massimo organo legislativo è il Congresso nazionale del popolo (全国人民代表大会), i cui rappresentanti rimangono in carica per cinque anni. L'elezione di tali rappresentanti avviene per via indiretta attraverso un sistema piramidale di assemblee e comitati: i cittadini riuniti in assemblee eleggono dei comitati, i cui rappresentanti a loro volta si riuniscono in assemblee per eleggere i propri rappresentanti di livello superiore e così via fino all'elezione dei membri del Congresso, che elegge a sua volta un Comitato permanente che ne esercita le funzioni negli intervalli tra le sessioni plenarie, che avvengono di norma una volta l'anno: in tali occasioni il Congresso può nominare il presidente della repubblica e i membri del governo, del quale supervisiona l'operato e all'occorrenza approva le leggi.
Il potere esecutivo è nelle mani del Consiglio di Stato (国务院), l'organo di governo del quale fanno parte il primo ministro (总理) e i capi dei vari ministeri, oltre a eventuali rappresentanti di agenzie statali di livello superiore a quello ministeriale (può trattarsi di agenzie di coordinamento). Fin dalla fondazione della Repubblica Popolare Cinese nel 1949 le più importanti cariche dello Stato sono sempre state occupate da dirigenti di alto livello del Partito Comunista Cinese (a titolo di esempio, l'attuale Presidente della Repubblica (主席) Xi Jinping (习近平) è anche segretario generale del partito; lo stesso valeva per il suo predecessore Hu Jintao 胡锦涛) con il risultato che la leadership politica dello Stato cinese ha sempre coinciso con il gruppo dirigente del Partito Comunista: ciò comporta che di fatto esiste un unico soggetto politico alla guida del Paese.

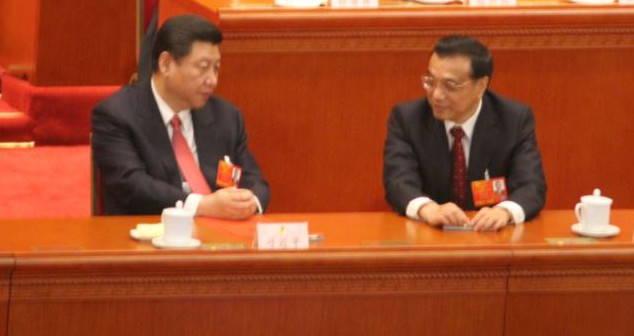
Xi Jinping a sinistra e il Primo Ministro Li Keqiang (李克强) a destra

Le leggi approvate dal Congresso sono di solito proposte direttamente dal Consiglio di Stato, le quali sono il risultato delle decisioni prese all'interno del Politburo. Dal momento che il Congresso è composto per la maggior parte da iscritti al partito, l'esito delle votazioni è già noto in anticipo e l'approvazione delle leggi è un fatto quasi scontato (sebbene negli ultimi anni vi siano stati episodi in cui il Congresso non ha approvato in prima battuta alcuni provvedimenti proposti dal Consiglio di Stato).
A capo del potere giudiziario vi è la Corte suprema del popolo, a cui spetta in ultima istanza il giudizio sui processi. Dal 2006 è l'unica avente titolo di pronunciare sentenze di condanna a morte.

### Suddivisione amministrativa

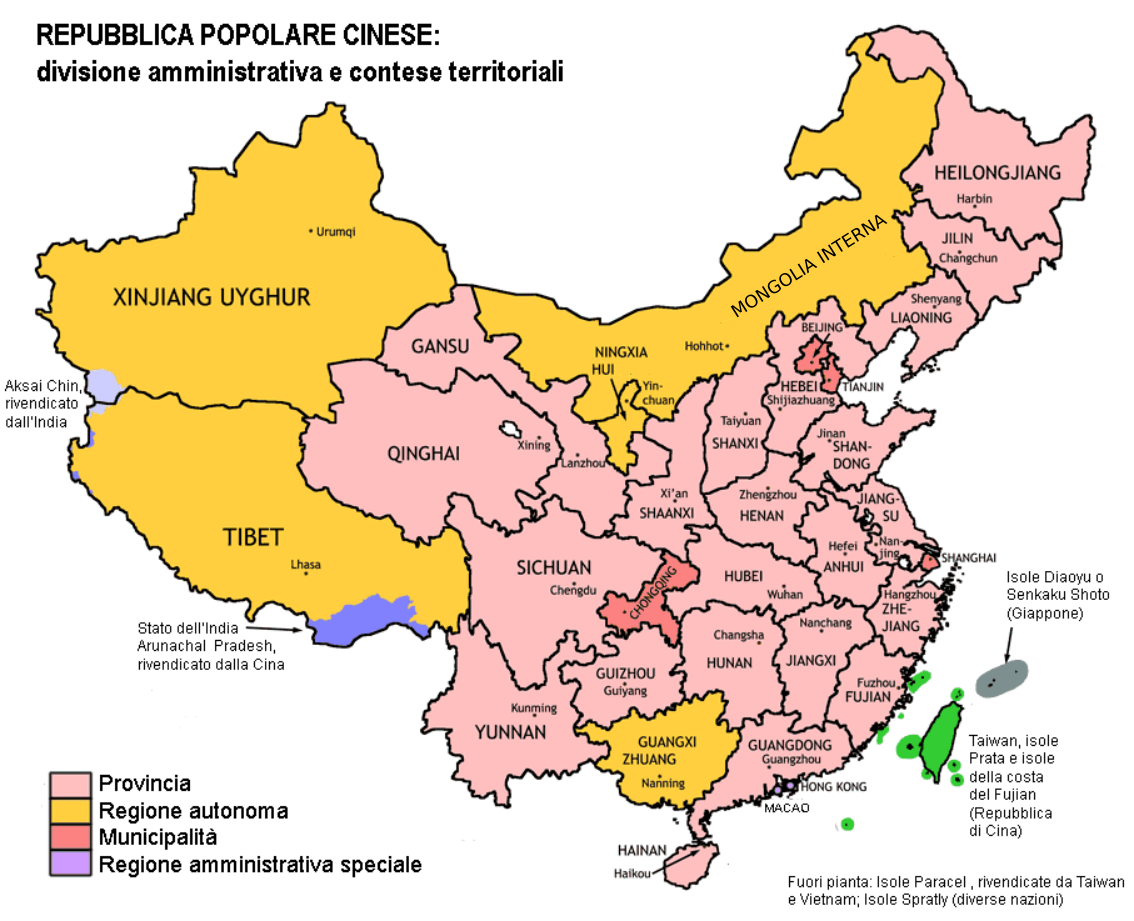
Suddivisione amministrativa della Repubblica Popolare Cinese

Le province cinesi da sempre rivestono un importante ruolo culturale in Cina. I cinesi tendono a identificarsi con la provincia nativa e solitamente a ogni territorio provinciale corrispondono determinati stereotipi riferiti alla popolazione. I confini della maggior parte delle province cinesi furono stabiliti ai tempi della tarda dinastia Ming. La Cina ha una giurisdizione su ventidue province (e considera Taiwan la ventitreesima), cinque regioni autonome, quattro municipalità e due regioni amministrative speciali.
| Nome italiano | Pinyin | Pinyin       | Abbreviazione    | Capitale     | Superficie  | Popolazione |
| ------------- | ------ | ------------ | ---------------- | ------------ | ----------- | ----------- |
| Anhui         | 安徽   | Ānhuǐ        | 皖 Wǎn           | Hefei        | 139600 km²  | 59 860 000  |
| Fujian        | 福建   | Fújiàn       | 闽 Mǐn           | Fuzhou       | 121400 km²  | 34 710 000  |
| Gansu         | 甘肃   | Gānsù        | 甘 Gān, 陇 Lǒng  | Lanzhou      | 390000 km²  | 25 620 000  |
| Guangdong     | 广东   | Guǎngdōng    | 粤 Yuè           | Canton       | 197000 km²  | 86 420 000  |
| Guizhou       | 贵州   | Guìzhō͘u      | 黔 Qián, 贵 Guì  | Guiyang      | 176000 km²  | 35 250 000  |
| Hainan        | 海南   | Hǎinán       | 海 Hǎi, 琼 Qióng | Haikou       | 34000 km²   | 7 870 000   |
| Hebei         | 河北   | Héběi        | 冀 Jì            | Shijiazhuang | 187700 km²  | 67 440 000  |
| Heilongjiang  | 黑龙江 | Hēilóngjiāng | 黑 Hēi           | Harbin       | 460000 km²  | 36 890 000  |
| Henan         | 河南   | Hénán        | 豫 Yù            | Zhengzhou    | 167000 km²  | 92 560 000  |
| Hubei         | 湖北   | Húběi        | 鄂 È             | Wuhan        | 187500 km²  | 60 280 000  |
| Hunan         | 湖南   | Húnán        | 湘 Xiāng         | Changsha     | 210 500 km² | 64 400 000  |
| Jiangsu       | 江苏   | Jiāngsū      | 苏 Sū            | Nanchino     | 100 000 km² | 74 380 000  |
| Jiangxi       | 江西   | Jiāngxī      | 赣 Gàn           | Nanchang     | 169 900 km² | 41 400 000  |
| Jilin         | 吉林   | Jílín        | 吉 Jí            | Changchun    | 187 400 km² | 27 280 000  |
| Liaoning      | 辽宁   | Liáoníng     | 辽 Liáo          | Shenyang     | 145 900 km² | 42 380 000  |
| Qinghai       | 青海   | Qīnghǎi      | 青 Qīng          | Xining       | 720 000 km² | 5 180 000   |
| Shaanxi       | 陕西   | Shǎnxī       | 陕 Shǎn, 秦 Qín  | Xi'an        | 206 000 km² | 36 050 000  |
| Shandong      | 山东   | Shāndōng     | 鲁 Lǔ            | Jinan        | 156 700 km² | 90 790 000  |
| Shanxi        | 山西   | Shānxī       | 晋 Jìn           | Taiyuan      | 150 000 km² | 32 970 000  |
| Sichuan       | 四川   | Sìchuān      | 川 Chuān, 蜀 Shǔ | Chengdu      | 480 000 km² | 87 250 000  |
| Yunnan        | 云南   | Yúnnán       | 滇 Diān, 云 Yún  | Kunming      | 394 000 km² | 42 880 000  |
| Zhejiang      | 浙江   | Zhèjiāng     | 浙 Zhè           | Hangzhou     | 101 800 km² | 46 770 000  |

### Rivendicazioni territoriali
Oltre a rivendicare Taiwan, la Cina è stata coinvolta in una serie di altre dispute territoriali internazionali. Dal 1990 la Cina è impegnata in negoziati per risolvere le contese sui territori del Kashmir, tra cui una tratta di un confine conteso con l'India e una frontiera non ben definita con il Bhutan. La Cina contesta il possesso di diverse piccole isole nella parte orientale e sud del mar Cinese Meridionale: le isole Ryukyu e le isole Senkaku/Diaoyu al Giappone, la provincia dell'Arunachal Pradesh all'India, le isole Paracelso al Vietnam (attualmente sotto amministrazione cinese) e le isole Spratly ai diversi Stati sud-est asiatici. Il 21 maggio 2014 il presidente Xi, parlando a una conferenza a Shanghai, si impegna a risolvere pacificamente queste contestazioni territoriali affermando: «La Cina intende perseguire la soluzione pacifica delle controversie con altri Stati sovrani sui diritti e gli interessi territoriali e marittimi».

### Costituzione
La Costituzione della Repubblica Popolare Cinese, quella corrente, fu adottata dal V Congresso Nazionale del Popolo il 4 dicembre 1982.

### Istituzioni

#### Università
La prima università nazionale cinese venne fondata nel dicembre 1898, col nome di Università Imperiale della capitale: si tratta dell'Università di Pechino, (in cinese conosciuta col nome di Beidà, 北京大学 oppure 北大), è una delle più rinomate a livello internazionale.

#### Ordinamento scolastico

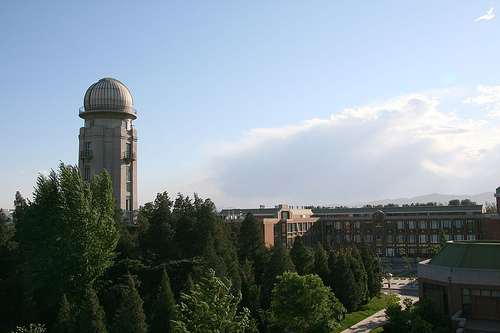
L'Università Tsinghua è considerata una delle università più prestigiose della Cina

Dal 1986 l'educazione obbligatoria comprende la formazione primaria e media, che complessivamente durano nove anni. Nel 2010 circa l'82,5% degli studenti hanno continuato a studiare nelle scuole secondarie. Il gāokǎo (高考S), l'esame di Stato d'ammissione all'università, è un prerequisito per accedere alla maggior parte delle istituzioni dell'educazione superiore. Sempre nel 2010 il 27% dei diplomati di scuola secondaria hanno continuato a studiare nelle università. L'orientamento professionale è a disposizione degli studenti dei livelli secondari e terziari. Nel febbraio del 2006 il governo si è impegnato a rendere completamente gratuiti i primi nove anni d'istruzione. La spesa annuale per l'istruzione è aumentata da meno di 50 miliardi di dollari statunitensi nel 2003 a più di 250 miliardi di dollari nel 2011. Tuttavia vi è ancora un grande divario nelle condizioni d'istruzione; per esempio, nel 2010 la spesa annuale per l'istruzione secondaria a Pechino era di circa 3330 $ per alunno, mentre nel Guizhou, una delle province più povere, non superava i 530 $ per alunno. Nel 2012 si sono iscritti circa l'89% dei cinesi d'età avanzata per frequentare la scuola secondaria. Nel 2007 c'erano 396 567 scuole primarie, 94 116 scuole secondarie e 2 236 università. Nel 2010 la popolazione con più 15 anni d'età sapeva leggere e scrivere, paragonato col 20% del 1950. Va notato che gli studenti di Shanghai hanno ottenuto i migliori risultati in matematica, in scienze e in letteratura nell'esame PISA del 2012.

#### Sistema sanitario

Il grafico mostra la crescita dell'indice di sviluppo umano in Cina tra il 1970 e il 2010

Il Ministero della Salute, insieme agli uffici sanitari provinciali, supervisiona i bisogni di salute della popolazione cinese. Sin dai primi anni cinquanta la politica sanitaria cinese ha prestato particolare attenzione alla salute pubblica e alla medicina preventiva. A quel tempo il Partito Comunista Cinese iniziò la "campagna patriottica della salute" che mirava a migliorare i servizi igienici, nonché il trattamento e la prevenzione di diverse patologie. Malattie come il colera, il tifo e la scarlattina, che precedentemente erano diffuse in Cina, furono quasi sradicate grazie a questa campagna. Dopo che Deng Xiaoping iniziò le riforme economiche del 1978 la salute pubblica cinese migliorò rapidamente per via di una migliore nutrizione, anche se molti dei servizi sanitari pubblici gratuiti scomparvero insieme con Comuni del Popolo. La sanità in Cina è stata quindi in gran parte privatizzata e ha registrato un significativo aumento della qualità. Nel 2009 il governo ha intrapreso un programma triennale su larga scala concernente l'assistenza sanitaria del valore di 124 miliardi di dollari. Questa iniziativa ha portato nel 2011 il 95% della popolazione cinese ad avere una copertura di base di assicurazione sanitaria. Nel 2011 la Cina era stimata per essere il terzo più grande fornitore al mondo di prodotti farmaceutici, ma la popolazione era colpita dallo sviluppo e dalla distribuzione di farmaci contraffatti.
A partire dal 2012 l'aspettativa media di vita alla nascita è di 75 anni, e il tasso di mortalità infantile è del 12 per mille. Entrambi i dati sono migliorati in modo significativo dal 1950. Il tasso di arresto della crescita, una condizione causata dalla malnutrizione, è diminuito dal 33,1% del 1990 al 9,9% del 2010. Nonostante i significativi miglioramenti nella salute e la costruzione di strutture mediche avanzate, la Cina ha diversi problemi emergenti di sanità pubblica, come ad esempio le malattie respiratorie causate dall'inquinamento atmosferico diffuso, le centinaia di milioni di fumatori di sigarette e l'aumento dell'obesità tra i giovani abitanti dei centri urbani. La numericamente grande popolazione della Cina e le città densamente popolate hanno portato allo svilupparsi di gravi focolai di malattie negli ultimi anni, come ad esempio lo scoppio nel 2003 della SARS. Si stima che nel 2010 l'inquinamento atmosferico abbia causato 1,2 milioni di morti premature in Cina.

#### Forze armate

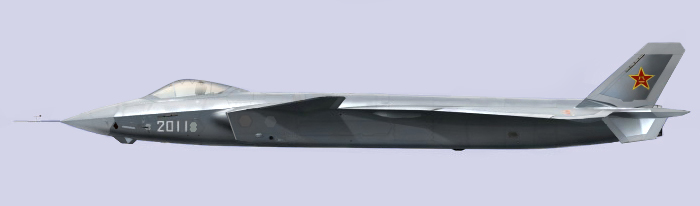
Chengdu J-20, uno dei caccia di quinta generazione prodotti dalla Cina

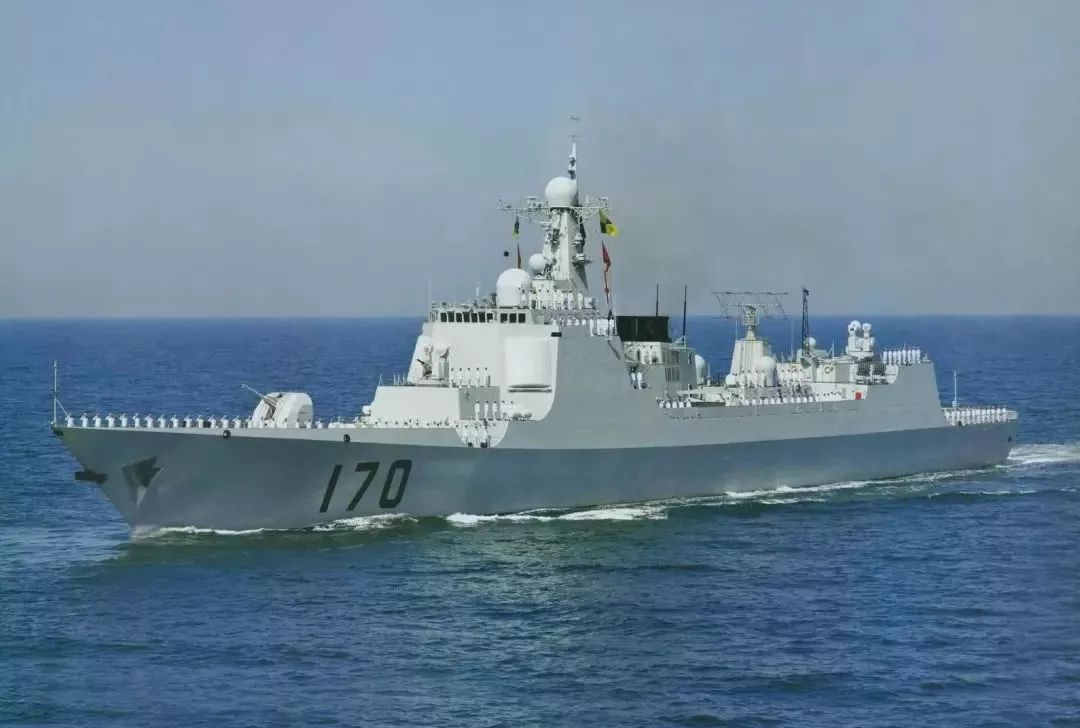
Il Lanzhou (DDG170)

Le forze armate della Repubblica Popolare Cinese sono composte da Esercito Popolare di Liberazione, Polizia Armata del Popolo e milizia popolare. Il comando unificato di tutte le forze armate risiede presso la commissione militare centrale, mentre il Ministero della Difesa alle dipendenze del Consiglio di Stato si occupa di gestire la difesa nazionale.
Il fulcro delle forze armate cinesi è costituito dall'Esercito Popolare di Liberazione (中国人民解放军S, Zhōngguó Rénmín Jiěfàng JūnP, abbreviato in EPL; più comunemente noto come PLA, acronimo di People's Liberation Army) che, con un apparato di circa 2.285.000 soldati, è il più grande esercito permanente esistente al mondo.
L'EPL è composto da Esercito (che conta su 1,25 milioni di unità in servizio attivo), Marina, Aeronautica e da una forza strategica denominata Secondo Corpo di Artiglieria, che gestisce il deterrente nucleare cinese.
Secondo i dati forniti dal governo cinese, il bilancio militare per il 2015 ammontava a 145 miliardi di dollari statunitensi, conquistando il secondo posto come più grande budget militare tra gli Stati del mondo. Tuttavia molte autorità, compresa la SIPRI e l'Ufficio del Segretario della Difesa statunitense, sostengono che questo budget non rifletta il reale livello di spesa militare, che si presume quindi assai più elevato rispetto ai dati ufficiali.
Entrata ufficialmente in possesso di armi nucleari, la Cina ha aderito nel 1992 al trattato di non proliferazione nucleare. Non ci sono dati ufficiali sul numero di testate atomiche effettivamente operative, ma soltanto stime dei vettori (missili a breve, medio e lungo raggio) in possesso del Paese (nel 2015 il Dipartimento della Difesa americano stima in almeno 1 200 SRBM e 50 o 60 ICBM). Varie istituzioni di monitoraggio delle potenze atomiche stimano il numero di testate effettive nell'ordine delle 240, ma circolano interpretazioni che stimano questa cifra essere assai più alta.
La Cina è considerata sia una grande potenza militare regionale che una potenziale superpotenza militare. Per compensare ciò, a partire dai primi anni 2000 essa ha sviluppato numerose attività per allargare la propria potenziale azione, la sua prima portaerei è entrata in servizio nel 2012, e mantiene inoltre una consistente flotta di sottomarini, tra cui otto di attacco a propulsione nucleare e missili balistici sottomarini. La Cina ha inoltre creato una rete di relazioni militari straniere.
Negli ultimi decenni la Cina ha compiuto progressi significativi nella modernizzazione della sua forza aerea grazie all'acquisto di aerei da combattimento russi come il Sukhoi Su-30 e anche mediante la produzione di propri velivoli moderni e in particolare il Chengdu J-10, J-20 e gli Shenyang J-11, J-15, J-16 e J-31. La Cina è inoltre impegnata nello sviluppo di un aereo stealth proprio e numerosi droni da combattimento. Il Paese ha inoltre aggiornato la sua forza terrestre, sostituendo il suo ormai vecchio parco di carri armati sovietici con numerose varianti del moderno ZTZ-99 e sistemi per migliorare il command and control warfare. La Cina ha inoltre sviluppato o acquisito numerosi sistemi missilistici avanzati, tra cui missili anti-satellite, missili da crociera e ICBM nucleari lanciati da sottomarini. Secondo i dati dell'Istituto Internazionale di Ricerche sulla Pace di Stoccolma, tra il 2010 e il 2014, la Cina è diventato il terzo più grande esportatore al mondo delle principali armi con un incremento del 143% rispetto al periodo 2005-2009.
Questa crescita smisurata ha portato la Cina nel 2015 a dover frenare le esportazioni di droni e supercomputers. La Cina ha rafforzato il controllo sul suo settore tecnologico in quanto cerca di evitare infiltrazioni di spie straniere, puntando alla costruzione di aziende tecnologiche competitive a livello mondiale, che possano rendere il paese tecnologicamente autosufficiente dall'Occidente.
La marina dell'Esercito Popolare di Liberazione, fino ai primi anni novanta del XX secolo la marina militare ha ricoperto un ruolo subordinato alle forze armate terrestri. Ha subito in seguito una rapida modernizzazione ed è ormai, nel XXI secolo inoltrato, la terza più potente al mondo, con oltre 200 000 uomini, organizzata in tre grandi flotte: Flotta del mare del nord con sede a Tsingtao, la flotta del mar oriente con sede a Ningbo e la flotta del mar del sud con sede a Zhanjiang. Il suo teatro d'operazioni si estende fin dove la Cina ha o prevede di avere basi d'appoggio: Maldive, Bangladesh, Pakistan, Gibuti e Birmania.

## Politica
Fino al 1911 la Cina era una monarchia, formalmente facente capo all'imperatore.
La rivoluzione cinese del 1911 portò alla deposizione dell'ultimo imperatore Pu Yi (all'epoca ancora bambino) e alla proclamazione della prima Repubblica di Cina nel 1912 sotto la presidenza di Sun Yat-sen. Il panorama politico del Paese fu determinato dal partito nazionalista Kuomintang, che a ridosso della seconda guerra mondiale era divenuto di fatto l'unico partito al governo. Gli anni quaranta furono dominati dallo scontro tra le forze nazionaliste e quelle del nascente Partito Comunista Cinese. Dopo la fine della seconda guerra mondiale la situazione sfociò in una vera e propria guerra civile che coinvolse l'intero Paese. Essa si concluse nel 1949 con la vittoria delle forze comuniste. In quello stesso anno il partito nazionalista del Guomindang trasferì formalmente la capitale della Repubblica di Cina presso Taipei sull'isola di Formosa, dove si rifugiò l'intero governo repubblicano, che continuò a rivendicare la sovranità territoriale sull'intero territorio della Cina e delle sue isole. Nel mese di ottobre dello stesso anno il Partito Comunista proclamò la nascita della Repubblica Popolare Cinese, rivendicando a sua volta la sovranità su tutto il territorio precedentemente governato dalla Repubblica di Cina, ivi inclusa la stessa isola di Formosa, sulla quale però non aveva modo di esercitare alcun potere effettivo. Da allora la Cina continentale è sotto il diretto controllo e l'amministrazione diretta del Partito Comunista Cinese, che include formalmente Taiwan tra l'elenco delle proprie province, sebbene non eserciti su di essa alcun controllo. Di converso il governo di Taiwan rivendica e mantiene il proprio status di governo indipendente, non rinunciando al diritto alla sovranità formale sulla Cina continentale, che è anche scritto nella sua stessa costituzione.
Per più di quindici anni la comunità internazionale non riconobbe la Repubblica Popolare Cinese come Stato sovrano. Fino al 1971 fu infatti un rappresentante della Repubblica di Cina a sedere sul seggio cinese all'Assemblea delle Nazioni Unite e presso il Consiglio di Sicurezza dell'ONU. A partire dal 1971 la maggior parte degli Stati del mondo riconobbero la Repubblica Popolare come legittimo rappresentante della Cina nel panorama internazionale, chiudendo formalmente le loro relazioni diplomatiche con Taiwan e nel 1971 il seggio cinese all'ONU passò alla Repubblica Popolare.
Questa particolare situazione, in cui due governi contemporaneamente esistenti de facto rivendicano entrambi la sovranità sul territorio cinese, è espressa e sintetizzata nel principio "un Paese, due sistemi", reso celebre dopo esser stato formulato dal leader comunista Deng Xiaoping.

### Politica interna
Dal 1949 il Partito Comunista Cinese è l'unico soggetto politico alla guida del Paese. Esso è il secondo più grande partito del mondo con più di 97 milioni di membri, dietro solo al Bharatiya Janata Party.
Alla sua fondazione la Repubblica Popolare Cinese era uno Stato socialista con un'economia pianificata, votato alla realizzazione del socialismo reale. Dopo la morte di Mao Zedong nel 1976 il Partito Comunista Cinese sotto la guida del nuovo segretario generale Deng Xiaoping iniziò una serie di riforme economiche che segnarono il passaggio al cosiddetto socialismo con caratteristiche cinesi o socialismo di mercato.

#### Hong Kong e Macao
Appartengono alla Repubblica Popolare Cinese anche le città di Hong Kong e di Macao, che fino alla fine del XX secolo erano le ultime colonie in terra d'Asia rispettivamente di Regno Unito e Portogallo. Hong Kong tuttora infatti presenta varie caratteristiche del Regno Unito, come ad esempio la guida automobilistica sulla corsia di sinistra.

### Politica estera

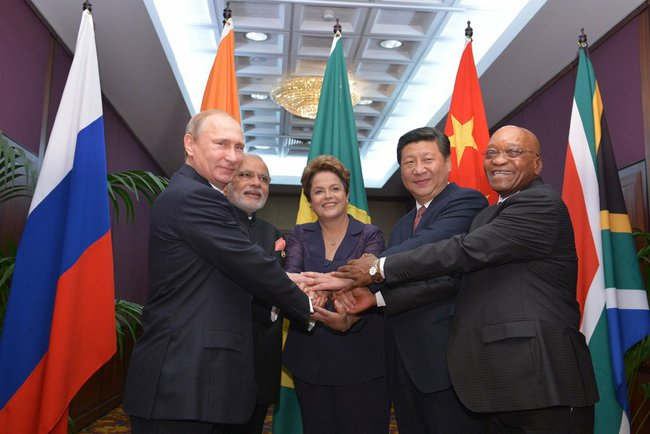
Il presidente cinese Xi Jinping insieme agli altri capi dei BRICS al G20 del 2014 a Brisbane in Australia

La Repubblica Popolare Cinese intrattiene relazioni diplomatiche con 171 Paesi e conta 162 ambasciate proprie all'estero. La sua legittimità è contestata dalla Repubblica di Cina e da pochi altri Paesi; è infatti il più grande e popoloso Stato ad avere un riconoscimento limitato. Nel 1971 la Repubblica Popolare Cinese ha sostituito la Repubblica di Cina come unico rappresentante della Cina alle Nazioni Unite ed è uno dei cinque membri permanenti del Consiglio di sicurezza. La Cina è anche un ex membro e leader del movimento dei Paesi non allineati e si considera ancora oggi un portavoce per i Paesi in via di sviluppo. Insieme a Brasile, Russia, India e Sudafrica, la Cina è un membro del gruppo BRICS che comprende le principali economie emergenti.
La Cina è anche membro dello SCO, un'alleanza militare di cui è uno dei cinque membri fondatori. È inoltre membro del Comitato Zangger.
Sotto la sua interpretazione della politica di una sola Cina, Pechino pone delle condizioni nello stabilire relazioni diplomatiche con Paesi che riconoscono Taiwan e non mantengono alcun legame ufficiale con il governo della Repubblica di Cina. I funzionari cinesi in numerose occasioni hanno protestato con Paesi esteri che hanno aperto sedi diplomatiche e rapporti commerciali con Taiwan, in particolare in materia di vendita di armamenti.
Gran parte della attuale politica estera cinese si basa sui cinque principi della coesistenza pacifica e sono inoltre guidati dal concetto di "armonia senza uniformità", che incoraggia le relazioni diplomatiche tra gli Stati nonostante vi siano differenze ideologiche. Questa politica può portare la Cina a sostenere stati considerati pericolosi o repressivi da parte delle nazioni occidentali, come lo Zimbabwe, la Corea del Nord e l'Iran. La Cina ha una stretta relazione economica e militare con la Russia e i due Stati votano spesso all'unisono nel Consiglio di sicurezza delle Nazioni Unite.

### Problemi sociopolitici, diritti umani e riforme

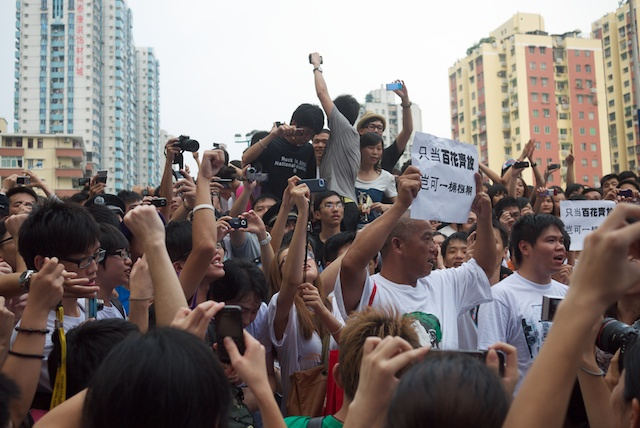
Proteste a sostegno dei mezzi di informazione cantonesi a Guangzhou nel 2010

Il movimento democratico cinese, gli attivisti sociali e alcuni membri del Partito Comunista Cinese ritengono necessaria una riforma politica e sociale. Mentre i controlli dello Stato sull'economia e sul sociale sono stati notevolmente ridotti a partire dal 1970, la libertà politica è ancora fortemente limitata. La Costituzione della Repubblica Popolare Cinese afferma che i "diritti fondamentali" dei cittadini comprendono: la libertà di parola, la libertà di stampa, il diritto a un giusto processo, la libertà di religione, il suffragio universale e i diritti di proprietà. Tuttavia tali disposizioni non garantiscono una significativa protezione contro l'azione penale da parte dello Stato. Anche se qualche critica delle politiche del governo e del Partito Comunista è generalmente tollerata, la censura di parola e di informazione politica, in particolare su internet, è abitualmente utilizzata per prevenire azioni collettive. Nel 2005 Reporter senza frontiere ha classificato la Cina al 159º posto, su 167 Stati considerati, nel suo annuale World Press Freedom Index, indicando pertanto un livello molto basso di libertà di stampa. Nel 2016 la Cina ha occupato il 176º posto, su 180 Paesi analizzati.
I migranti dalle campagne alle città si trovano spesso a essere trattati come cittadini di seconda classe da parte del sistema di registrazione hukou delle famiglie, che controlla l'accesso alle prestazioni statali. I diritti di proprietà vengono spesso scarsamente protetti e la tassazione colpisce in modo sproporzionato i cittadini più poveri. Tuttavia un certo numero di imposte rurali sono state ridotte o abolite a partire dai primi anni duemila e dei servizi sociali aggiuntivi sono stati forniti agli abitanti delle campagne.
Un certo numero di governi stranieri, le principali agenzie di stampa straniere e alcune ONG criticano l'applicazione dei diritti umani in Cina e in particolare facendo riferimento a episodi di detenzione senza processo, aborti obbligati, confessioni forzate, torture, restrizioni dei diritti fondamentali, e il ricorso eccessivo alla pena di morte. Il governo è solito a sopprimere con la forza le manifestazioni e proteste popolari considerate una potenziale minaccia per la stabilità sociale, come è avvenuto durante la protesta di piazza Tienanmen (天安门广场) del 1989. A seguito di una dimostrazione su larga scala a Pechino nel 1999, il Partito Comunista ha lanciato una campagna per eliminare la pratica spirituale del Falun Gong (法轮功) con conseguenti arresti di massa, detenzioni illegali e episodi di torture e decessi in carcere. Alcuni ricercatori ritengono inoltre che decine di migliaia di aderenti al Falun Gong siano prigionieri e un minor numero di uiguri e tibetani potrebbero essere stati uccisi per fomentare il commercio di organi umani. Lo Stato cinese viene anche regolarmente accusato di repressioni su vasta scala e abusi riguardanti i diritti umani nella regione del Tibet e nello Xinjiang, tra cui interventi violenti da parte della polizia e soppressione del culto religioso.
Il governo cinese ha risposto alle critiche straniere sostenendo che il diritto alla sussistenza e allo sviluppo economico è un prerequisito per gli altri tipi di diritti umani e che il concetto di "diritti umani" dovrebbe tener conto del livello attuale di un Paese in sviluppo economico. Inoltre in Cina è stato sottolineato l'aumento a partire dal 1970 della qualità di vita, del tasso di alfabetizzazione e dell'aspettativa di vita media, così come il miglioramento della sicurezza sul lavoro e la prevenzione contro le calamità naturali, come le perenni inondazioni del fiume Giallo. Alcuni politici cinesi si sono inoltre espressi a sostegno della democratizzazione, anche se altri rimangono di stampo più conservatore. Sono stati condotti alcuni grandi sforzi di riforma; per esempio, nel novembre 2013 il governo ha annunciato piani per ridurre la politica del figlio unico e abolire il molto criticato programma di rieducazione attraverso il lavoro, tuttavia alcuni gruppi a sostegno dei diritti umani hanno rilevato che tali riforme siano state in gran parte di facciata. Durante gli anni duemila e nei primi anni duemiladieci il governo cinese si è dimostrato sempre più tollerante nei confronti delle ONG che offrono soluzioni pratiche ed efficienti ai problemi sociali, ma tali attività del "terzo settore" sono comunque rimaste fortemente regolamentate.

## Diritti umani

### Diritti LGBT
La Cina ha rimosso l'omosessualità dalla lista delle malattie mentali nel 2001.

## Economia

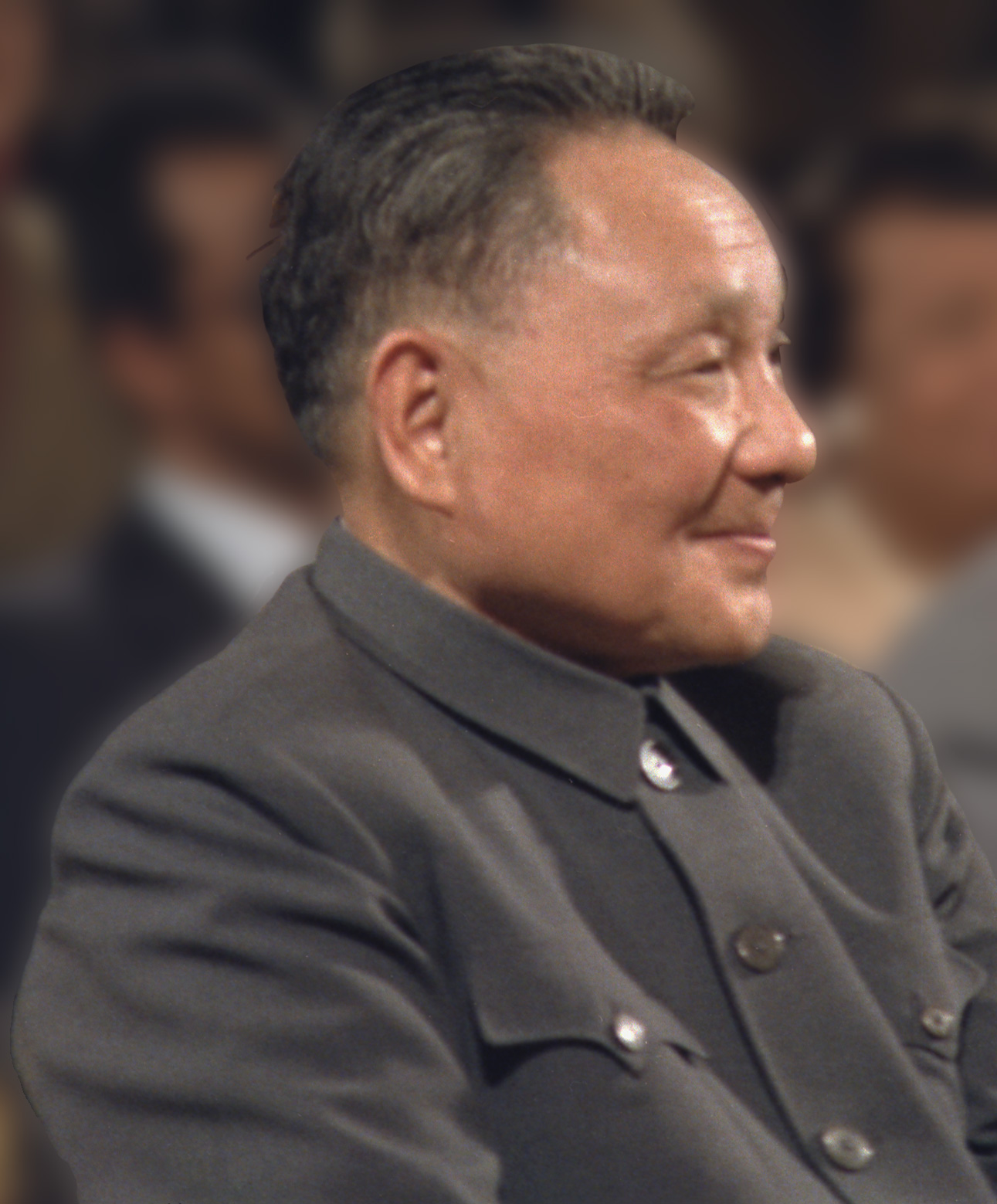
Deng Xiaoping, successore di Mao Tse-tung alla guida del Paese e principale fautore dell'apertura della Cina all'economia mondiale

L'economia cinese è la seconda maggiore economia al mondo per PIL (nominale) prodotto, alle spalle degli Stati Uniti d'America, mentre per PIL pro capite nominale è al 59º posto (2020).
Dal 1949, anno di fondazione della Repubblica Popolare, il governo portò avanti un modello di economia pianificata (计划经济) in stile sovietico, strutturato su piani quinquennali che determinavano gli obiettivi per agricoltura e industria. L'agricoltura venne collettivizzata, la terra divenne proprietà dello Stato, i mercati locali aboliti e la maggior parte delle industrie di settori strategici passò sotto diretto controllo statale. Tuttavia, i piani economici non portarono i risultati sperati.
Alla morte di Mao nel 1976 seguirono diverse vicende politiche interne al Partito Comunista, che si conclusero con l'elezione di Deng Xiaoping a segretario generale. Sotto la sua influenza, dal 1978-1979 il sistema politico-economico cinese abbandonò il modello pianificato in favore del socialismo con caratteristiche cinesi (有中国特色社会主义). Con questa espressione, coniata da Deng, si indica un sistema statale basato sue due principi cardine: da un lato il monopolio del Partito Comunista sulla sfera politica, dall'altro l'apertura del sistema economico a principi del libero mercato. Si tratta di un processo graduale che ebbe inizio a partire dalle ZES o Zone Economiche Speciali (经济特区), una selezione di province cinesi in cui vennero applicate in via sperimentale le prime riforme di apertura del mercato. In concomitanza con l'avvio del programma delle "quattro modernizzazioni" 四个现代化 (agricoltura, industria, scienza e tecnologia, apparato militare), questo segnò l'avvio di un lungo processo di crescita economica durato oltre trent'anni, basato tra gli altri su due fattori chiave: la grande quantità di manodopera a basso costo disponibile sul mercato del lavoro e il gran numero di investimenti diretti effettuati da compagnie straniere, attratte dalle possibilità offerte dalla delocalizzazione produttiva delle loro strutture in Cina. Un altro fattore chiave da considerare è, secondo alcuni, la svalutazione competitiva del renminbi (人民币) che ha caratterizzato questo lungo periodo.

Tasso percentuale di crescita annuale del PIL cinese dal 1980 al 2015

La borsa di Shanghai è la quinta a livello mondiale per capitalizzazione complessiva. Dopo oltre due decenni di crescita del PIL con valori superiori al 10% negli ultimi anni l'economia cinese continua a crescere, ma a un tasso ridotto, che nel 2015 ha raggiunto il minimo storico (le stime sono ancora incerte, a seconda delle fonti oscillano tra il 4% e il 7%).
Il 1º dicembre 2015 il renminbi cinese è divenuto una delle sei valute di riserva approvate dal FMI: la direzione del FMI ha motivato questa decisione asserendo che, oltre al fatto che nel 2014 le esportazioni della Cina hanno totalizzato il 12,4% degli scambi internazionali mondiali, il renminbi ottempera al requisito di essere una valuta "ampiamente utilizzata" nelle transazioni internazionali.

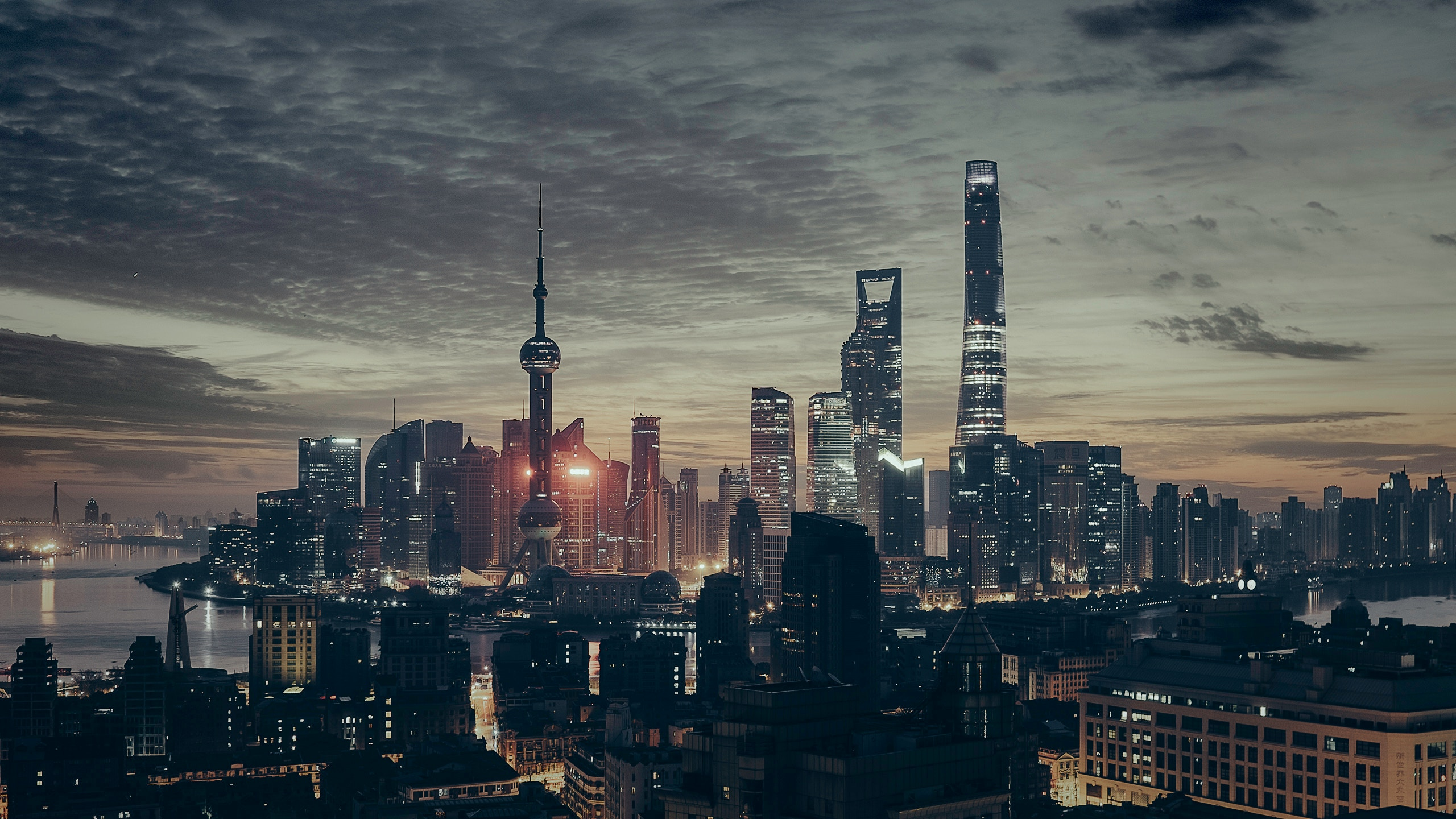
Shanghai, cuore finanziario della Cina, 2016.

Il Paese ha anche sperimentato un impressionante sviluppo delle proprie infrastrutture e trasporti. Tuttavia fino al 2004 la Costituzione cinese non riconosceva la proprietà privata. Ai cinesi è concesso acquistare beni e immobili, ma la terra rimane tuttora proprietà unicamente dello Stato, che la può affidare ai contadini con contratti di usufrutto della durata massima di novant'anni.
Il sistema energetico è ancora inefficiente: sebbene negli ultimi decenni del Novecento e nei primi del duemila la Cina sia il maggior consumatore mondiale di elettricità, ha bisogno di molta più energia della media dei Paesi OCSE per svolgere gli stessi processi industriali e circa il 70% della produzione viene dalle centrali a carbone, il combustibile fossile di cui la Cina è più ricca (i maggiori giacimenti si trovano nello Xinjang). Per ovviare a questo ritardo strutturale il governo sta promuovendo fortemente fonti di energia più pulite: la Cina è il secondo Paese al mondo per produzione di energia eolica dopo gli Stati Uniti e sfrutta molto anche il suo potenziale idroelettrico (degna di nota è la diga delle tre gole, la più grande al mondo); sono inoltre attive quattro centrali nucleari, per un totale di undici reattori e altri diciassette sono in costruzione con l'obiettivo di soddisfare il 6% del fabbisogno energetico con l'energia nucleare entro il 2020.

### Classi e disuguaglianze di reddito
La classe media cinese (definita come la popolazione con un reddito annuo compreso tra 10 000 e 60 000 dollari statunitensi) nel 2012 contava più di 300 milioni di individui. Secondo il rapporto Hurun il numero di miliardari in dollari statunitensi in Cina è aumentato da 130 del 2009 ai 251 del 2012, conferendo alla Cina il secondo numero più alto al mondo di miliardari. Nel 2012 il mercato al dettaglio nazionale della Cina si è attestato a più di 20 miliardi di yuan (3,2 miliardi di dollari statunitensi) e vede una crescita di oltre il 12% annuo, mentre il mercato dei beni di lusso si è ampliato enormemente, con il 27,5% della quota globale. Tuttavia negli ultimi anni la rapida crescita economica della Cina ha contribuito a una grave inflazione, che ha comportato una maggiore regolamentazione da parte del governo. La Cina accusa un elevato livello di disuguaglianza economica ed esso è aumentato negli ultimi decenni. Nel 2012 il coefficiente di Gini della Cina era 0,474.

## Infrastrutture

### Telecomunicazioni
Nel 2013 la Cina possedeva il maggior numero di cellulari attivi rispetto a qualsiasi Paese del mondo, con oltre 1 miliardo di utenti registrati a febbraio 2012. Il Paese conta anche il maggior numero al mondo di utenti di internet e della banda larga, con oltre 591 milioni al 2013, che corrispondono a circa il 44% della sua popolazione. Un rapporto dello stesso anno ha rilevato che la velocità media nazionale della connessione ad internet è 3,14 MB/s. Al luglio 2013 da sola contava il 24% dei dispositivi collegati a internet nel mondo.
China Telecom e China Unicom, i due maggiori fornitori di banda larga a livello mondiale, possiedono il 20% degli abbonati alla banda larga di tutto il mondo. Da sola China Telecom serve oltre 50 milioni di abbonati, mentre la China Unicom ne ha oltre 40 milioni. Diverse società di telecomunicazioni cinesi, in particolare Huawei e ZTE, sono state accusati di spionaggio a favore delle autorità militari cinesi.
Nel 2015 la Cina sta sviluppando un proprio sistema di navigazione satellitare, chiamato Beidou, che ha iniziato a offrire servizi di navigazione commerciale in Asia nel 2012 e si prevede che possa offrire una copertura globale entro il 2020.

### Trasporti

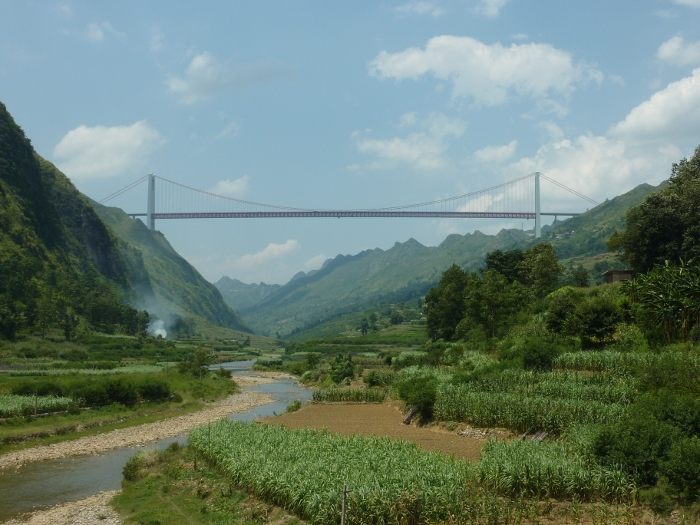
Il ponte sul fiume Baling è uno dei più alti del mondo

La rete stradale cinese si estende per una lunghezza complessiva di 1,87 milioni di km, concentrati maggiormente lungo la zona costiera, di cui 34300 km sono costituiti da strade a scorrimento veloce. A partire dagli anni novanta i collegamenti stradali sono notevolmente aumentati grazie alla costruzione di una rete autostradale che collega l'intera nazione, conosciuta come National Trunk Highway System (NTHS): alla fine del 2011 si contano in Cina 53000 km di autostrade il che rende il sistema autostradale più lungo del mondo. Nel 1991 vi erano solo sei passaggi sul tratto principale del fiume Yangtze, che taglia in due il Paese; nell'ottobre 2014 se ne contavano ottantuno tra ponti e gallerie.
La Cina vanta il più grande mercato automobilistico al mondo, dopo aver superato gli Stati Uniti sia nelle vendite di auto sia della produzione. Nel 2009 le vendite di automobili hanno superato i 13,6 milioni e si stima che raggiungano i 40 milioni entro il 2020. Un effetto collaterale della rapida crescita della rete stradale della Cina è stato un aumento significativo degli incidenti stradali, anche a causa delle regole della strada mal applicate; solo nel 2011 circa 62 000 cinesi sono morti in incidenti stradali. Nelle aree urbane le biciclette rimangono un comune mezzo di trasporto, nonostante la crescente prevalenza di automobili. Al 2012 si contavano circa 470 milioni di biciclette nel paese.

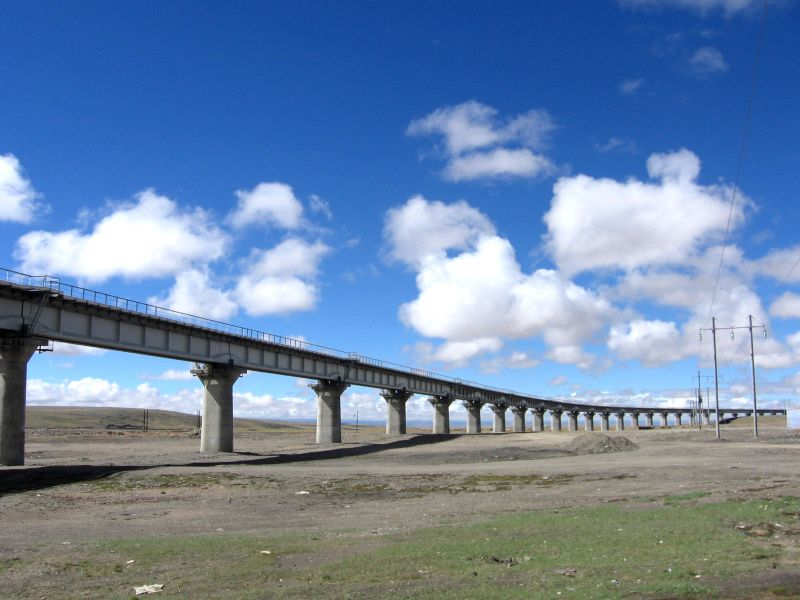
Tratto della ferrovia del Qingzang

Le ferrovie della Cina, di proprietà dello Stato, sono tra le più trafficate del mondo. Il treno costituisce, insieme agli autobus, il mezzo di trasporto più frequentato anche per le tratte lunghe, vista la relativa onerosità dei viaggi aerei. Lo sviluppo del sistema ferroviario, monopolizzato dallo Stato, è stata la risposta privilegiata alla crescente domanda di trasporti che ha accompagnato lo sviluppo economico cinese ed è per questo che molti centri urbani in forte crescita si stanno dotando di trasporti pubblici su rotaie. Nel 2006 le ferrovie cinesi gestivano un quarto del volume di traffico ferroviario di tutto il mondo. Dal 2013 il paese vanta 103144 km di ferrovia, la terza rete più lunga del mondo. Tutte le province e le regioni sono collegate alla rete ferroviaria, ad eccezione di Macao. Le ferrovie si sforzano di soddisfare l'enorme domanda, in particolare durante la festa del Capodanno cinese, quando si realizza la più grande migrazione umana annuale del mondo.
Nel 2013 le ferrovie cinesi permisero 2 106 milioni spostamenti di utenti, generando 1 059,56 passeggeri per chilometro e trasportarono 3 967 milioni di tonnellate di merci, generando 2 917,4 tonnellate di merci per chilometro. È degna di nota la ferrovia del Qingzang, inaugurata nel 2006 a coronamento di un progetto iniziato negli anni cinquanta, che collega Lhasa, capitale del Tibet, al resto della rete nazionale: è la strada ferrata più alta del mondo, sviluppandosi per l'80% del suo percorso oltre i 4 000 metri e toccando i 5072 m a Tang Gu La, ed è per questo anche una delle infrastrutture ferroviarie di più alto livello tecnologico.

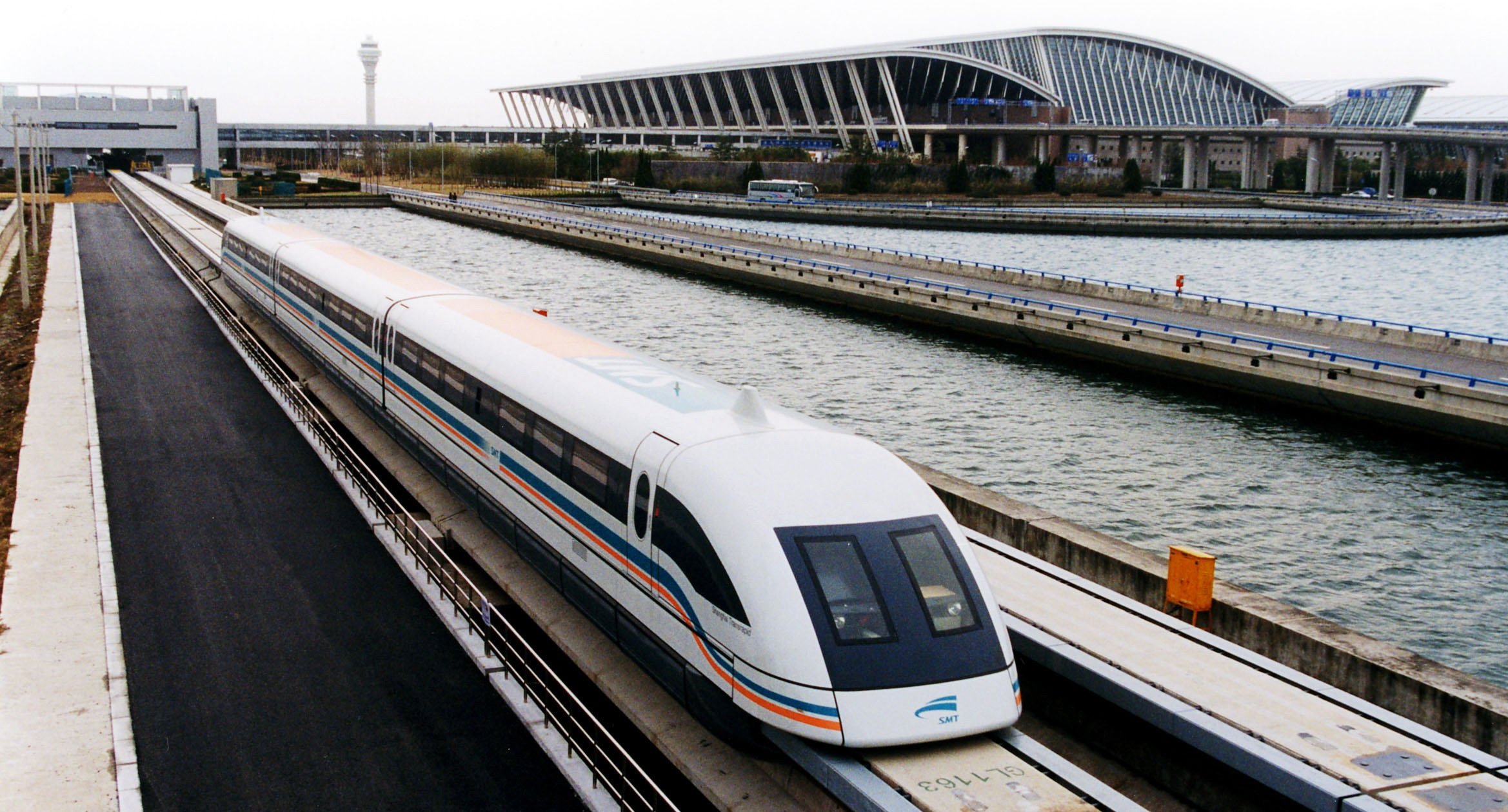
Il transrapid di Shanghai

La ferrovia ad alta velocità in Cina, costruita a partire dai primi anni 2000, nel 2013 contava una rete di 11028 km ed era la rete di ferrovia ad alta velocità più lunga al mondo. La rete comprende la ferrovia Pechino-Canton-Shenzhen-Hong Kong, la singola linea ad alta velocità più lunga al mondo, e la linea ad alta velocità Pechino-Shanghai, che ha tre dei più lunghi ponti ferroviari di tutto il mondo. Si prevede che la rete ad alta velocità possa raggiungere i 16000 km complessivi entro il 2020. Il Transrapid di Shanghai, che raggiunge 431 km/h, è il più veloce servizio ferroviario commerciale nel mondo.

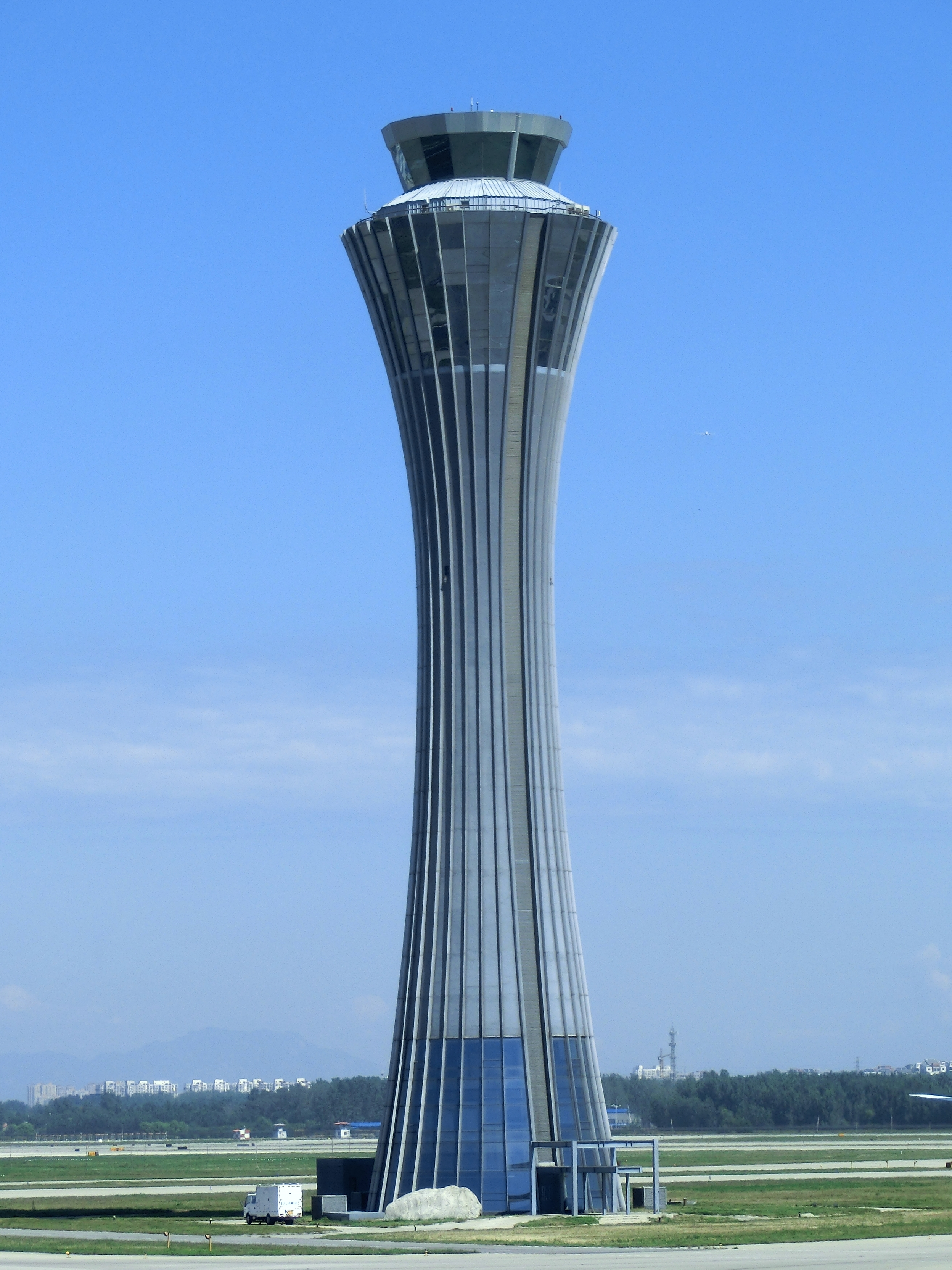
Il terminal 3 dell'Aeroporto di Pechino-Capitale

A partire da maggio 2014 venti città cinesi possiedono sistemi di trasporto pubblico urbano, con una dozzina di città che le raggiungeranno entro il 2020. La metropolitana di Shanghai, la metropolitana di Pechino, la metropolitana di Canton, la MTR di Hong Kong e la metropolitana di Shenzhen sono tra le più lunghe e le più trafficate del mondo. Hanno costruito una rete metropolitana, nell'ordine: Pechino (1969), Hong Kong (1979), Tientsin (1980), Shanghai (1995), Canton (1999), Changchun (2002), Dalian (2003), Shenzhen (2004), Wuhan (2004), Nanchino (2005) e Chongqing (2005), Shenyang (2009), Chengdu e Foshan (2010), Xi'an (2011), Hangzhou, Suzhou e Kunming nel 2012, Harbin e Zhengzhou nel 2013, nel 2014 è la volta di Changsha, Ningbo, Wuxi, Qingdao e Nanchang (2015), nel 2016 il servizio di metropolitana si avvia a Nanning, Fuzhou, Hefei e a Dongguan, nel 2017 tocca a Shijiazhuang, Guiyang e Xiamen, inaugura nel 2018 a Ürümqi e l'ultima inaugurata è la metropolitana di Lanzhou il 20 giugno 2019.
Nel 2016 la rete aeroportuale della Cina era composta da 218 aeroporti civili e nello stesso anno veniva superata per la prima volta la quota di un miliardo di passeggeri annui. Nel 2013 più di due terzi degli aeroporti in costruzione in tutto il mondo erano in Cina e la statunitense Boeing si aspetta che la flotta cinese degli aerei commerciali possa crescere dai 1 910 aeromobili del 2011 ai 5 980 nel 2031. Con la rapida espansione nel settore dell'aviazione civile, i maggiori aeroporti della Cina sono stati inseriti nelle liste degli aeroporti più trafficati al mondo. Nel 2013 l'aeroporto di Pechino-Capitale si piazzava al secondo posto per traffico passeggeri al mondo (nel 2002 copriva la 26ª posizione). Nel 2010 l'aeroporto internazionale di Hong Kong e l'aeroporto internazionale di Shanghai-Pudong erano al primo e al terzo posto nel trasporto merci.
Circa l'80% dello spazio aereo della Cina rimane limitato per uso militare e le compagnie aeree cinesi sono tra le meno efficienti tra le compagnie asiatiche in termini di ritardi. La Cina possiede inoltre 2 000 porti marittimi e fluviali, 130 circa dei quali sono aperti ai traffici internazionali. Nel 2012 i porti di Shanghai, di Hong Kong, di Shenzhen, di Ningbo-Zhoushan, di Guangzhou, di Qingdao, di Tianjin e di Dalian erano classificati tra i primi al mondo nel traffico container e merci.

Il porto di Shanghai

Il 23 ottobre 2018 è stato aperto il Ponte Hong Kong-Zhuhai-Macao, il ponte più lungo del mondo.

## Ambiente

Le principali regioni della Cina

Il territorio cinese, quarto Paese del mondo per estensione, varia in altitudine dal livello del mare, ad est, alla vetta dell'Everest (la montagna più alta del mondo), al confine con il Nepal. Le regioni meridionali confinanti con Laos, Vietnam e Myanmar sono ricoperte da foreste pluviali tropicali, mentre in Mongolia Interna sul permafrost del Grande Khingan cresce una vegetazione simile alla tundra. La Cina ospita inoltre le più importanti zone umide dell'Estremo Oriente, il più lungo fiume dell'Asia (il Fiume Azzurro) e le sorgenti di due fiumi di inestimabile importanza per centinaia di milioni di persone dell'Asia meridionale e sud-orientale, ossia il Brahmaputra e il Mekong. Tuttavia un quinto della Cina è coperto anche da deserti, soprattutto nel nord-ovest del Paese, e aride steppe ricoprono vaste zone dei monti Altai, Tian Shan e Kunlun nell'estremo ovest, regioni che non possono essere raggiunte né dal monsone di sud-ovest, bloccato dall'altopiano tibetano, né da quello di sud-est, che non raggiunge la zona per la notevole distanza dal mare. Questa gran diversità di topografia e habitat ha portato a un notevole sviluppo della vita vegetale e animale.

### Foreste
In Cina si riscontra una gran varietà di foreste. Sia nelle zone nord-orientali che in quelle nord-occidentali si innalzano montagne ricoperte da gelide foreste di conifere in cui vivono animali come l'alce e l'orso dal collare, oltre a circa 120 specie di uccelli. Nelle foreste di conifere più umide spesso si sviluppano boschetti di bambù, rimpiazzati, ad altitudini più elevate, da boscaglie di rododendri, ginepri e tassi. Le foreste subtropicali, che dominano le regioni della Cina centrale e meridionale, sono il regno di circa 146 000 specie vegetali, ma anche del famoso panda gigante, del rinopiteco dorato e della tigre della Cina meridionale. Le foreste pluviali tropicali e quelle monsoniche, confinate allo Yunnan e ad Hainan, contengono circa un quarto di tutte le specie vegetali e animali della Cina.
La Cina ha aumentato la copertura forestale del 40% tra il 1990 e il 2020.

### Praterie
Le praterie ricoprono circa un terzo della superficie totale della Cina. Di queste le più vaste e fertili sono concentrate quasi tutte in Mongolia Interna, Ningxia, in alcune zone del Qinghai e in Tibet. Queste distese erbose sono l'habitat principale di tre specie a rischio di estinzione: il cavallo di Przewalski, l'asino selvatico asiatico e il cammello della Battriana (l'antenato dei cammelli domestici). Spesso gli animali selvatici entrano in competizione diretta con quelli domestici e perciò i carnivori presenti nell'area vengono avvelenati o catturati con trappole; molto frequenti sono anche gli incendi appiccati volutamente dall'uomo per incrementare le zone di pascolo. Tale pratica è stata recentemente vietata dal governo, ma nelle aree più remote la legge è difficile da far rispettare.

### Ecosistemi d'acqua dolce

Fiume Lijiang

Gli habitat d'acqua dolce ricoprono un ruolo importantissimo in Cina e un'altissima percentuale della popolazione dipende direttamente dalle zone umide, paludi, fiumi e laghi per l'attività economica, l'irrigazione e l'acqua potabile. Sei dei più importanti fiumi del mondo nascono dagli altopiani della Cina occidentale. Il Fiume Giallo (Huang He), il Fiume Azzurro (Chang Jiang), il Lancang Jiang (Mekong) e il Salween nascono dalle zone orientali dell'altopiano del Tibet-Qinghai, mentre l'Indo e il Brahmaputra da quelle meridionali. Questi fiumi sono una fonte inesauribile di acqua, utilizzata sia per bere sia a scopo agricolo, ma anche un'importantissima via di comunicazione; non bisogna inoltre dimenticare l'importanza culturale e religiosa che rivestono per circa due miliardi di abitanti di Cina, India, Pakistan, Bangladesh e Asia sud-orientale. I fiumi suddetti danno origine a molte delle migliaia di laghi d'acqua dolce della regione.
Nel nord-est si trova la maggior parte delle paludi d'acqua dolce della Cina. Un'area di 20 000 chilometri quadrati della pianura di Sanjiang, nell'Heilongjiang, è essenzialmente una distesa di laghi d'acqua dolce poco profondi e di letti fluviali dove i fiumi Heilongjiang, Sungari e Wusuli si riuniscono insieme. Questo ecosistema si riscontra anche nel Jilin, nel Liaoning e in Mongolia Interna. Una delle più note aree protette di palude è la riserva naturale di Zhalong, un'area di 2 000 chilometri quadrati, creata nel 1979 per proteggere i siti di nidificazione della gru della Manciuria e di altri uccelli che vi trascorrono l'inverno. Queste paludi sono anche di grande valore per la raccolta di canne, la maggior parte delle quali viene trasformata in pasta per carta. Gli uccelli acquatici possono vivere nei terreni di raccolta delle canne, almeno ai livelli attuali, dando vita a un connubio tra conservazione della natura e sviluppo economico. Nel Sichuan occidentale le paludi offrono terreno di nidificazione alle gru collonero e alle oche indiane.
Tra i laghi della Cina vi sono le più famose zone umide dello Stato: il Poyang Hu, nel Jiangxi, e il Dongting Hu, nell'Hunan. Il Dongting Hu, il secondo lago d'acqua dolce più grande della Cina, è di estrema importanza per varie specie di animali selvatici, come il lipote e lo storione cinese, ma anche per molti uccelli acquatici che vi svernano. Il Poyang Hu è formato da un complesso di laghetti e zone paludose la cui estensione varia stagionalmente; le inondazioni estive rendono fertilissimo il terreno circostante in autunno e tale caratteristica attrae sia i contadini che gli uccelli migratori. L'importanza dell'area è difficile da sopravvalutare, dato che questi laghi costituiscono l'habitat di svernamento per la quasi totalità della popolazione globale di gru siberiana (circa duecento esemplari), così come per cinquecentomila uccelli che fanno del Poyang Hu la propria dimora durante i mesi invernali. Tuttavia dal 2000 alcuni dei più grandi laghi del Poyang sono rimasti in secca alla fine dell'autunno e gli uccelli acquatici si sono ritrovati con una minore disponibilità di cibo.

### Laghi d'acqua salata
Circa metà dei laghi della Cina sono salati e anche questi, come quelli d'acqua dolce, offrono rifugio a moltissimi uccelli acquatici. Quasi tutti sono concentrati nella Cina nord-occidentale, nei bacini endoreici dell'altopiano tibetano settentrionale e del bacino del Qaidam. Il più grande di essi è il Qinghai, uno specchio d'acqua di 4426 km² che ogni estate attrae migliaia di uccelli, compresi i cormorani, i gabbiani del Pallas, le oche indiane e le avocette bianche e nere. Allo stesso modo il bacino del Tarim, nello Sinkiang, dà sostentamento a una delle più grandi popolazioni di cicogne nere della Cina. La zona dell'altopiano di Ordos, in Mongolia Interna, così come il Taolimiao-Alashan Nur (un lago dello Xinjiang), offre terreno di nidificazione al raro gabbiano relitto. La maggior parte di questi laghi e paludi varia di livello a seconda delle stagioni ed è minacciata dal sempre più consistente bisogno d'acqua per l'utilizzo umano.

### Zone umide costiere

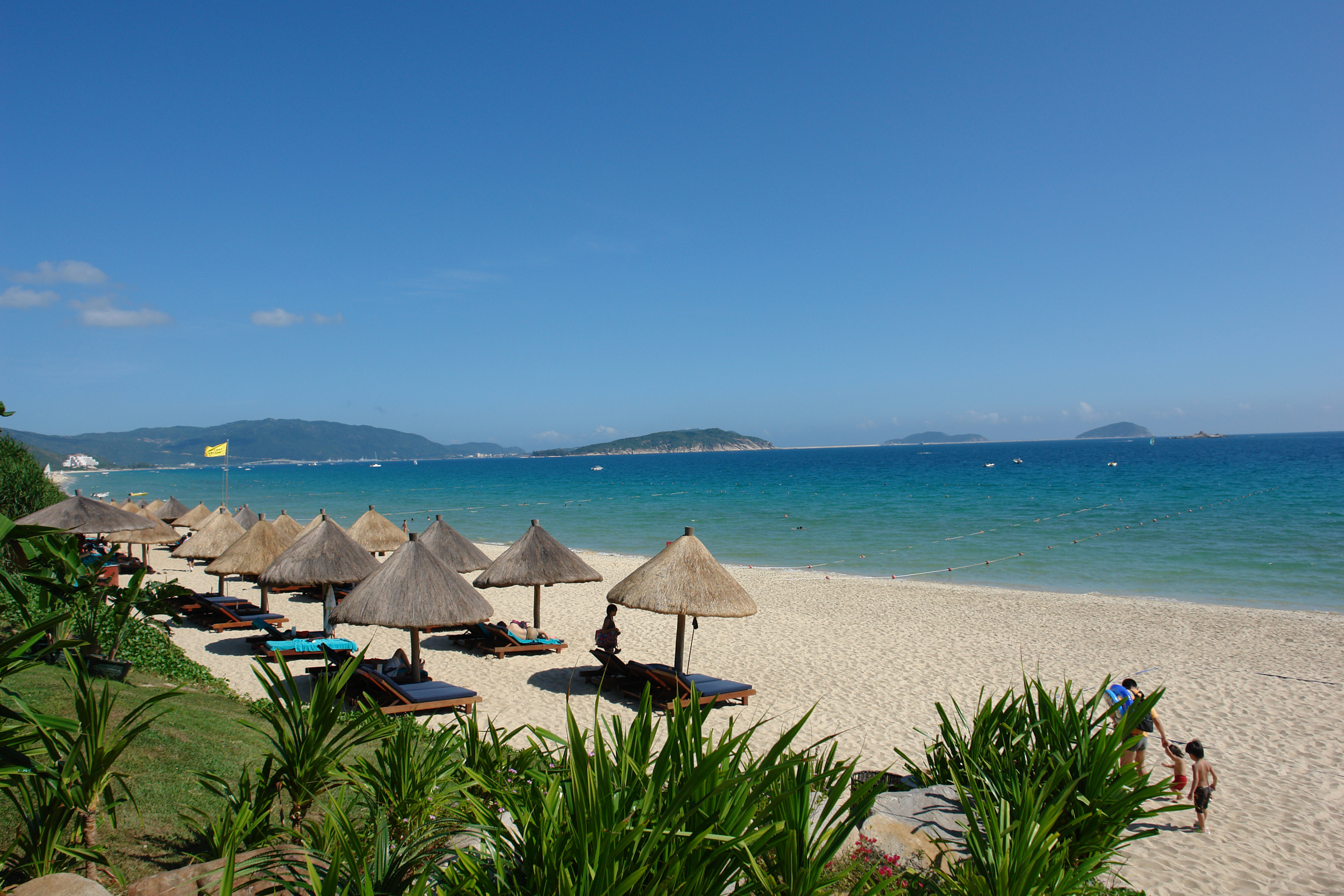
Spiagge sul mar Cinese Meridionale

La linea costiera della Cina si snoda per circa 18000 km e si estende dal golfo di Bohai, gelato in inverno, alle acque tropicali del mar Cinese Meridionale. Le zone umide costiere sono un'importante zona di sosta per gli uccelli che seguono la rotta migratoria tra la Siberia e l'Australia. L'isola di Chongming, nel delta del Fiume Azzurro, presso Shanghai (la più grande città della Cina e una delle regioni a maggior sviluppo demografico) gioca un'importanza vitale per questi migratori.

## Cultura

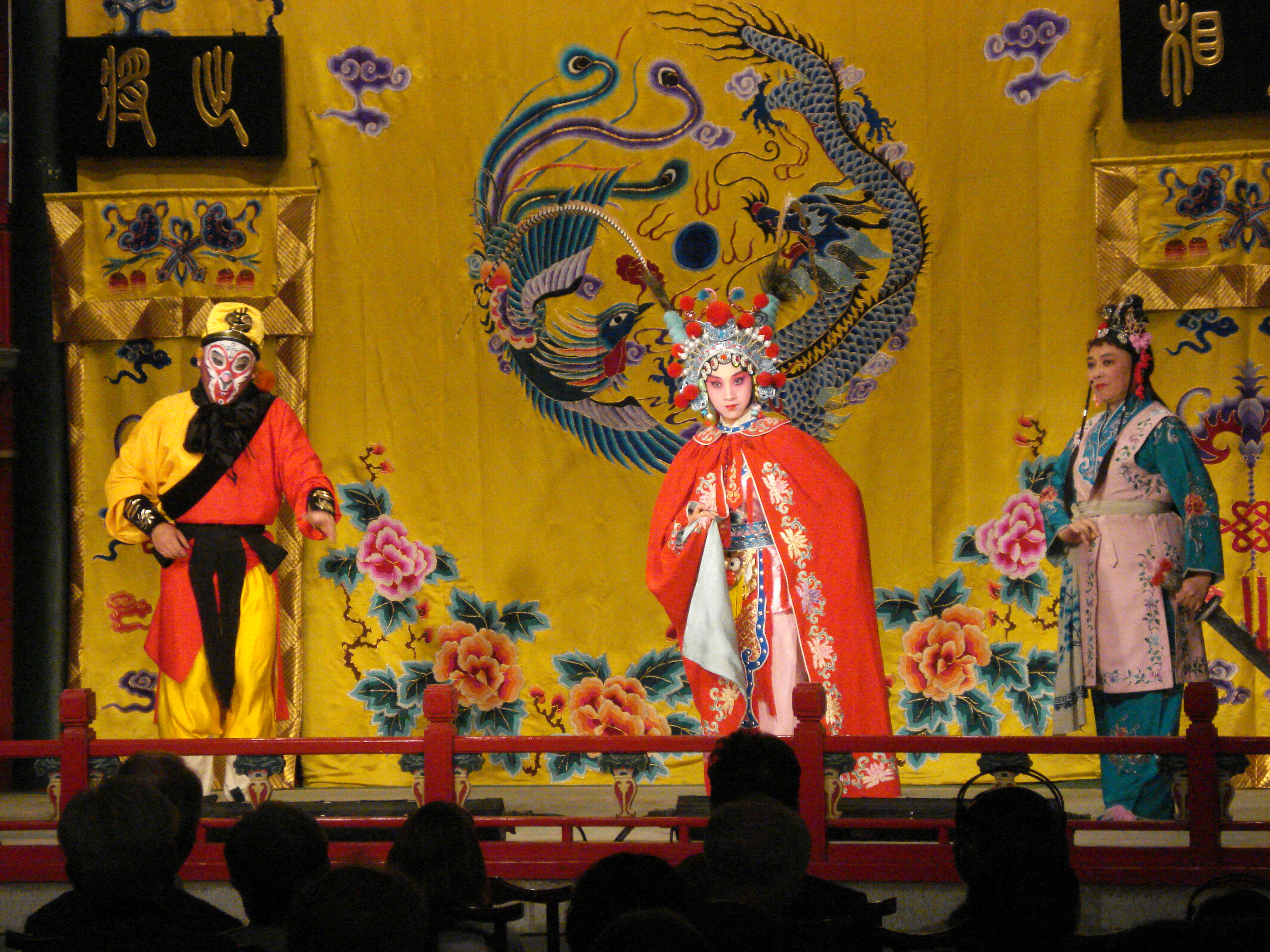
Rappresentazione all'opera di Pechino

Fin dai tempi antichi la cultura cinese è stata fortemente influenzata dal confucianesimo e dalle correnti filosofiche. Per gran parte del periodo dinastico la possibilità di scalare la piramide sociale era correlata all'ottenere un buon risultato nel prestigioso esame imperiale, istituzione che risale alla dinastia Han. L'enfasi dell'esame scritto ha influenzato la percezione generale della raffinatezza culturale, portando a ritenere che la calligrafia, la poesia e la pittura fossero forme d'arte superiori alla danza e al teatro. La cultura cinese ha sempre sottolineato un profondo senso della storia e della prospettiva dell'introspezione nazionale. Gli esami meritrocratici sono ancora molto apprezzati nella Cina odierna.
I primi leader della Repubblica Popolare Cinese erano nati durante il tradizionale ordine imperiale, ma furono influenzati dal movimento del 4 maggio e dagli ideali riformisti. Pertanto cercarono di modificare alcuni aspetti tradizionali della cultura, come il possesso della terra, il sessismo e il sistema di istruzione di stampo confuciano; conservando invece altre caratteristiche come la struttura familiare e l'obbedienza allo Stato. Alcuni osservatori hanno visto il periodo successivo alla costituzione della RPC del 1949 come continuazione della tradizionale dinastica cinese, mentre altri hanno sostenuto che il Partito Comunista abbia danneggiato le fondamenta della cultura cinese, in particolare attraverso la rivoluzione culturale del 1960 che ha radicalmente modificato molti aspetti tradizionali della cultura, classificandoli come "regressivi o dannosi" e "vestigia feudali". Molti aspetti importanti della cultura e morale cinese, come il confucianesimo, l'arte, la letteratura e le arti dello spettacolo, come l'opera di Pechino, hanno subito modifiche per essere conformi con le politiche governative e di propaganda.
Il governo ha accettato numerosi elementi della cultura tradizionale cinese come parte integrante della società. Con l'ascesa del nazionalismo e la fine della rivoluzione culturale si è assistito a una forte ripresa delle varie forme d'arte della letteratura, della musica, del cinema, della moda e dell'architettura e l'artigianato ha suscitato un grande interesse nazionale e internazionale.

### Arte

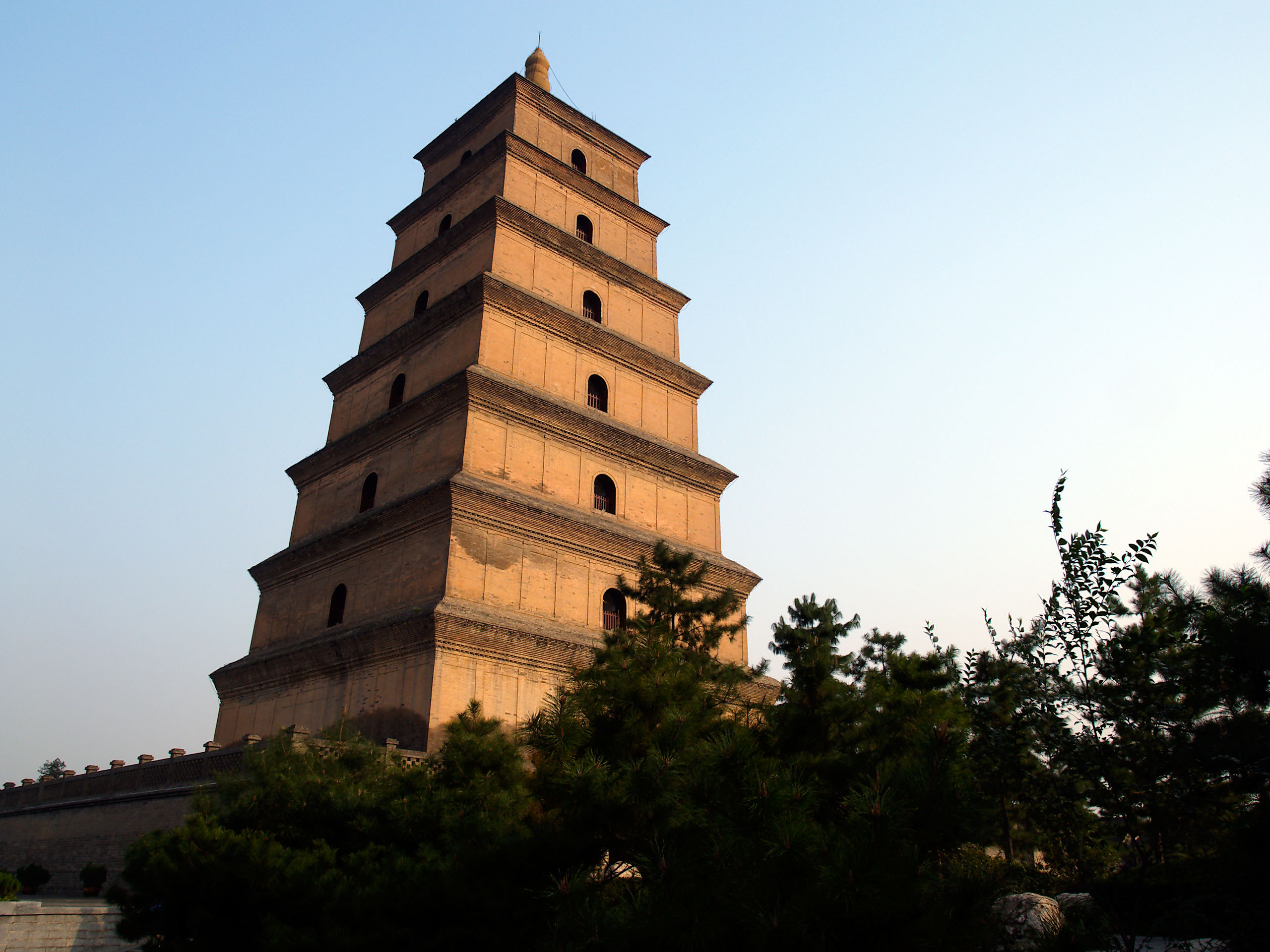
La Pagoda della Grande Oca Selvatica, costruita a Xi'an nel VII secolo, durante la dinastia Tang

L'architettura cinese tradizionale è stata influenzata dall'arte greco-buddhista del I secolo d.C. Le costruzioni erano realizzate generalmente in legno e mattone, le colonne solitamente erano dotate di una base molto alta e prive di capitello. I tetti presentavano spesse gronde leggermente ricurve e rivolte verso l'alto. Vi sono varie decorazioni policrome, come piastrelle, tegole, intarsi, campane e stucchi, dotati di una vasta varietà di dettagli. Dopo l'avvento della RPC l'architettura ha subito un processo di rimodernamento e dal 1980 ha iniziato a diversificarsi.

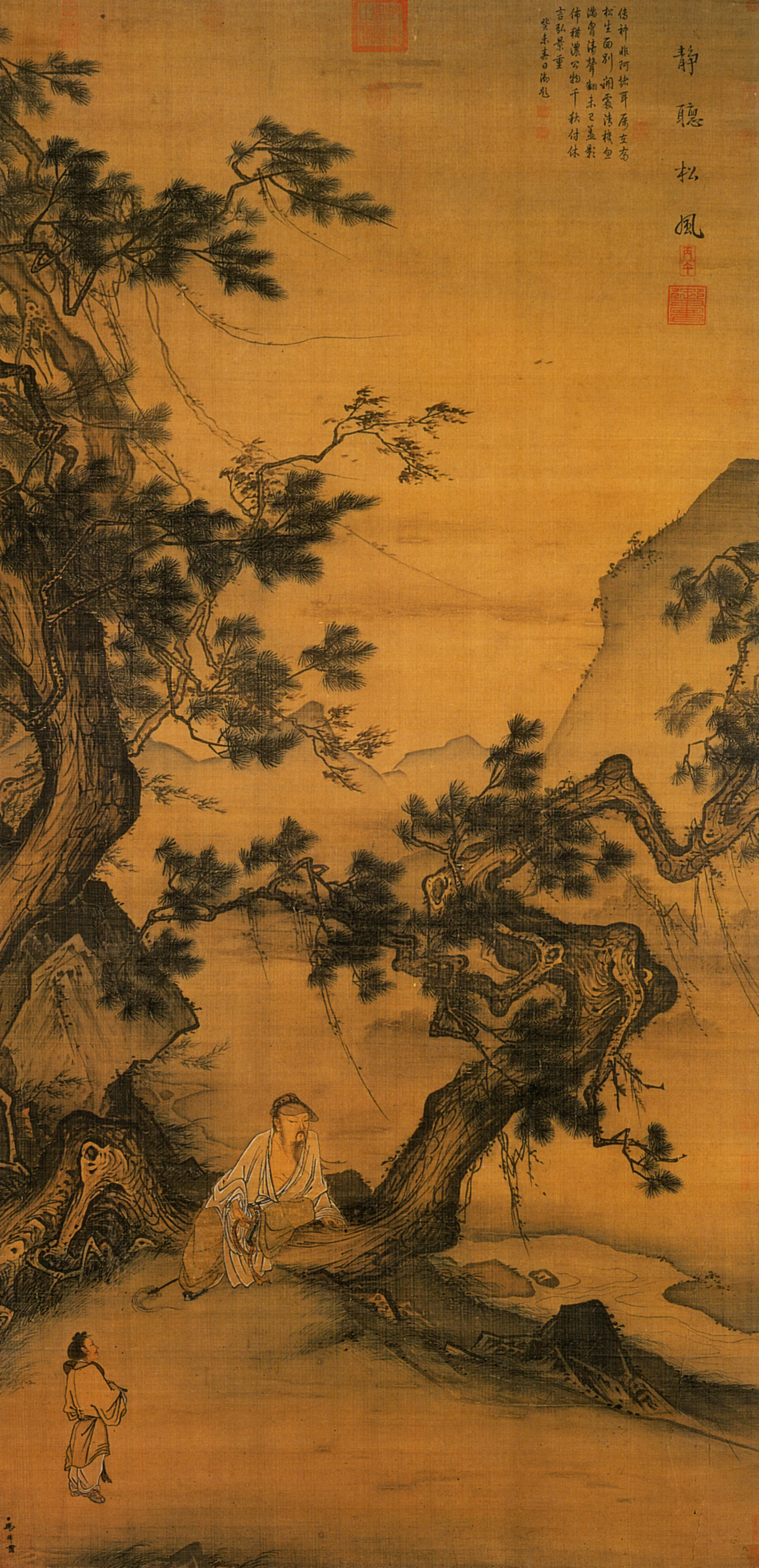
Ascoltando tranquillamente il vento tra i pini, di Ma Lin (XIII secolo), pittura su seta,

La nascita della pittura cinese si stima sia avvenuta circa 5 000 anni fa, quando i cinesi disegnavano immagini di esseri umani e animali nelle rocce grazie a coloranti minerali e compivano delle decorazioni su vari oggetti di ceramica. I disegni si sono poi evoluti in motivi mistici su pezzi bronzo. Le prime pitture su seta che sono giunte fino a noi, si presume che siano state dipinte circa 2 000 anni addietro. I primi dipinti avevano come soggetto figure umane a raffigurazioni di paesaggi con uccelli e piante. A partire dal XVII secolo i dipinti provenienti dall'Europa sono stati introdotti nella Cina e questo tipo di arte venne chiamata "pittura occidentale" mentre l'arte nazionale assunse la denominazione di "pittura tradizionale cinese". In Estremo Oriente la rappresentazione dei paesaggi rurali è stata l'oggetto predominante dell'arte.

### Patrimoni dell'umanità
Il patrimonio culturale della Cina è testimoniato anche dalla presenza di siti (oltre 50) che risultano iscritti nella Lista dei patrimoni dell'umanità dell'UNESCO.

### Cinema
Il cinema ha fatto il suo ingresso in Cina nel 1896 e la prima produzione cinese è stata realizzata nove anni più tardi, nel 1905: Il monte Dingjun, una registrazione di un'opera di Pechino. Mentre durante ventesimo secolo il cinema è progredito in occidente, in Cina in pochi decenni è passato dal successo iniziale alla decadenza, riflettendo la situazione politica del Paese. Con la liberalizzazione del 1970 i film cinesi cominciarono ad apparire all'estero. Nel 1997 la Fabbrica dei sogni di Feng Xiaogang è diventato il primo film cinese a ottenere successo commerciale e di critica in Occidente. Tutti i film, anche stranieri, prima di essere proiettati nel Paese devono essere approvati dal Consiglio di Stato, il quale spesso interviene censurando alcune scene. Sette dei dieci film di maggior successo sono produzioni nazionali. L'industria cinematografica è in continua ascesa; Lost in Thailandia (2012) è stato il primo film a incassare più di un miliardo di yuan.
Tra gli illustratori e designer cinesi che si sono affermati tra il XX e il XXI secolo si ricorda Tyrus Wong, che lavorò anche per la Walt Disney Productions e creatore del personaggio di Bambi.

### Musica
Anche nel campo musicale il popolo cinese ha espresso importanti contributi e la musica cinese si è evoluta anche nel corso dei tempi moderni.

### Danza
Per quanto concerne la danza si ricordano due particolari tipi di danza cinese: la Danza del leone e la Danza del drago. "Danza cinese" è un "termine generale" per la danza classica cinese, la danza popolare cinese e la danza popolare, ed è anche usato per riferirsi al termine generale per le discipline di danza cinesi che non sono state ancora suddivise.
La danza cinese è stata fondata negli anni '50. La formazione di base si basa sul sistema di allenamento del balletto e integra tecniche e abilità come arti marziali cinesi, opera tradizionale e acrobazie popolari come mani, occhi, corpo, gioco di gambe e passi; over è l'abilità nazionale della danza cinese Nel processo di salto: torcersi, inclinarsi, capovolgersi, schivare, aprirsi, saltare e muoversi. Anche le girelle laterali in aria hanno nuovi sviluppi.

### Letteratura

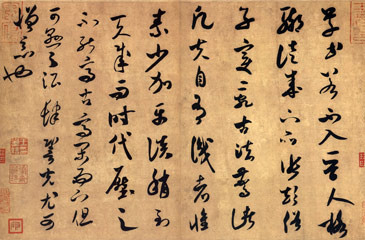
Poema di Mi Fu dell'epoca della dinastia Song

La letteratura cinese è nata come un modo per preservare le memorie e le divinazioni sugli ossi oracolari. La vasta collezione di libri che sono stati conservati a partire dalla dinastia Zhou dimostrano la loro prestigio intellettuale. L'epoca della dinastia Zhou è spesso vista come un importante sviluppo culturale della Cina. I cinque punti cardinali erano alla base di quasi tutti i principali studi. I concetti trattati dai testi classici cinesi presentano una vasta gamma di argomenti, tra cui la poesia, l'astrologia, l'astronomia, il calendario e le costellazioni. Molti dei concetti tipici cinesi, come lo yin e yang, il qi e i quattro pilastri del destino in relazione con il cielo e la terra, sono stati teorizzati nei periodi dinastici. Alcuni dei più importanti scritti antichi sono I Ching e Shujing nei Quattro Libri e nei Cinque Classici.
Il periodo di regno della dinastia Song fu anch'esso ricco di produzione di letteratura scientifica e ha visto la realizzazione di opere come Xin Yixiang Fayao di Su Song e Mengxi Bita di Shen Kuo. Sono state realizzate anche molte opere di storiografia e grandi enciclopedie, come Zizhi Tongjian di Sima Guang (1084) e i Quattro Grandi Libri dei Song completamente compilati e modificati nell'XI secolo.
Molti dei personaggi della letteratura cinese facevano parte del governo del Paese o ricoprivano importanti posizioni. Essi parlavano consapevolmente e talvolta proponevano e dirigevano nuove forme di governo. Nel XVII secolo gli autori cinesi produssero da soli più testi che il resto del mondo. Molti romanzi come i Quattro grandi romanzi classici fecero nascere innumerevoli storie di finzione. Alla fine della dinastia Qing la cultura cinese si avviò verso una nuova era in cui la scrittura era alla portata dei cittadini comuni. Hu Shih e Lu Xun sono stati pionieri della letteratura moderna. Nel 2000 Gao Xingjian ha vinto il premio Nobel per la letteratura grazie ai suoi romanzi, come La montagna dell'anima (1989), che è stata tradotta in diverse lingue. Il premio Nobel per la letteratura di Gao Xingjian ha suscitato polemiche nella Cina continentale. Alcune persone pensano che ci siano molti scrittori migliori in Cina, e ha vinto il premio per la sua posizione politica; alcune persone si oppongono all'affermazione del primo, credendo che abbia un significato positivo nella letteratura cinese.

### Filosofia

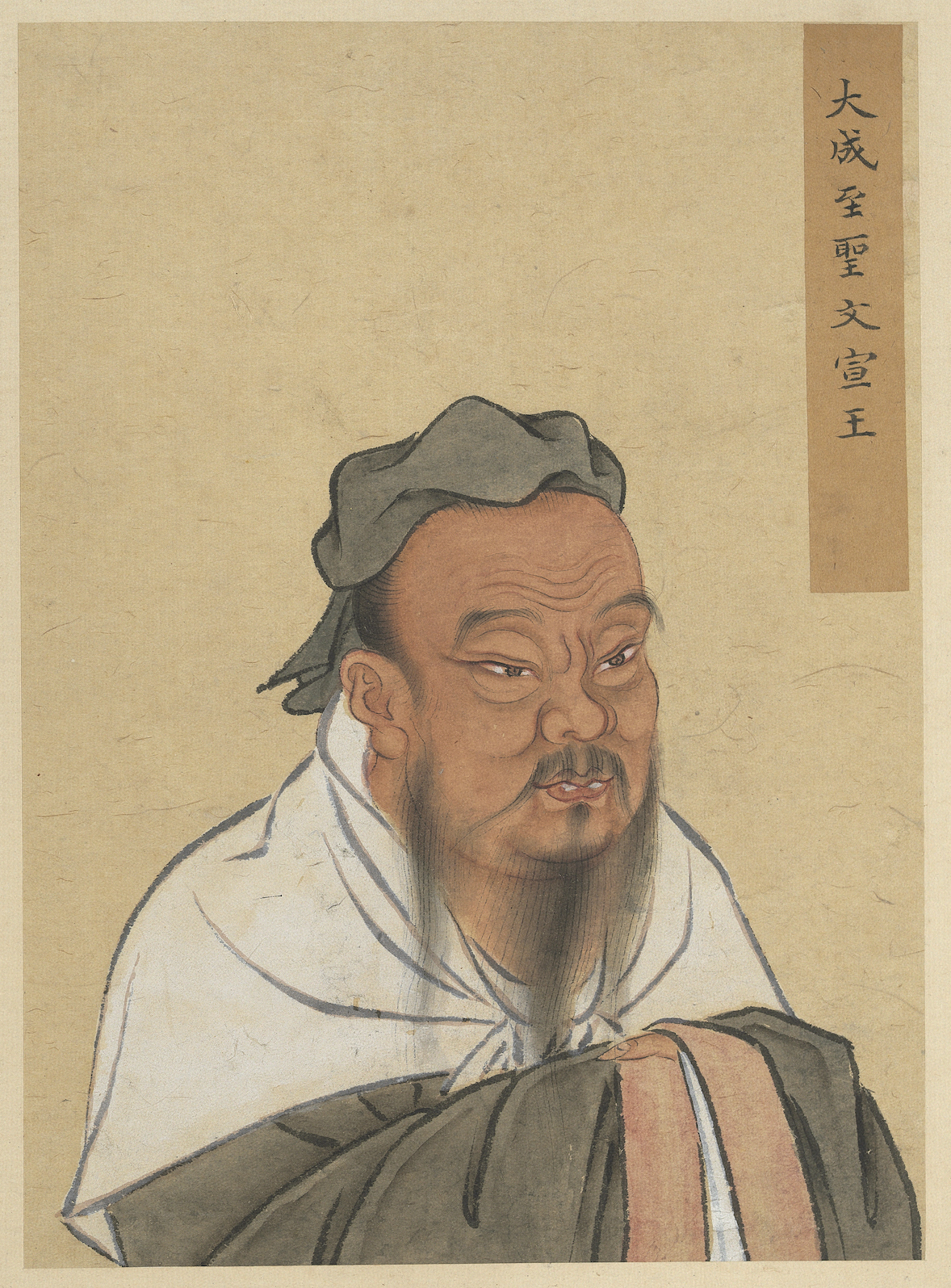
Ritratto di Confucio.

Uno dei più importanti filosofi cinesi fu Confucio da cui derivò il movimento di pensiero noto come confucianesimo.
Altri importanti filosofi cinesi sono Sun Tzu, generale che scrisse "l'arte della guerra" e Laozi, fondatore del taoismo.
Nel XX secolo si affermò la dottrina politica, ma fondata sul pensiero del presidente cinese Mao Zedong, nota come maoismo.

## Scienza e tecnologia

### Nella storia
La Cina è stata leader mondiale nel campo della scienza e della tecnologia fino dalla dinastia Ming. Antiche scoperte e invenzioni cinesi come la carta, la stampa, la bussola e la polvere da sparo si diffusero poi in Asia e in Europa. I matematici cinesi sono stati i primi a utilizzare i numeri negativi. Tuttavia, a partire dal XVII secolo, il mondo occidentale ha superato la Cina nello sviluppo scientifico e tecnologico. Le cause di questa grande divergenza continuano a essere discusse.
Dopo le ripetute sconfitte militari da parte delle nazioni occidentali nel XIX secolo i riformatori cinesi iniziarono la promozione della scienza moderna e della tecnologia come parte del movimento di auto-rafforzamento. Dopo che i comunisti presero il potere nel 1949 si è cercato di organizzare la scienza e la tecnologia basandole sul modello dell'Unione Sovietica, in cui la ricerca era in gran parte pianificata dal governo centrale. Dopo la morte di Mao nel 1976 la scienza e tecnologia sono state comprese nelle "quattro modernizzazioni" e il sistema accademico di ispirazione sovietica è stato gradualmente riformato.

### Nell'era moderna

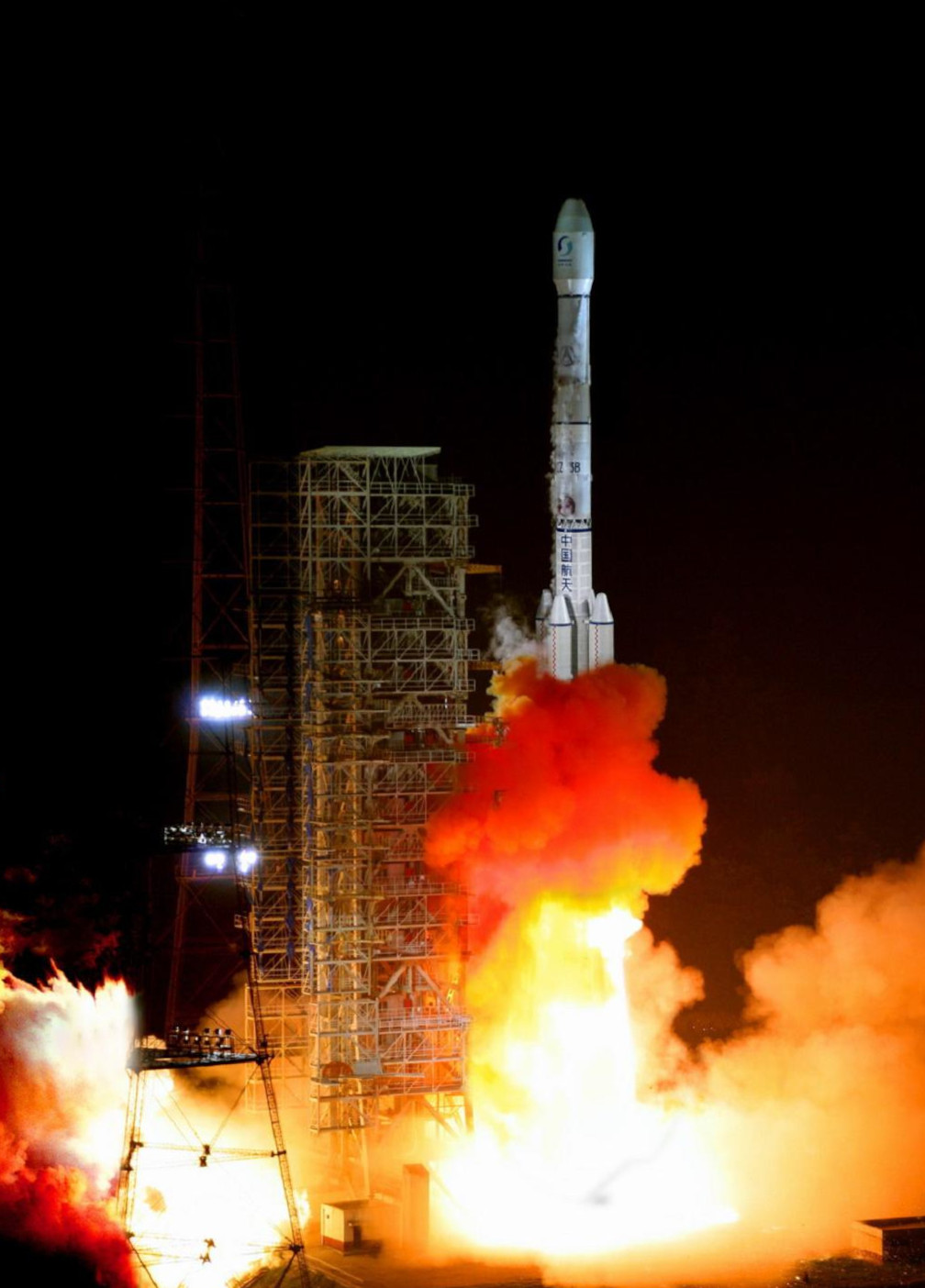
Il lancio di un razzo cinese Lunga Marcia 3B

Dalla fine della rivoluzione culturale la Cina ha fatto significativi investimenti nel campo della ricerca scientifica, con 163 miliardi di dollari spesi in ricerca e sviluppo nel 2012. La scienza e la tecnologia sono considerati di vitale importanza per la realizzazione economica del Paese e per i suoi obiettivi politici e talvolta esse vengono prese come fonte di orgoglio nazionale tanto che a volte si descrive come "tecno-nazionalismo". Nonostante l'aumento delle spese in questo campo, il sistema di finanziamento non è ancora trasparente e la quota del bilancio si sta restringendo. Nel 2011 la Cina ha dedicato il 4,7% e l'11,8% del suo bilancio totale rispettivamente per la ricerca di base e la ricerca applicata, una percentuale significativamente inferiore alle principali potenze tecnologiche come gli Stati Uniti e il Giappone.
La Cina sta rapidamente sviluppando un sistema di istruzione che ponga l'accento sulla scienza, sulla matematica e sull'ingegneria; nel 2009 ha prodotto oltre 10 000 laureati in ingegneria e 500 000 laureati in scienze, più di qualsiasi altro Paese. La Cina è anche il secondo più grande editore al mondo di pubblicazioni scientifiche; la produzione nel solo 2010 è stata di 121 500 articoli, tra cui 5 200 apparsi sulle principali riviste scientifiche internazionali. Società tecnologiche cinesi come Huawei e Lenovo sono diventati leader mondiali nel settore delle telecomunicazioni e dei personal computer e i supercomputer cinesi sono costantemente classificati tra i più potenti al mondo. La Cina sta inoltre vivendo una significativa crescita nell'uso di robot industriali; tra il 2008 e il 2011 l'installazione di robot multiruolo in fabbriche cinesi è aumentato del 136%.

### La Cina nello spazio
Il programma spaziale cinese è uno dei più attivi al mondo ed è fonte importante di orgoglio nazionale. Nel 1970 la Cina ha lanciato il suo primo satellite, il Dong Fang Hong I, diventando il quinto Paese a farlo in modo indipendente. Nel 2003 la Cina è diventata il terzo Paese a inviare autonomamente esseri umani nello spazio, grazie alla missione di Yang Liwei a bordo della Shenzhou 5; al 2015 dieci cittadini cinesi hanno viaggiato nello spazio, tra cui due donne. Nel 2011 è stato lanciato il primo laboratorio orbitale cinese, il Tiangong 1, e questo segna il primo passo di un progetto per assemblare una grande stazione abitata dai primi anni del 2020. Nel 2013 la Cina ha fatto atterrare con successo la sonda Chang'e 3 e il rover Yutu sulla Luna; vi è la previsione di raccogliere campioni di suolo lunare entro il 2017 Nel 2019 la Cina ha fatto allunare una sonda nel lato nascosto della Luna, prima al mondo.
- 24 aprile 1970: viene lanciato Dong Fang Hong 1, il primo satellite cinese lanciato nello spazio.
- 15 ottobre 2003: Yang Liwei è il primo cinese ad andare nello spazio
- 16 giugno 2012: Liu Yang è la prima donna cinese ad andare nello spazio

### Fisica
Nel campo della fisica da ricordare le figure di Tsung-Dao Lee e di Chen Ning Yang e i loro contributi alle scoperte riguardo alla particella elementare, vincitori del Premio Nobel per la fisica, nel 1957 (primi cinesi a vincere un Nobel).
Tra il XX e il XXI secolo si distinse la figura di Charles K. Kao, pioniere della fibra ottica, Premio Nobel per la fisica, nel 2009.

### Medicina
Un aspetto rilevante nell'ambito scientifico cinese è dato dalla medicina: tra i grandi medici e naturalisti cinesi spicca la figura di Li Shizhen (1518-1593), autore di un'enciclopedia medica e naturalistica chiamata Běncǎo Gāngmù (1596). La teoria della medicina tradizionale cinese si è formata fondamentalmente durante il periodo primaverile e autunnale e il periodo degli Stati Combattenti, ed è stata riassunta e sviluppata nelle dinastie successive. Inoltre, ha un'influenza di vasta portata sui paesi nel circolo culturale dei caratteri cinesi, come la medicina giapponese, la medicina coreana, la medicina coreana e la medicina vietnamita, tutte sviluppate sulla base della medicina tradizionale cinese.
La medicina tradizionale cinese racchiude l'esperienza e le conoscenze teoriche della lotta contro le malattie dell'antico popolo cinese: è un sistema medico teorico formatosi e sviluppato gradualmente attraverso la pratica medica a lungo termine sotto la guida dell'antico materialismo semplice e della dialettica spontanea. La teoria della medicina tradizionale cinese nel periodo primaverile e autunnale e nel periodo degli Stati Combattenti si è sostanzialmente formata, con l'emergere dell'anatomia e delle sottodiscipline mediche, e sono state adottate le "quattro diagnostiche". Il classico di medicina interna dell'imperatore giallo è una delle quattro opere classiche della medicina tradizionale cinese ed è anche il primo classico medico nella casa del tesoro della medicina cinese. Allo stesso tempo, è un capolavoro medico che studia la fisiologia umana, la patologia, la diagnostica, i principi di trattamento e la farmacologia. Teoricamente stabilito la "teoria dello Yin-Yang e dei cinque elementi", "teoria del polso", "teoria dello zangxiang", "teoria dei meridiani", "teoria dell'eziologia", "teoria della patogenesi", "malattia", "metodo diagnostico" nella medicina tradizionale cinese. Sul trattamento e sulle teorie della "conservazione della salute" e della "scienza della fortuna", in seguito la medicina tradizionale cinese e la conservazione della salute iniziarono a spiegare la fisiologia umana con yin e yang e cinque elementi, e "ingegneria medica", aghi d'oro, chiavi di bronzo, ecc. è apparso. Si riferisce alla medicina basata sulla medicina tradizionale creata dalla nazionalità Han in Cina, è una disciplina che studia la fisiologia umana, la patologia, la diagnosi e la prevenzione delle malattie.

### Matematica
Nel XX secolo un importante contributo alla teoria dei numeri venne dato da Chen Jingrun.
Dal 1989, la Cina è stata per 22 volte al 1º posto nella classifica delle nazioni stilata in ogni edizione delle Olimpiadi internazionali della matematica, vincendo un totale 168 medaglie d'oro, 36 d'argento e 6 di bronzo.

## Sport

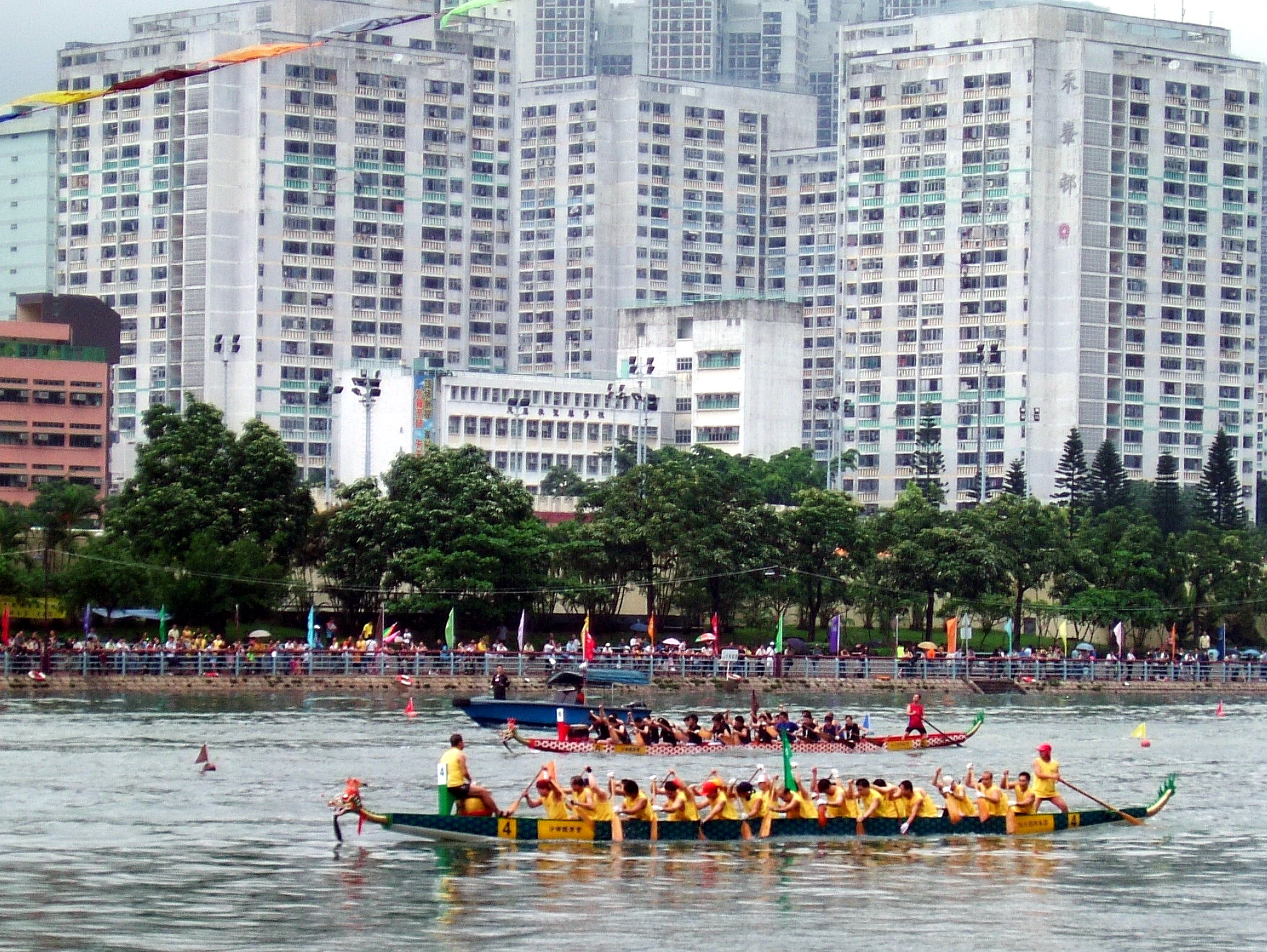
Gara di dragonboat, uno sport molto popolare in Cina

La Cina vanta una delle più antiche culture sportive al mondo. Vi sono testimonianze che il tiro con l'arco (shèjiàn) sia praticato fin dalla dinastia Zhou occidentale. Anche il gioco con la spada (jianshu) e il cuju sono sport che risalgono alle prime dinastie. Alcuni degli sport più popolari del Paese includono; le arti marziali, la pallacanestro, il calcio, il ping pong, il nuoto e il biliardo. Giochi da tavolo come il Go (noto in Cina come weiqi), lo Xiangqi, il Mahjong e più recentemente gli scacchi, sono praticati a livello professionale.
La forma fisica è ampiamente sottolineata nella cultura cinese con ginnastica mattutina, con il qigong e il taijiquan, che sono ampiamente praticati, e le palestre e centri di fitness guadagnano sempre più popolarità. I giovani cinesi apprezzano anche il calcio e il basket, in particolare nei centri urbani. La Cina ha ospitato nel 2019 la XVII edizione della FIBA World Cup. La National Basketball Association statunitense ha un enorme seguito tra i giovani cinesi, con giocatori cinesi come Yao Ming e Jeremy Lin tenuti in grande considerazione. La Cina è inoltre la patria di un gran numero di ciclisti, con circa 470 milioni di biciclette registrate nel 2012. Molti sport più tradizionali, come il dragonboat, il wrestling in stile mongolo e le corse dei cavalli sono molto popolari.

### Nuoto
Tra le migliori nuotatrici cinesi vi è Ye Shiwen, vincitrice, tra l'altro, dell'oro ai mondiali di Shanghai 2011 e vincitrice dell'oro alle olimpiadi di Londra.

### Calcio
La Nazionale di calcio della Cina, fondata nel 1924, ha ottenuto i migliori risultati, in particolare, in Coppa d'Asia raggiungendo il secondo posto nel 1984 e nel 2004, senza mai riuscire a vincere il titolo continentale. Nel 2002 la nazionale ha partecipato al Mondiale di calcio, uscendo al primo turno.

### Giochi olimpici
La prima medaglia olimpica per la Cina fu la medaglia d'oro conquistata nel tiro a segno da Xu Haifeng, ai Giochi olimpici di Los Angeles 1984.
L'atleta cinese più medagliata ai Giochi olimpici è Wu Minxia, nei tuffi, con 5 ori, 1 argento e 1 bronzo.
La Cina ha ospitato rispettivamente le olimpiadi e le paralimpiadi di Pechino 2008 e le olimpiadi e le paralimpiadi invernali di Pechino 2022. Con ciò Pechino è diventata la prima città ad ospitare l'edizione estiva e invernale.

### Sport motoristici

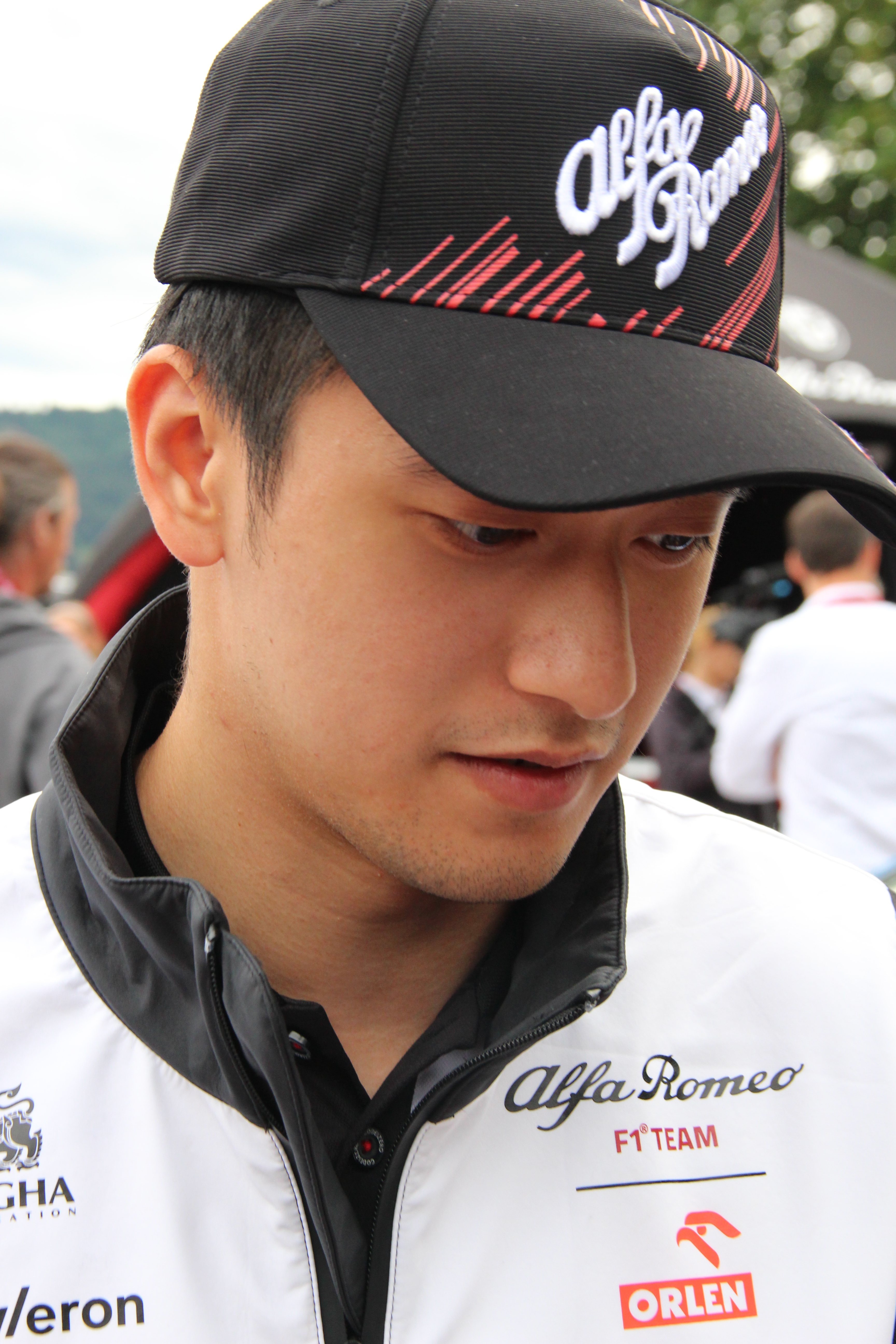
Zhou Guanyu, primo pilota cinese in Formula 1.

Dal 2004 al 2019, e nuovamente dal 2024 si svolge, presso il Circuito di Shanghai il Gran Premio di Cina nel Campionato mondiale di Formula 1. Nel 2022 Zhou Guanyu, ingaggiato dall'Alfa Romeo, è il primo pilota cinese a gareggiare in questa categoria riuscendo nell'impresa di andare a punti all'esordio.
Sullo stesso circuito impiegato per la Formula 1, dal 2005 al 2008, si è svolto il Gran Premio motociclistico di Cina valevole per le classi 125, 250 e MotoGP. La prima edizione ha coinciso con la partecipazione, in qualità di wild card, di ben otto piloti cinesi tra 125 e 250. Il 2023 vede l'esordio di una casa motociclistica cinese in un campionato mondiale di motociclismo su pistaː viene infatti schierata la Kove 321RR nel Campionato mondiale Supersport 300.

## Tradizioni

### Gastronomia

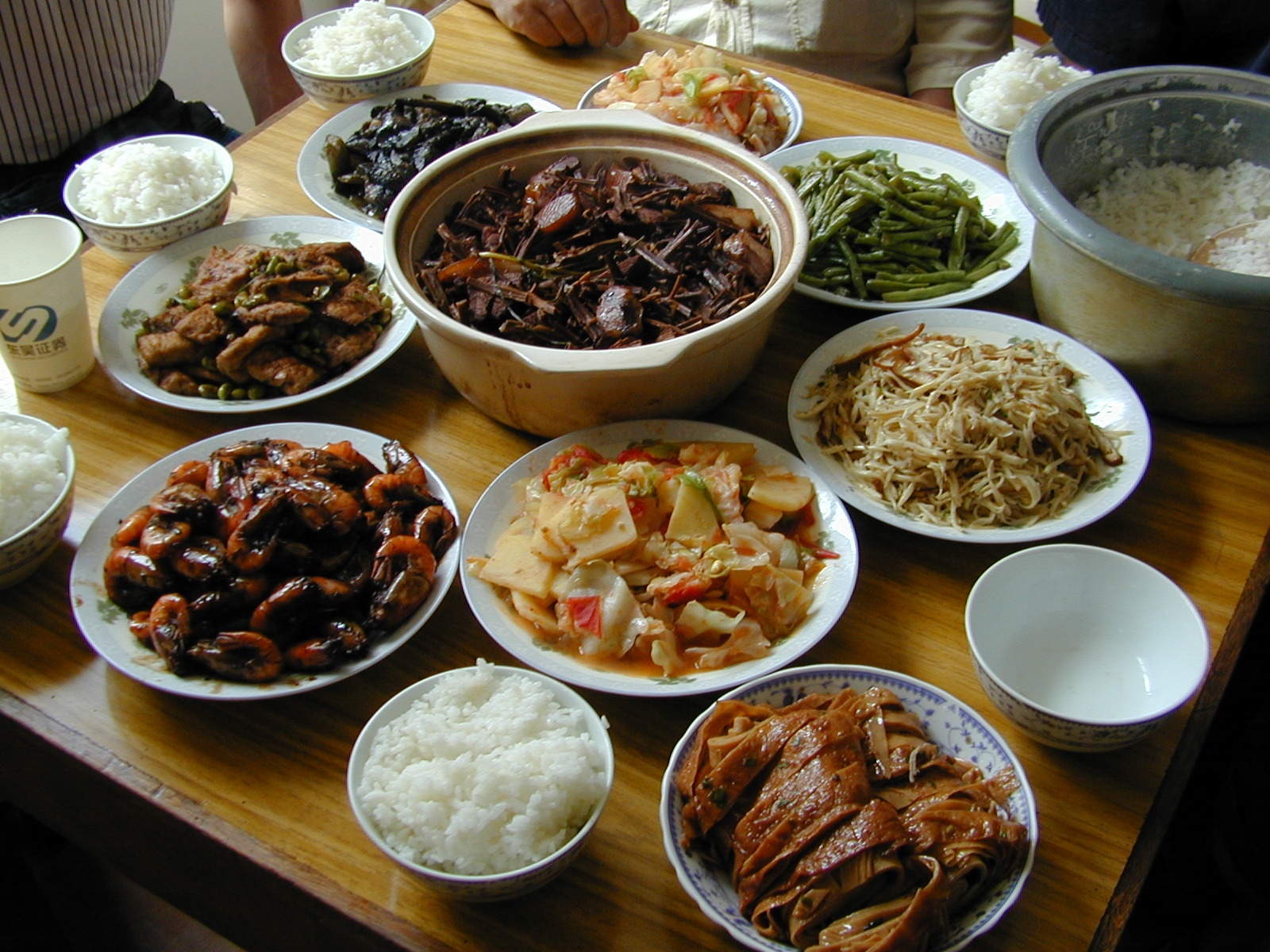
Alcuni piatti della cucina tipica cinese: ciotole di riso, gamberetti, melanzane e tofu, verdure fermentate, anatra e piatto centrale con carne e germogli di bambù

La cucina cinese è molto varia ed è il risultato di millenni di storia e di sviluppo. Gli imperatori dell'antica Cina possedevano molte stanze adibite al pranzo nei loro palazzi, ognuna delle quali divisa in diverse zone, in cui era servito un piatto diverso. L'alimento base della cucina cinese è il riso, mentre il maiale è la carne più mangiata che rappresenta i tre quarti del totale svolgendo pertanto un ruolo fondamentale. La cucina cinese non può tuttavia considerarsi unica, in quanto coesistono numerosi stili, come la cucina di Hong Kong e il cibo cinese americano.
I principali ingredienti utilizzati nella dieta cinese sono il pollame, il maiale, il manzo, il vitello o l'agnello, le verdure, la frutta e i semi di soia. Tra le spezie più utilizzate vi è lo zenzero e l'aglio; spesso si trovano inoltre le arachidi, il lardo, l'aceto, il vino giallo, il brodo di pollo e maiale e la pasta di sesamo.
La Cina è considerata il Paese di origine del tè, poiché vi sono stati sviluppati metodi di coltivazione e produzione antichi di questo prodotto. Al contrario dell'Occidente, i principali utensili per mangiare sono le bacchette; questa tradizione è nata in seguito alla consuetudine di avere pezzi di cibo molto piccoli. Tra i piatti più popolari della cucina cinese vi sono: carne di maiale con ananas, germogli di soia saltati, pollo con peperoncino piccante e uova fritte con fungo nero o di maiale con pezzi di aglio. Tra i piatti della cucina cinese troviamo gli involtini primavera, i Jiaozi, i ravioli Shao Mai, il riso alla cantonese, l'anatra laccata alla pechinese, le uova dei cent'anni, le nuvole di drago, il pollo alle mandorle, gli spaghetti di riso, il gelato fritto, i gamberi alla piastra, i wonton e i nidi di rondine.

### Folclore
Il folclore cinese include anche canzoni, poesia, danze, burattini e racconti.

### Abbigliamento
Tipico abito tradizionale cinese viene chiamato Hanfu. Altri abiti sono il Changshan e il Cheongsam, mentre un particolare tipo di giacca cinese viene chiamata Tangzhuang.

### Festività
Il governo cinese riconosce sette festività per tutto il popolo e altre quattro dedicate solo a una categoria. Per questo motivo viene utilizzato sia il calendario gregoriano, sia il calendario cinese. Annualmente il Consiglio di Stato pubblica le date delle feste un paio di giorni prima del 1º gennaio. Dal 2011 le giornate di vacanza vengono correlate con il fine settimana, quindi le feste durano tre giorni.
| Giorno                                          | Festa                                               | Nome locale (pinyin)                 | Note                                                                       |
| ----------------------------------------------- | --------------------------------------------------- | ------------------------------------ | -------------------------------------------------------------------------- |
| 1º gennaio                                      | Primo dell'anno                                     | 元旦 (Yuándàn)                       | Inizio del calendario gregoriano                                           |
| Per quindici giorni dall'inizio dell'anno       | Capodanno cinese                                    | 春节 (Chūn jié)                      | Inizio del calendario cinese                                               |
| 8 marzo                                         | Giornata internazionale della donna                 | 国际妇女节 (Guójì fùnǚ jié)          | Le donne lavorano solo mezza giornata                                      |
| Quindicesimo giorno dall'equinozio di primavera | Festa di Qingming                                   | 清明节 (Qīngmíng jié)                | Celebrazioni del culto degli antenati                                      |
| 20 aprile                                       | Giornata della lingua cinese nelle Nazioni Unite    | 聯合國中文日 (Liánhéguó zhōngwén rì) | Commemora la figura di Cangjie, mitico inventore dei Caratteri cinesi      |
| 1º maggio                                       | Festa del lavoro                                    | 劳动节 (Láodòng jié)                 | Celebrazioni della giornata internazionale dei lavoratori                  |
| 4 maggio                                        | Giornata della gioventù                             | 青年节 (Qīngnián jié)                | I ragazzi dai 14 ai 28 anni lavorano solo mezza giornata                   |
| 1º di giugno                                    | Giornata del bambino                                | 六一儿童节 (Liùyī értóng jié)        | I minori di 14 anni non vanno a scuola                                     |
| 5º giorno del 5º mese lunare                    | Festa delle barche drago                            | 端午节 (Duānwǔ jié)                  | Festa per il solstizio d'estate                                            |
| 7º giorno del 7º mese del calendario lunare     | Festa di Qixi                                       | 七夕节 (Qīxì jié)                    | Festa degli innamorati, simile al San Valentino occidentale                |
| 1º agosto                                       | Giorno dell'esercito                                | 建军节 (Jiàn jūn jié)                | Il personale militare lavora solo mezza giornata                           |
| 15º giorno dell'8º mese lunare                  | Festa di metà autunno                               | 中秋节 (Zhōngqiū jié)                | Festa del raccolto                                                         |
| 1º di ottobre                                   | Giornata nazionale della Repubblica Popolare Cinese | 国庆节 (Guóqìng jié)                 | Anniversario della costituzione della Repubblica Popolare Cinese, nel 1949 |